# Dmitrij Ivanovič Mendělejev
Dmitrij Ivanovič Mendělejev, rusky Дмитрий Иванович Менделеев (27. lednajul./ 8. února 1834greg. Tobolsk – 20. lednajul./ 2. února 1907greg. Petrohrad) byl ruský vědec mimořádně širokého záběru. Působil především jako chemik, fyzik, geolog, metrolog, meteorolog, ekonom a technolog chemických, těžebních i zemědělských procesů. Mimo jiné byl objevitelem kritické teploty, kterou nazval absolutním bodem varu a poprvé formuloval stavovou rovnici pro ideální plyny s konstantou, u níž prokázal univerzálnost pro všechny plyny. Následně stanovil velmi přesnou hodnotu této konstanty. Jako první definoval abiogenní teorii vzniku ropy, která získala ve světě další zastánce koncem 20. století. Navrhl dopravu ropy potrubím a vyvinul postup pro podzemní zplyňování uhlí, který se stal nadějnou technologií 21. století. Meteorologii posunul z oblasti pověr mezi vědecké disciplíny a spiritismus z vědeckého zázemí do sféry pověr. Na zakázku vlády vyvinul technologii výroby bezdýmného střelného prachu a navrhl konstrukci prvního ledoborce na světě. V závěru svého života se věnoval otázkám národního průmyslu a ekonomiky, vytvořil celní sazebník a jako zastánce protekcionismu a ekonomické samostatnosti Ruska byl hlavním poradcem ministerského předsedy Sergeje Witteho. Ve funkci ředitele Hlavní komory pro míry a váhy připravil Rusko na přijetí metrického systému a gregoriánského kalendáře.
V roce 1869 zveřejnil zjištěnou závislost chemického chování prvků na atomové hmotnosti. Tato závislost, známá jako periodický zákon, umožnila vytvoření přehledného systému chemických prvků, jehož platnost zůstala zachována i po pozdějších objevech elementárních částic a zjištění skladby atomu. Světovou proslulost Mendělejevovi přinesly objevy prvků, periodickým zákonem předpovězených.

## Životopis

### Původ

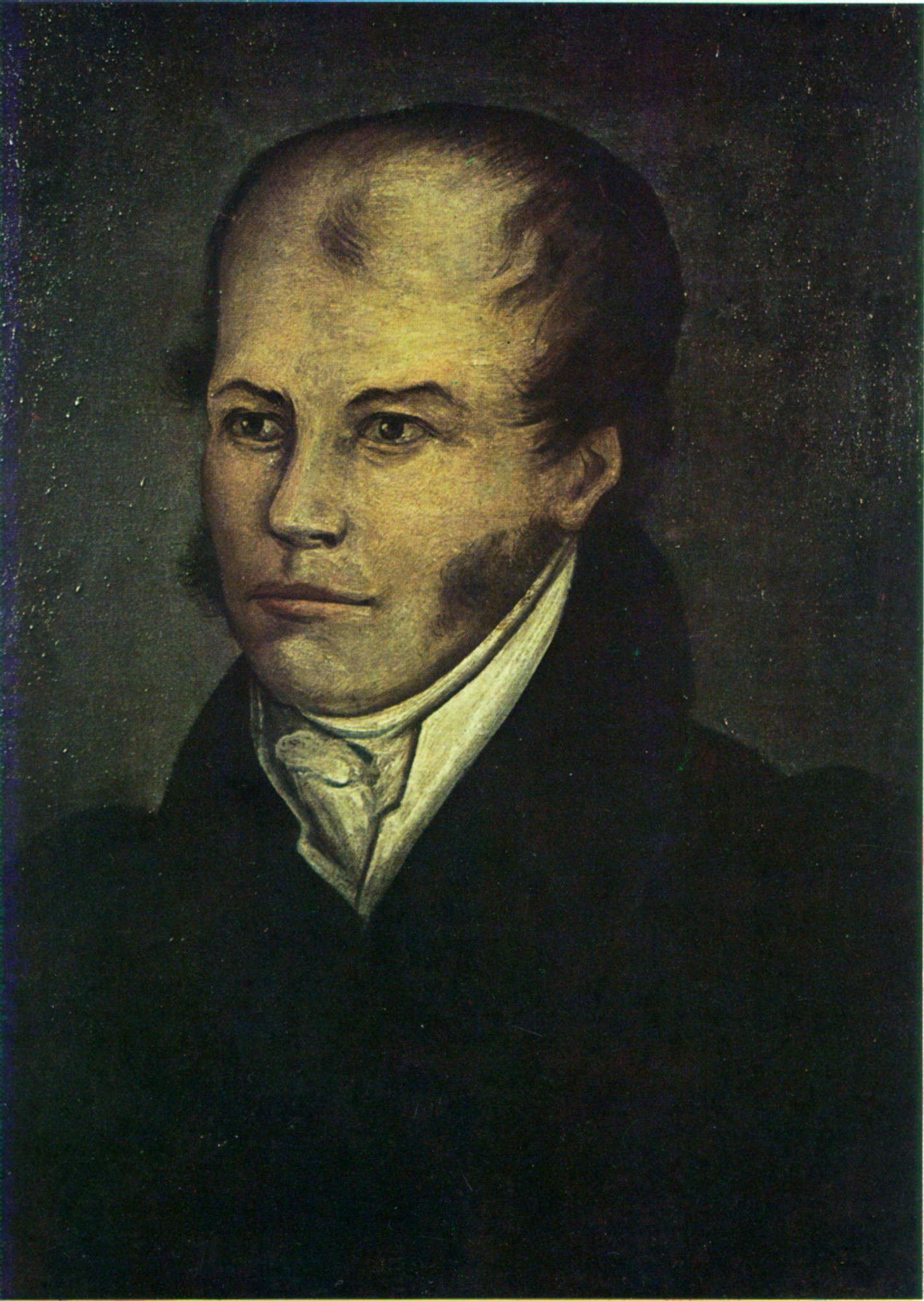
Ivan Pavlovič Mendělejev

Otec Dmitrije Ivanoviče, Ivan Pavlovič Mendělejev rozený Sokolov (1783–1847) se narodil v rodině pravoslavného kněze Pavla Maximoviče Sokolova, který působil v kostele Přímluvy Nejsvětější Bohorodičky ve Vyšněvolockém újezdu Tverské gubernie. Farnost se nacházela ve vesnici Tichomandrica, nedaleko dnešního sídla Kaskovo na břehu říčky Tichomandrica, přítoku jezera Udomlja. Mezi farníky patřili i členové rodu Arakčejevů, jejichž sídlo Garusovo leží na břehu Udomelského jezera. Generála od Slavkova a pozdějšího ministra války hraběte Alexeje Andrejeviče Arakčejeva (1769–1834), seznámil v dětském věku se základy gramatiky a aritmetiky právě Pavel Maximovič Sokolov. V rodině Pavla Sokolova se narodilo sedm dětí. Podle tradice mohla linie příjmení u duchovního pokračovat pouze u jednoho syna. Jméno Sokolov tak obdrželi pouze syn Timofej a dcery Tatiana, Natalia a Paraskevja. Syn Alexandr získal po rodné obci příjmení Tichomandrický a syn Vasilij po farnosti příjmení Pokrovský. Majitelem sousedních pozemků byl šlechtický rod Mendělejevů, jejichž jména se doposud vyskytují na náhrobcích starého hřbitova sousedního sídla Ostrovno. I oni byli farníky Pokrovského kostela v Tichomandrice a s knězem Pavlem Maximovičem udržovali dobré vztahy. Pravděpodobně byli i kmotry mnohých Sokolovových dětí. Na Tverské gymnázium byl tak nejmladší syn zapsán jako Ivan Pavlovič Mendělejev.

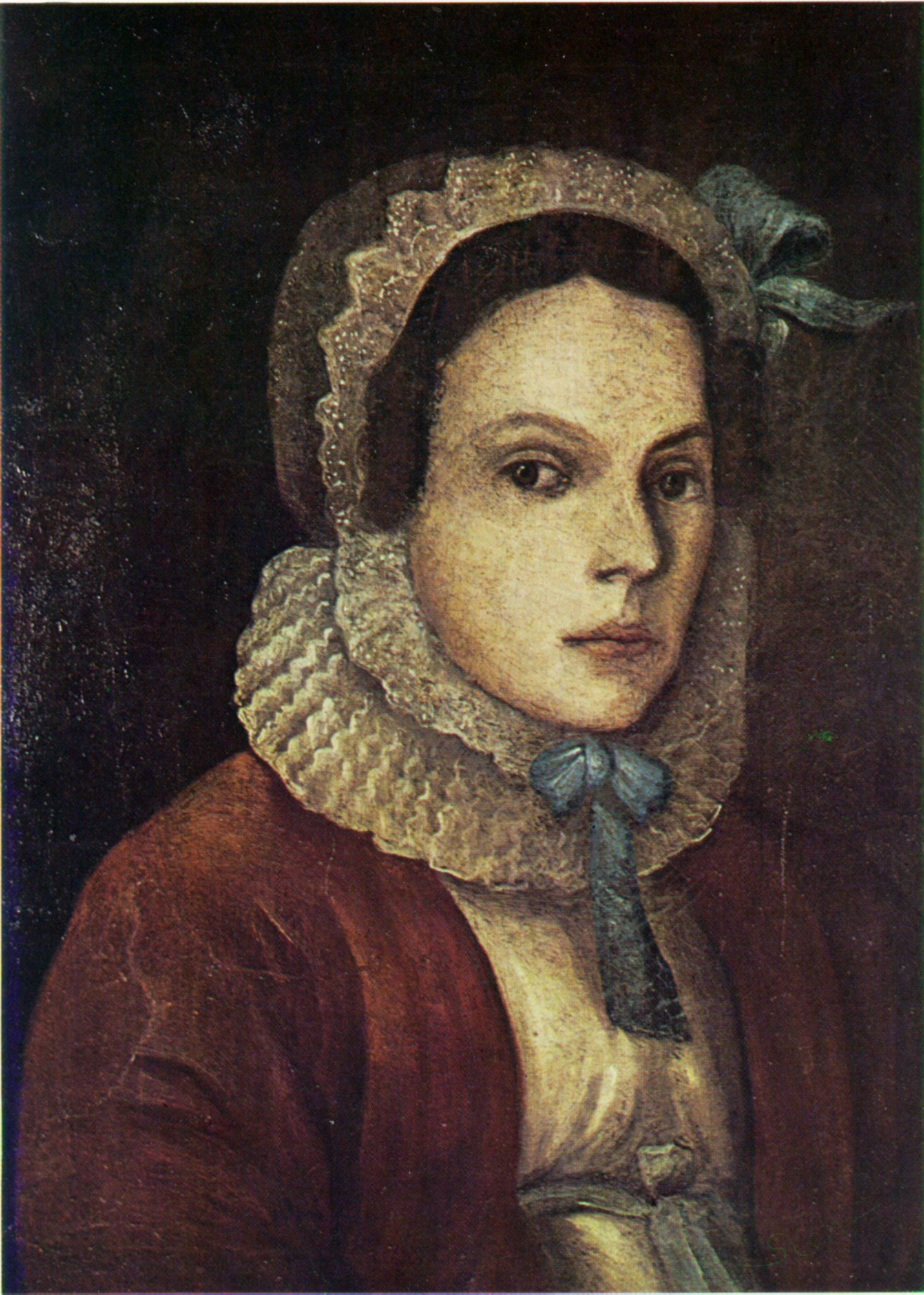
Marie Dmitrijevna roz.Korniljevová

Kostel Přímluvy Nejsvětější Bohorodičky z poloviny 16. století byl roce 1869 zbořen z důvodů sešlosti a na jeho místě byl vystavěn nový, později zničený v roce 1917. Hřbitov zůstal zachován dodnes a na jeho náhrobcích se vyskytuje příjmení Tichomandrický. V létě 1998 byla u vchodu do hřbitova umístěna pamětní deska na počest Pavla Maximoviče Sokolova, jehož přesný den ani místo úmrtí nejsou známy.
Ivan Pavlovič Mendělejev absolvoval v roce 1804 Tverský seminář a v roce 1807 Hlavní pedagogický institut v Petrohradě. Jako učitel filozofie, výtvarných věd a politické ekonomie byl vyslán na klasické gymnázium v sibiřském Tobolsku, kde se v roce 1809 oženil s Marií Dmitrijevnou Korniljevovou.
Marie Dmitrijevna Korniljevová (1793–1850) se narodila na Sibiři v rodině velkého místního věhlasu. Její dědeček Vasilij Jakovlevič postavil na Sibiři první papírnu a tiskárnu. V Tobolsku postavil školu a poblíž v sídle Aremzjany vybudoval sklárnu. Vasilij Korniljev publikoval první knihy a časopisy na Sibiři, z nichž nejvýznamnější byl časopis Irtyš. Otec Marie Dmitrijevny, Dmitrij Vasiljevič Korniljev, pokračoval v práci svého otce. Po smrti své ženy však onemocněl a krátce na to sám zemřel. Jeho žena, Jekatěrina Jefimovna, zemřela v době, kdy jejich dětem Marii a Vasiliji nebylo více než deset let. O děti se postarali příbuzní matky, Marii se dostalo kvalitního domácího vzdělání a Vasilij po vystudování gymnázia odešel do Moskvy, kde se dopracoval do funkce správce majetku knížat Trubeckých. Jeho kontakty byly pro rodinu často oporou. Za Ivana Pavloviče Mendělejeva se Marie Dmitrijevna provdala jako šestnáctiletá.
Rodina Ivana Pavloviče se po devíti letech v Tobolsku odstěhovala do Tambovské gubernie, kde na různých místech otec rodiny pracoval jako ředitel škol. Posledním působištěm v Evropě byl Saratov. V roce 1827 se rodina vrátila do Tobolsku, kde se Mendělejev stal ředitelem gymnázia a již početná rodina získala k bydlení několik místností v budově školy. 8. února 1834 se zde Mendělejevům narodilo poslední dítě, chlapec, který po otci Marie Dmitrijevny dostal jméno Dmitrij.
Dmitrij Ivanovič Mendělejev se narodil jako poslední, sedmnácté dítě. Tři z dětí se nedožily křtu a proto byl v knihách zapsán jako čtrnáctý. Z pokřtěných dětí uzavíral následující řadu sourozenců. Marie (1811–1826), Olga (1815–1866), Jekatěrina (1816–1901), Apollinaria (1822–1848), Jelizaveta (1823–1852), Ivan (1824–1862), Marie mladší (1828–1911) a Pavel (1832–1902). V raném dětství zemřeli Viktor, Varvara, Nikolaj, Varvara mladší a Ilja. Marie Dmitrijevna pečlivě dbala o výchovu a vzdělávání všech dětí. Ještě za prvního pobytu v Tobolsku vybudovala v domě Mendělejevových velkou knihovnu. Každý večer v obývacím pokoji shromáždila děti a hrála jim na klavír či četla, všechny děti uměly číst a psát nejpozději v pěti letech.

### Dětství a rané mládí

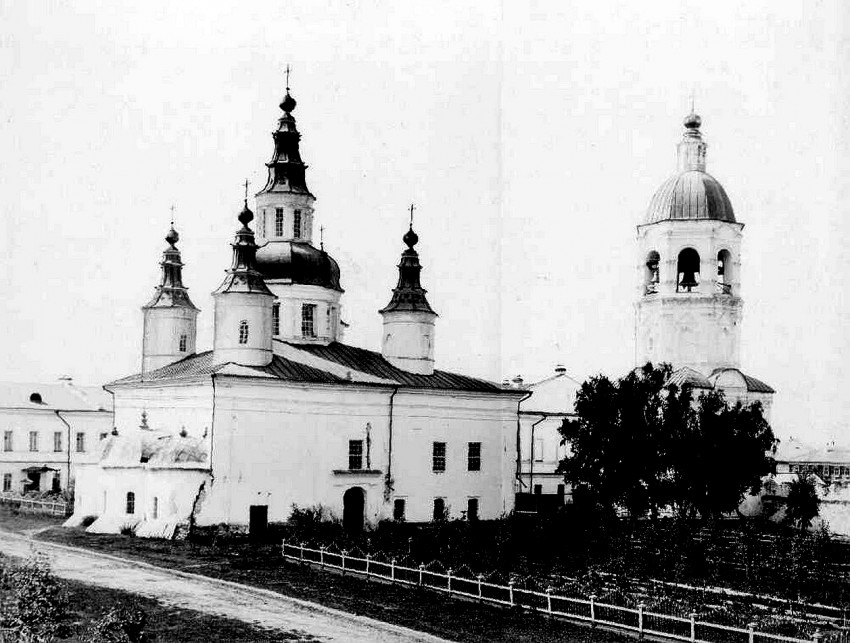
Tobolsk v 19. století

V roce narození Dmitrije otec rodiny oslepl a ztratil práci a služební byt. Všechny starosti, pokud jde o materiální podporu rodiny a výchovu dětí, padly na bedra Marie Dmitrijevny. Starší bratr Vasilij Dmitrijevič. který žil v Moskvě, jí nabídl správu malé sklárny, kterou zdědil, s právem použít její výnosy na zajištění rodiny. Tato továrna byla umístěna několik kilometrů od Tobolsku, v obci Aremzjany, kam se Mendělejevovi přestěhovali. Za několik let dokázala Marie Dmitrijevna bez startovního kapitálu oživit prakticky mrtvý podnik. Rolníci z vesnice začali dostávat pravidelný plat jako dělníci ve městech. Na její pokyny se ve vesnici začala stavět škola a kostel. V roce 1836 nashromáždila prostředky k tomu, aby poslala svého manžela, doprovázeného dcerou Jekatěrinou, do Moskvy k proslulému očnímu chirurgovi. Zrak byl Ivanu Pavloviči téměř dokonale navrácen. Do práce na gymnáziu však již přijat nebyl a tak rodině pomáhal skrovným důchodem, částečným pracovním úvazkem korektora a veškerou možnou pomocí manželce při vedení továrních záležitostí.
V předškolním věku malý Dmitrij doprovázel matku na každém kroku. Do sféry prvních vjemů se tak dostala přeměna hmoty ve sklářských pecích, formách i píšťalách. Pracovní provozy navštěvoval často a rád i jako školák, nejraději v doprovodu oblíbeného huťského mistra Jefima. Ve sklárně se zrodil i jeho zájem o technologii a průmysl a od mistra Jefima přijal názor, že „každá práce je umění“, který nezměnil do konce života. 

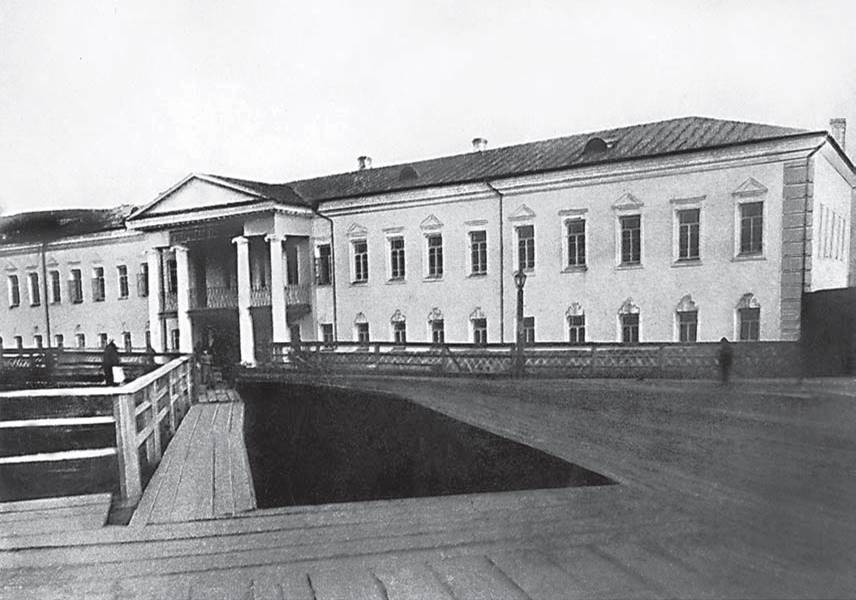
Gymnázium v Tobolsku (19. století)

Ve třech letech Dmitrij onemocněl neštovicemi a pravděpodobnost úmrtí nejmladšího dítěte byla vysoká. Matka strávila u postele svého syna všechny dny i noci jeho nemoci. Několik dní chlapec prožil při vysokých horečkách a často upadal do bezvědomí. Pozornost chlapce se matka snažila udržet čtením dobrodružné literatury. Na tento příběh z dětství si Dmitrij Ivanovič vzpomněl i v posledních dnech svého života a nechal si předčítat Julese Verna.
V roce 1841 se rodina přestěhovala opět do Tobolsku. Aby mohl Dmitrij nastoupit do školy spolu se svým starším bratrem Pavlem a zároveň školu ukončit v předepsaném věku, docházel do první třídy dva roky, třebaže uměl číst už od čtyř let. I tak gymnázium absolvoval příliš brzy ve věku patnácti let. Aby se učitelé vyhnuli administrativním problémům, zapsali ho ve výstupním vysvědčení ze 12. července 1849 jako šestnáctiletého.
V říjnu 1847 zemřel Ivan Pavlovič a továrna bez přímého dozoru se ocitla na pokraji bankrotu. Dcery Olga, Jekatěrina a Marie byly v této době již provdány a jejich rodiny byly schopné poskytnout základní výpomoc. Syn Ivan žil sice samostatně v Moskvě, ale s dluhy z hazardu a jeho způsob života byl pro matku zdrojem zármutku. Dcera Apollinaria se rozhodla odejít do kláštera, část života trávila v modlitbách v promrzlém kostele či bosou chůzí ve sněhu. Zemřela na zápal plic rok po smrti otce.
Ztrátová sklárna nakonec v roce 1848 vyhořela. Marie Dmitrijevna prodala vše mimo knihovny a vyplatila všechny dělníky a věřitele. Syn Pavel ukončil gymnázium a byl poslán do Omsku k rodině sestry Jekatěriny. Jedinými nezaopatřenými dětmi zůstaly Jelizabeta a Dmitrij. Další osudy Marie Dmitrijevny řídila potřeba poskytnout svému talentovanému synu vzdělání na universitě v Moskvě. V létě roku 1849 se matka s Mítěnkou a Lízankou vydala na 2000 km dlouhou cestu. Přesto, že ve velkých městech v Rusku řádila cholera, most přes Irtyš byl rozbitý a průměrná cestovní rychlost se pohybovala kolem 30 verst denně.

### Studium v Petrohradu a první praxe (1850–1858)

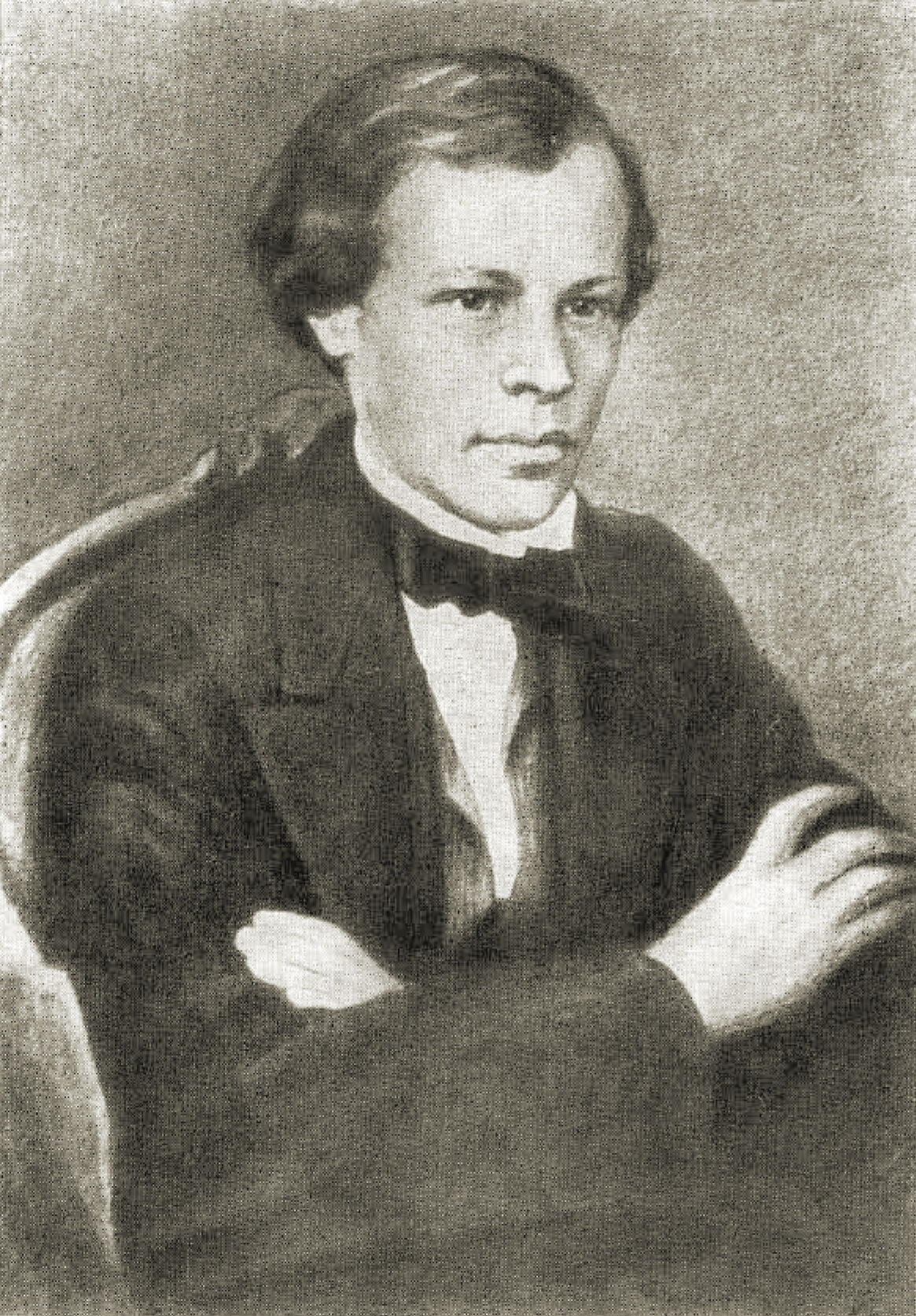
D.I.Mendělejev v roce 1855

Se svými dětmi přijela Marie Dmitrijevna do Moskvy na podzim 1849. Bratr Vasilij Korniljev je srdečně přivítal ve svém domě a ihned začal podnikat prostřednictvím svých vlivných přátel kroky k zápisu svého synovce na universitu. Nepodařilo se však překonat požadavky soudobé praxe, vyžadující zařazení studentů podle zeměpisné příslušnosti. Tobolské školství patřilo pod sféru univerzity v Kazani. Když selhalo několik pokusů, nabídl strýc synovci práci v některé z moskevských kanceláří. Matka však trvala na nutnosti poskytnout svému dítěti nejvyšší vzdělání v přírodovědných oborech a v zimě roku 1850 spolu s Lízou odjeli do Petrohradu. Při testu na lékařské akademii však Dmitrij neprošel praktickým testem při pitvě a v prostředí mrtvol zkolaboval. Zoufalá Dmitrijova matka si vzpomněla na dávného studentského přítele svého manžela, profesora matematiky ve výslužbě Dmitrije Semjonoviče Čižova. Ten doporučil studium na Hlavním pedagogickém institutu. Zde však byli studenti přijímáni pouze ve dvouletém intervalu a v roce 1850 se zrovna nepřijímalo. Za pomoci dalšího absolventa Tverského semináře, Petra Alexandroviče Pletňova, rektora Petrohradské university, se podařilo prosadit výjimku. V srpnu 1850 byl Dmitrij Ivanovič Mendělejev přijat ke studiu na Fakultě fyziky a matematiky na Hlavním pedagogickém institutu v Petrohradu. Získal i státní podporu za podmínky, že bude po ukončení studia pracovat osm let jako učitel.
Po dosažení posledního životního cíle opustily Marii Dmitrijevnu náhle veškeré síly. Zemřela přesně měsíc po přijetí syna na vysokou školu, 20. září 1850 ve věku 57 let.

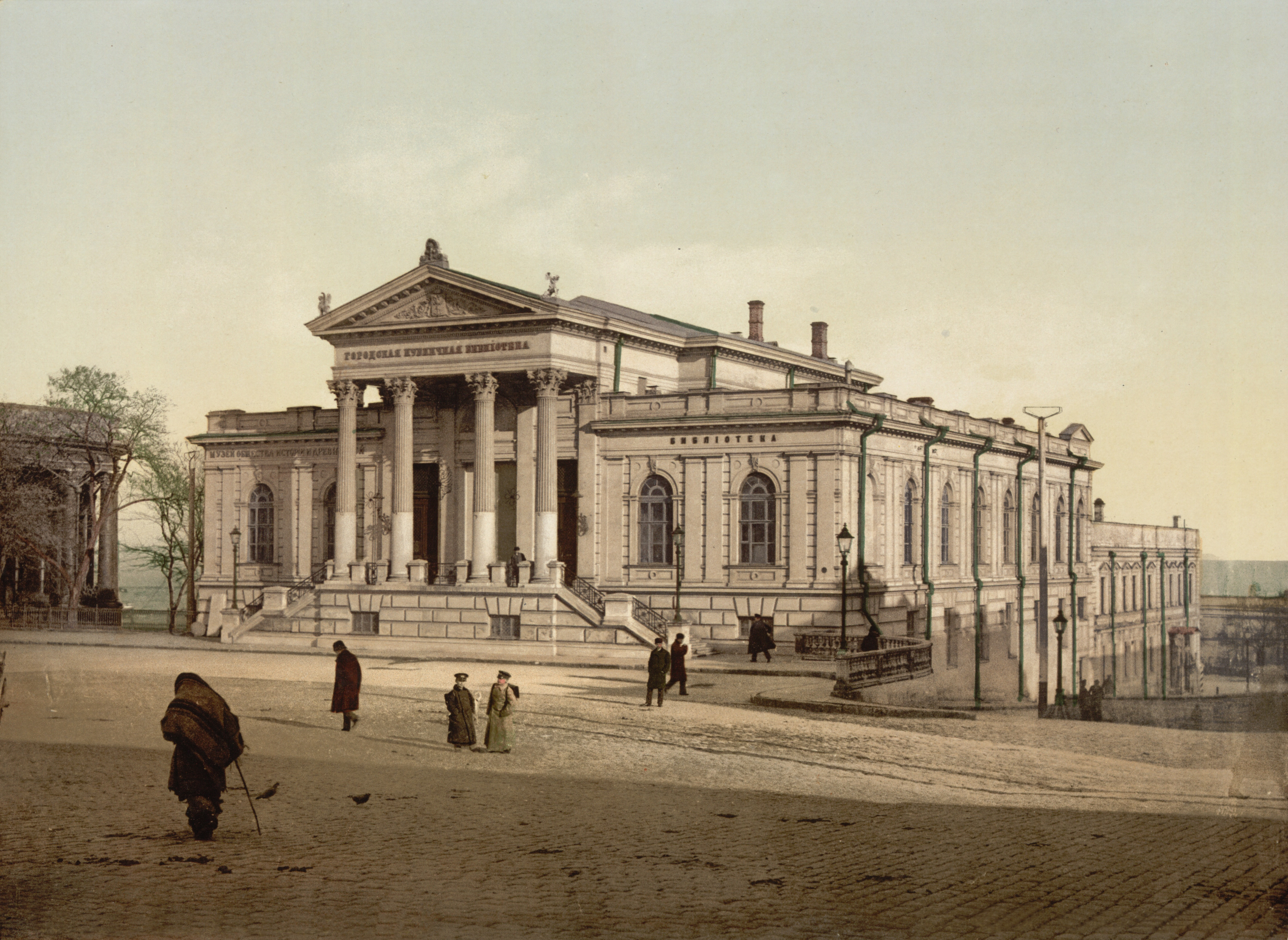
Knihovna v Oděse (polovina 19.st)

Smrt matky byla pro Dmitrije velkým šokem a začal být často nemocný. Občas i vykašlával krev a prvotní diagnózou byla tuberkulóza. Pro častou nemoc studoval první rok dvakrát. Na tuberkulózu zemřel v roce 1851 strýc Vasilij a o rok později i sestra Líza. Zemřel i profesor Čižov. V krátké době Dmitrij nejen osiřel, ale přišel i o své nejbližší. Když ležel v ošetřovně na lůžku, uslyšel výrok lékaře: “Ten se již neuzdraví“. Ke slovu přišel poslední dar matky, zděděná mimořádná pracovitost a houževnatost. Brzy se stal jedním z nejlepších studentů. Jeho předními profesory byli Michail Vasiljevič Ostrogradskij v matematice, Alexej Nikolajevič Savičev astronomii, Heinrich Lenz a Adolph Kupffer ve fyzice, Johann Friedrich von Brandt v zoologii a Alexandr Abramovič Voskresenskij v chemii. V roce 1854 byla vydána v němčině jeho první práce Chemische Analyze des Orthits aus Finnland o 234 stranách. Brilantně složil závěrečné zkoušky obhajobou práce na téma Analýza pyroxenu. Získal zlatou medaili nejlepšího studenta, která mu umožňovala zůstat v ústavu a připravovat se na magisterský titul.
Mendělejev však následoval rady lékaře, aby se přestěhoval do jižní oblasti, kde bylo klima pro jeho zdraví lepší. Získal učitelskou pozici na gymnáziu v Oděse, které bylo součástí slavného Richelieu lycea a ve městě se navíc nalézala mimořádně bohatá knihovna. Administrativní chybou však byl odeslán do Simferopolu. Tam docestoval koncem srpna 1855. Město se však nacházelo v těsné blízkosti obleženého Sevastopolu v době bojů Krymské války. Město se stalo vojenským táborem s polními nemocnicemi. Cesta však byla v konečném důsledku přínosem. V lazaretním městě Dmitrije Ivanoviče vyšetřil světově proslulý chirurg Nikolaj Ivanovič Pirogov a původní diagnosu krátkého života změnil slovy : „Všechny nás přežijete“. O dva měsíce později, 30. října 1855 se Mendělejev přestěhoval do Oděsy. Během šestiměsíčního pobytu v Oděse spojil výuku matematiky a přírodních věd s přípravou své magisterské práce o izomorfismu. V květnu 1856 se vrátil do Petrohradu.
V této době vznikla první jednání o zrušení Hlavního pedagogického institutu a převedení jeho studentů i vyučujících pod Petrohradskou universitu. O magisterský titul tak Mendělejev požádal již Universitu. 9. září 1856 složil magisterské zkoušky. Brzy dokončil svou druhou magisterskou práci, která byla požadována pro pozici docenta. Práci O struktuře sloučenin oxidu křemičitého obhájil 21. října 1856. Od ledna 1857 zahájil jako soukromý docent přednášky z teorie a dějin chemie a později organické chemie, rovněž dohlížel na laboratorní výuku. Jeho výdělky nebyly dostatečné a tak si přivydělával soukromými lekcemi a psaním krátkých populárních článků o přírodních vědách pro časopis Ministerstva školství.

### Působení v Heidelbergu (1859–1861)

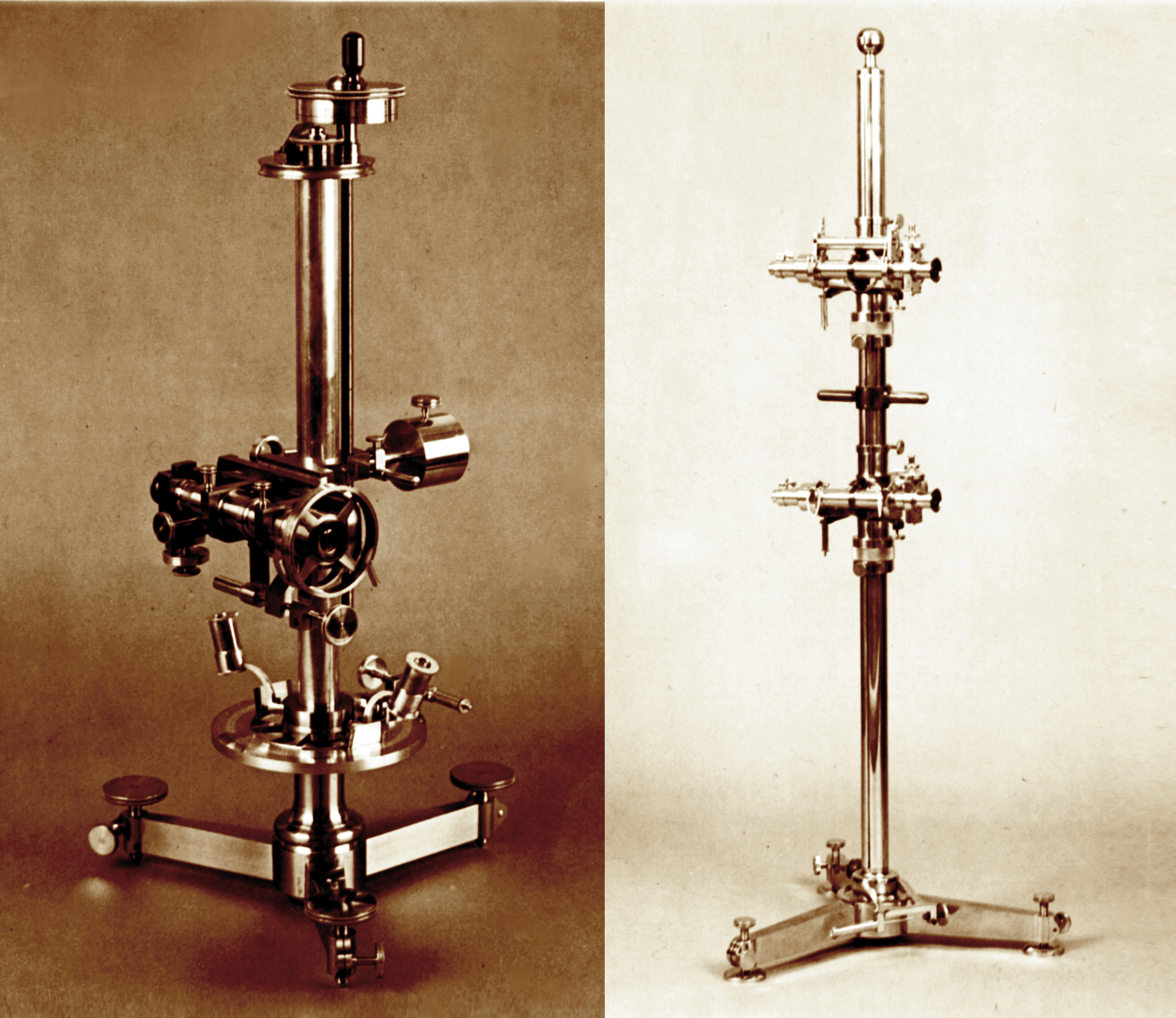
Přístroje zhotovené v Paříži na zakázku D.I. Mendělejeva

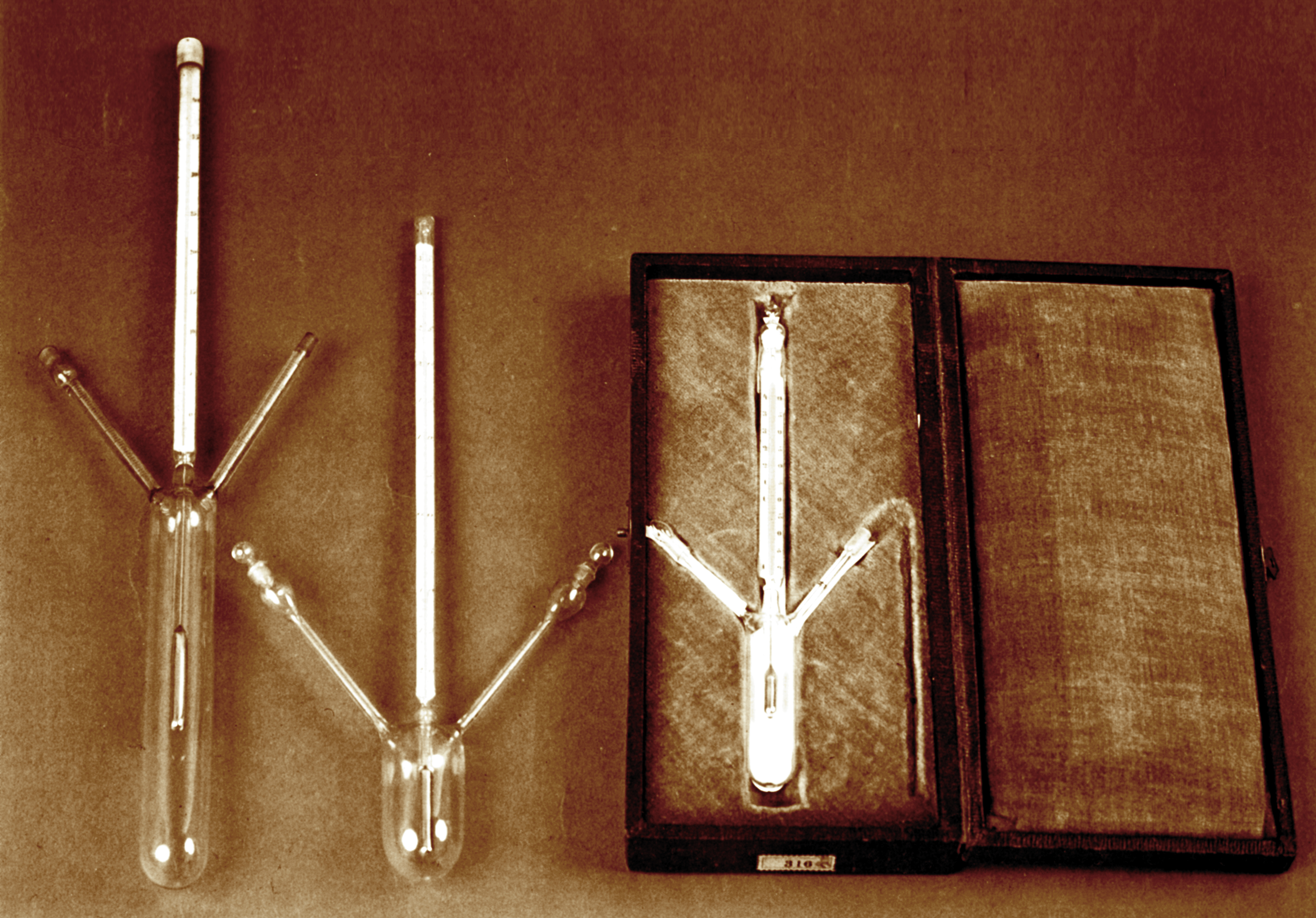
Pyknometr vyrobený Mendělejevem v Heidelbergu (1869)

Na konci roku 1858 se správa univerzity rozhodla poslat soukromého docenta Mendělejeva do zahraničí za účelem „zdokonalení ve vědách“. Na cestu se mohl vydat až po ukončení cyklu přednášek na Universitě a na Michajlovské dělostřelecké akademii v dubnu 1859. Nejprve si vybral pár měsíců na cesty, aby si vybral působiště. V Paříži se setkal s Marcellinem Berthelotem , Charlesem Adolphem Wurtzem a Jean-Baptistem Dumasem. Zde navštívil i laboratoře Henriho Victora Regnaulta. Později v Mnichově hovořil s Justusem von Liebigem, který vřele zavzpomínal na Voskresenského. Nakonec se rozhodl zůstat na univerzitě v Heidelbergu, kde pracovali Gustav Rober Kirchhoff, Emil Erlenmeyer a Robert Wilhelm Bunsen. Zůstal zde také pro to, že se zde nacházela výrazná ruská studentská komunita. Na počátku šedesátých let v Heidelbergu pocházelo kolem deseti procent studentů z Ruska. Mezi nejvýznamnější členy ruské komunity patřil fyziolog Ivan Michajlovič Sečenov, fyzikální chemik Nikolaj Nikolajevič Beketov a Alexandr Porfirevič Borodin, který se později proslavil jako hudební skladatel.
V Bunsenově laboratoří nebyl spokojen s technickým zázemím a problém vyřešil vybudováním vlastní laboratoře v pronajatém bytě, který napojil na plyn. Nejpřesnější přístroje jako teploměry, katetry, čerpadla, váhy atd. zakoupil od předních výrobců v Bonnu a Paříži. U prestižního pařížského výrobce nechal vyrobit přístroj ke stanovení hustoty kapalin, známý jako Mendělejevův pyknometr. Během zahřívání kapaliny v kapiláře učinil svůj první významný objev, definoval teplotu, po jejímž přesažení může látka existovat pouze v plynném stavu. Veličinu nazval absolutním bodem varu a je dnes známá jako tzv. kritická teplota. Ve zprávě domovskému ústavu určil jako objekt výzkumu fyzikální chemii a pro výzkum stavů plynu byla i jeho pozdější činnost významným přínosem.
3. září 1860 se Mendělejev spolu s Alexandrem Borodinem, Nikolajem Zininem (pozdějším předsedou Ruské chemické společnosti) a třemi dalšími Rusy zúčastnil první světové konference chemiků v Karlsruhe. Jednalo se o významné setkání největších evropských kapacit v oboru chemie (Kekule, Bayer, Dumas …). Na konferenci došlo k všeobecnému názorovému sjednocení ve vztahu k pojmům atom a molekula. Na Mendělejeva nejvíce zapůsobila práce italského chemika Stanislaa Cannizzara, která ve své době představovala nejdokonalejší přehled atomových hmotností. Mimořádný význam této události později Mendělejev s pomocí Voskresenkého zveřejnil v ruských denících.

### Universitní období (1861–1890)

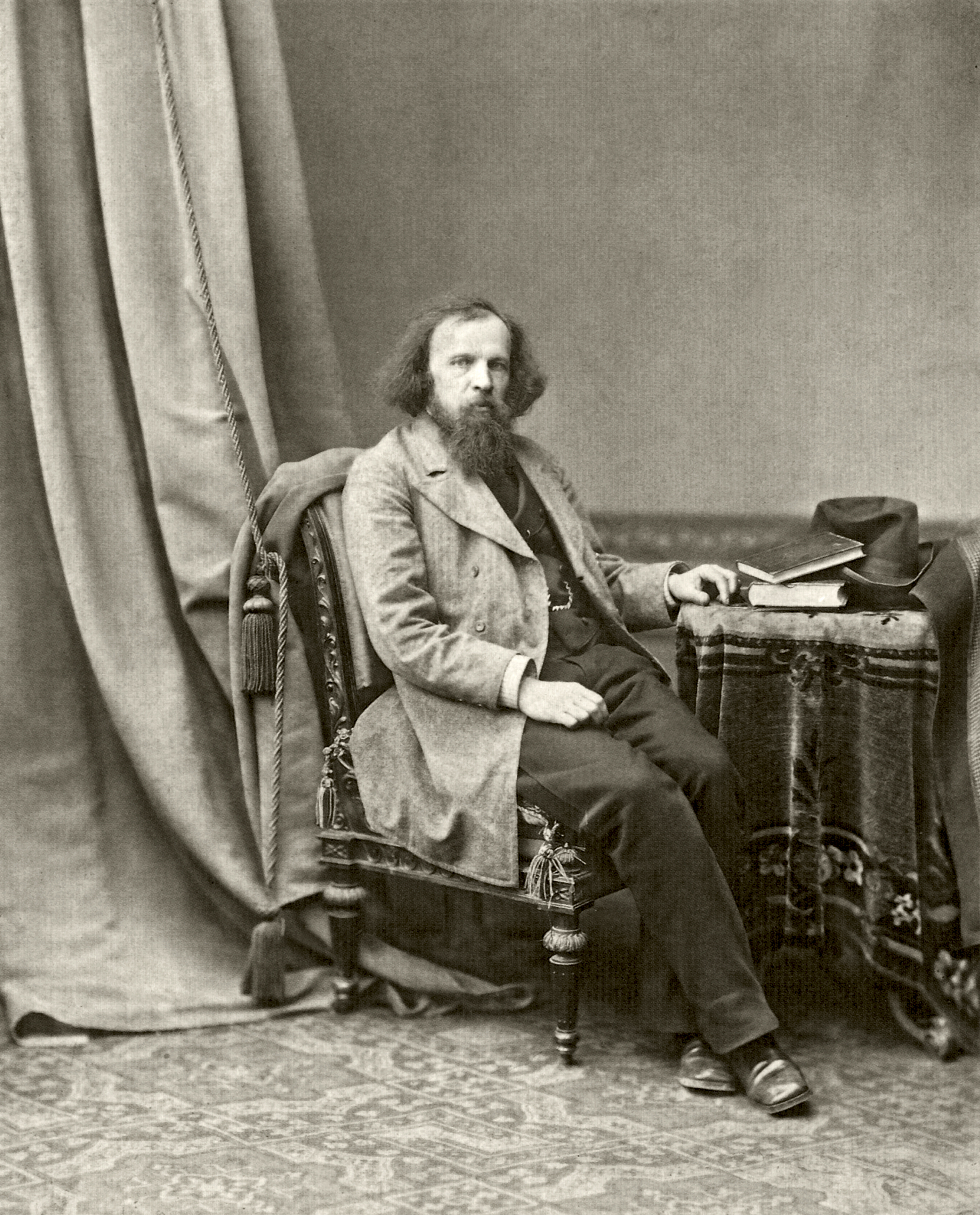
V universitní pracovně v roce 1865

Naděje na prodloužení zahraničního pobytu ukončila nejistá atmosféra v Rusku, vyvolaná připravovanou Rolnickou reformou. Činnost University byla pozastavena, Pedagogický institut byl trvale zrušen. Do Petrohradu se Mendělejev vrátil 14. února 1861, v předvečer vyhlášení Rolnické reformy a následných nepokojů. Požadavky na výdělek ještě umocňovaly dluhy, vyvolané potřebou finančně zajistit dítě herečky Agnes Feuchtmanové, počaté v dobách Mendělejevova zahraničního pobytu. Přijal všechny placené hodiny, začal přednášet na několika středních školách s četností převyšující 20 hodin týdně, nepominul žádnou možnost napsat placený článek. Ihned po návratu začal psát učebnici organické chemie v naději, že by mohl svou finanční krizi vyřešit nejen jejím prodejem, ale i získáním prestižní ceny. Pětisetstránkové dílo bylo ukončeno v červnu a stalo se první ruskou učebnicí organické chemie. V krátkém čase bylo první vydání rozebráno a na další rok bylo připraveno vydání druhé. Mendělejevova žádost o Děmidovovu cenu byla podporována organickými chemiky Zininem a Voskresenským. V roce 1862 po obdržení prestižní a velkoryse honorované Děmidovovy ceny mohl Mendělejev splatit téměř veškeré dluhy.

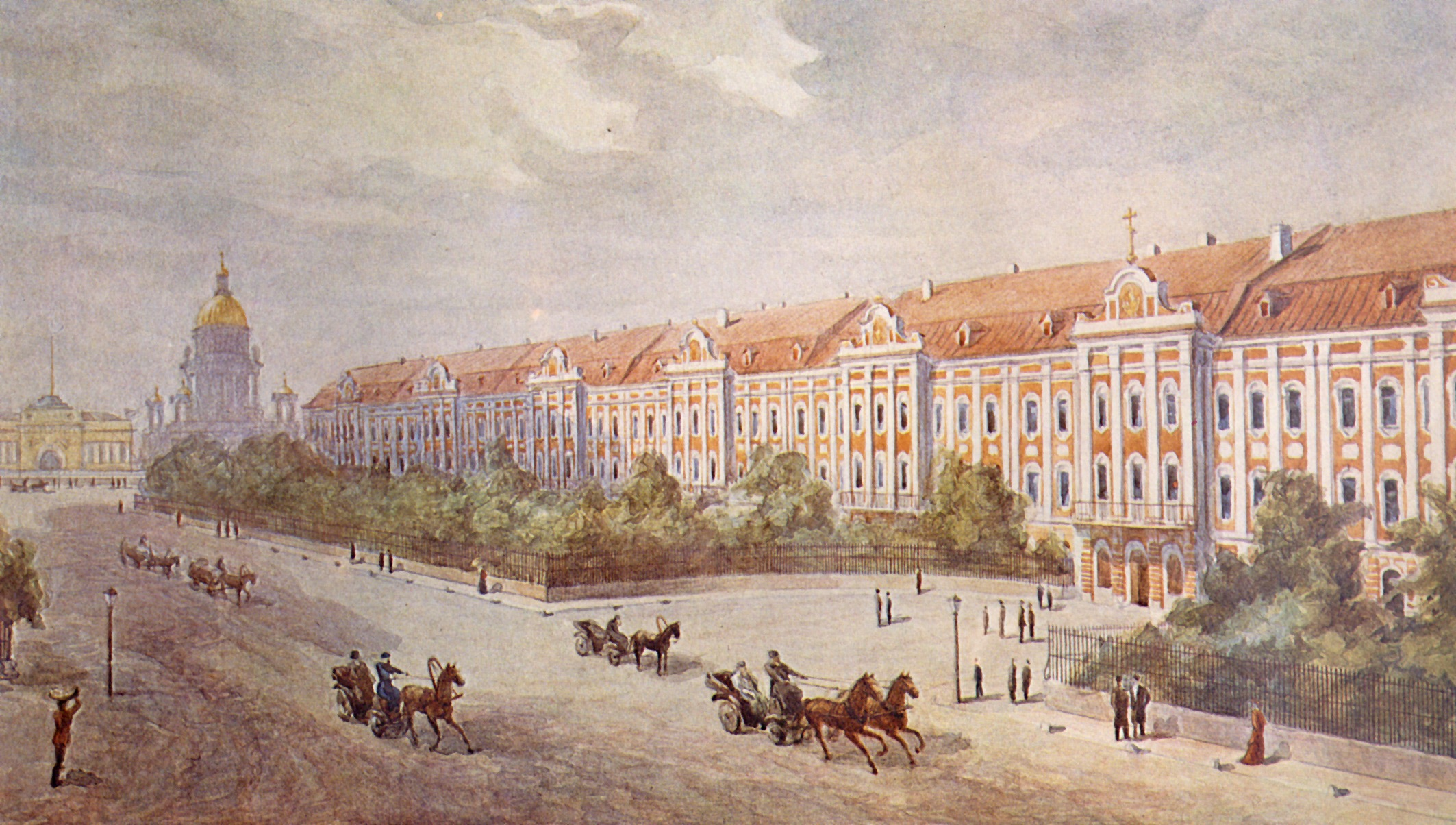
V této budově studoval v Hlavním pedagogickém institutu (1850–1855), učil na Petrohradské universitě(1857–1890) a bydlel (1866–1890) D.I.Mendělejev

V roce 1861 přijal i práci editora německého překladu Technologie od J. R. Wagnera. Práce ho nadchla natolik, že překlad obohatil vlastními články o průmyslu škrobu, cukru, alkoholu a skla a kniha se v roce 1862 nakonec objevila ve čtyřech svazcích jako technická encyklopedie. V praxi nadšení pro technologii potvrdil již koncem roku 1861, kdy svému příteli v Novgorodu optimalizoval zařízení na karbonizaci dřeva a o rok později na Kavkaz u optimalizoval provoz rafinérie jako zakázku milionáře Kokoreva.
Výrazné zlepšení materiálního zajištění inspirovalo o dvacet let starší Mendělejevovu sestru Olgu k rychlému hledání celoživotní partnerky pro svého bratra. Pod tlakem své sestry se Dmitrij Ivanovič v dubnu 1862 oženil s o šest let starší Feozvou Nikitičnou Leščovou z Tobolsku.
Ediční činnost rychle přinesla Mendělejevovi pověst kvalifikovaného technologa. Byl jmenován profesorem na Petrohradském praktickém technologickém institutu, jehož ředitelem byl Ilja Petrovič Čajkovskij, otec Petra Iljiče Čajkovského. Na Technologickém ústavu přednášel, dohlížel na chemickou laboratoř a předsedal maturitní radě. Na Universitě přednášel v docentní pozici.
V roce 1863 stanovil na zakázku Ministerstva financí optimální koncentraci alkoholických nápojů pro výpočet spotřební daně. Výzkum zakončil prací O sloučeninách alkoholu a vody, která dala později vzniknout legendě o Mendělejevově účasti na vzniku kvality ruské vodky. 31. ledna 1865 získal doktorát na Univerzitě. Po habilitaci 24. dubna se stal profesorem technické chemie. V roce 1866 odstoupil z posice profesora na technologickém institutu, ale organickou chemii zde přednášel až do roku 1872.

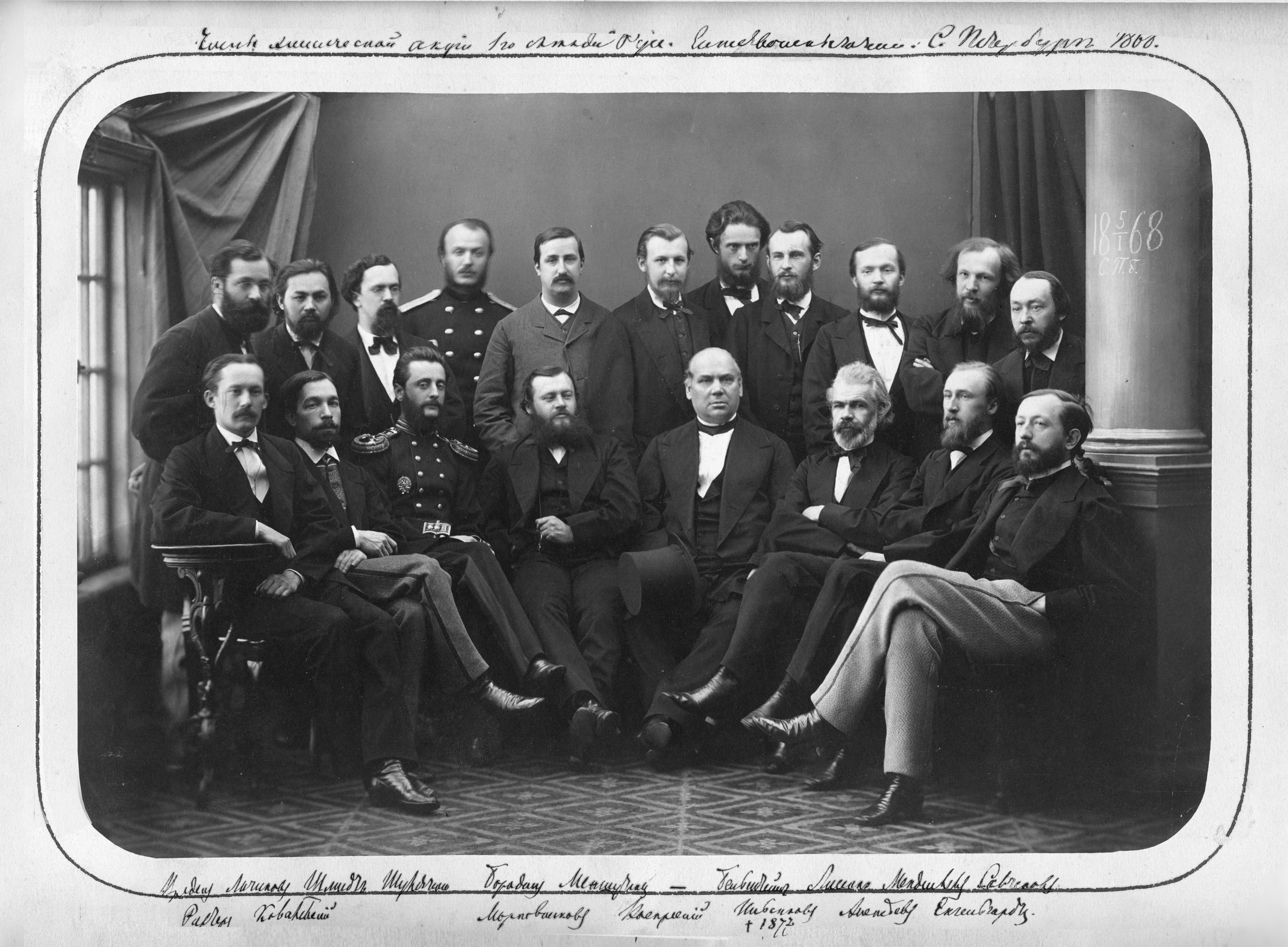
Zakladatelé Ruské chemické společnosti

V roce 1865 zakoupil statek s výměrou 60 ha v obci Boblovo na sever od Moskvy. Zde, nedaleko břehů horní Volhy, vybudoval zemědělskou laboratoř a systém experimentálních pozemků. Provedl zde inovativní projekt pěstování plodin, zaváděl vědecké metody a poskytl pracovní podmínky mnohem humánnější, než poskytovali původní vlastníci půdy. Tento projekt brzy dosáhl svých cílů a byl příkladem produktivní zemědělské výroby. Práce v laboratoři i na poli byla velkou vášní Dmitrije Ivanoviče a problematice zemědělství se věnoval do konce života. Jeho nadšení pro zemědělské technologie se později nejvíce projevilo při seznamování vědecké veřejnosti s Periodickým zákonem, kdy studium mléčné technologie a ruční dojení upřednostnil před účastí na významné schůzi vědecké společnosti.
V roce 1867 se Alexandr Abramovič Voskresenskij přestěhoval do Charkova a na jeho místo profesora chemie nastoupil Mendělejev. Na místo Mendělejevovo nastoupil z Kazaně Alexandr Michajlovič Butlerov a spolu s Nikolajem Alexandrovičem Menšutkinem se na půdě Petrohradské university objevilo trio vynikajících chemiků. V 60. letech 19. století v Rusku neexistovala organizace chemiků, která by byla obdobou Royal Chemical Society nebo Gesellschaft Deutscher Chemiker. Chemici se shromažďovali v soukromých bytech. Mendělejev výrazně přispěl k vytvoření Ruské chemické společnosti a osobně sepsal její stanovy. Ruská chemická společnost byla založena v říjnu 1868. Její věstník se stal prvním periodikem, v němž byla zobrazena myšlenka periodicity vlastností chemických prvků.
Po svém předchůdci Voskresenském zdědil Mendělejev povinnost vyučovat anorganickou chemii. Byl překvapen nedostatkem vhodných učebních materiálů a rozhodl se napsat vlastní učebnici. Práce na Základech chemie byla hlavní cestou k formulování a postupnému zdokonalování periodického systému.
6. března 1869 přečetl na schůzi Ruské chemické společnosti zprávu o objevu Periodického zákona jednatel společnosti Nikolaj Menšutkin. Mendělejev byl začátkem roku zaujat technologiemi zpracování mléka a v době zasedání se nacházel na experimentální farmě na břehu Volhy.

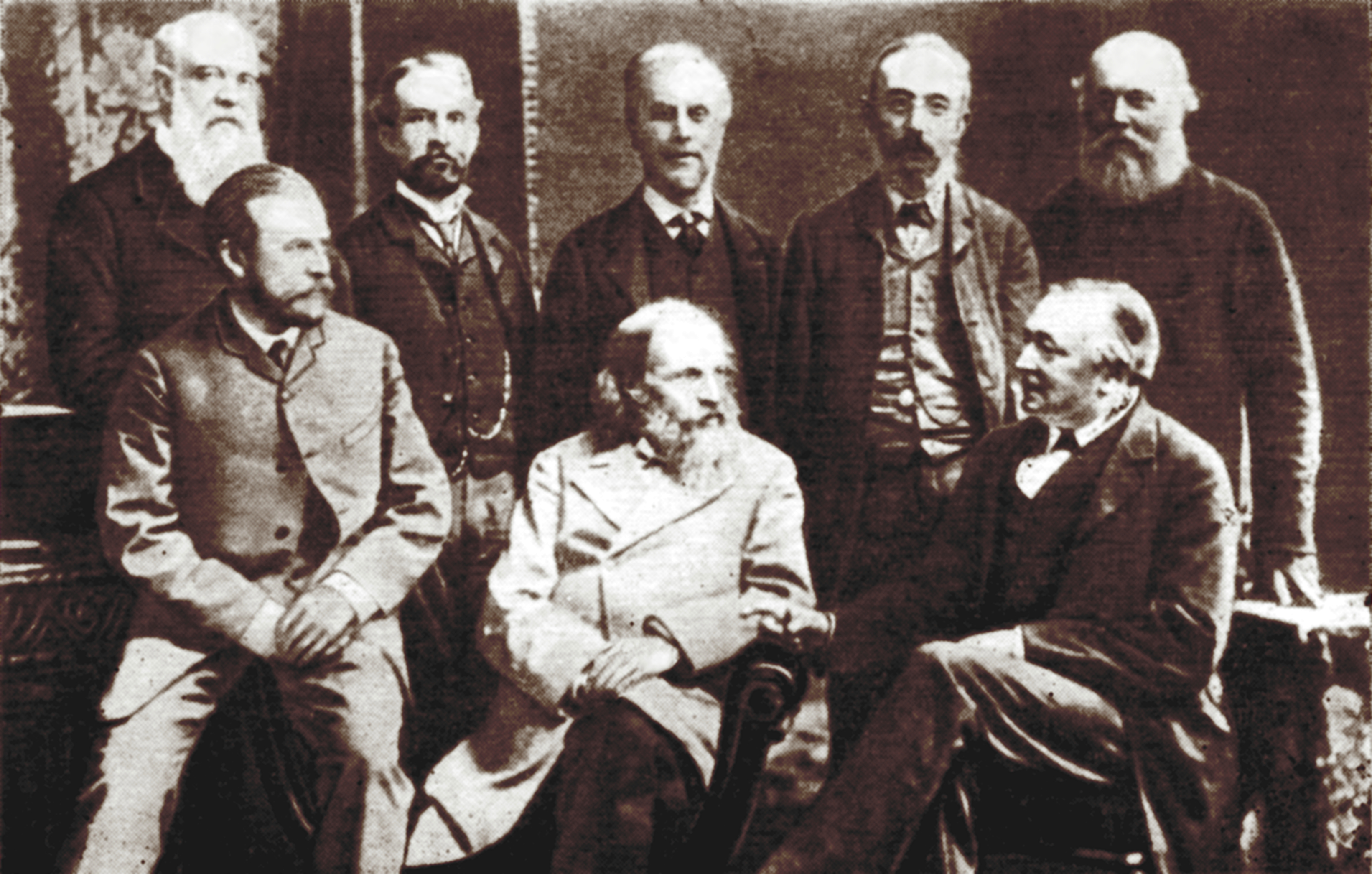
Na zasedání Britské asociace pro rozvoj vědy v Manchesteru 1887

V roce 1871 přispěl k založení prvních kurzů pro ženy a začal zde přednášet. Zahájil přednáškový kurz pro skupinu realistických malířů, kde přednášel o chemii pigmentů. V této době začal žít odděleně od své ženy.
V roce 1876 byl poslán vládou na průmyslovou výstavu ve Filadelfii v USA. Navštívil ropná pole v Pensylvánii a byl ohromen technickým pokrokem. Podílel se na vývoji technologií zpracování ropy a podle jeho projektu byl v roce 1879 uveden v Jaroslavlské gubernii první závod na výrobu umělých maziv.
I přes rostoucí prestiž, vyvolanou objevem předpovídaných prvků, byla jeho kandidatura na člena Petrohradské akademie věd v letech 1874 – 1880 čtyřikrát zamítnuta. Mezi důvody patřily germánské a neruské vzdělání, liberální myšlenky v rozporu s carskou vládou, mezinárodní prestiž a závist. Poslední odmítnutí v roce 1880 vyvolalo vlnu rozhořčení mezi ruskými chemiky a dvacet ruských universit a vědeckých společností, počínaje Kyjevskou universitou, začalo Mendělejevovi udílet čestné tituly.
V letech 1880–1888 se podílel na vývoji projektu první sibiřské univerzity v Tomsku. O několik let později se aktivně podílel na vytvoření technologického institutu v Tomsku a na vybudování výuky chemie.
Na jaře 1888 navštívil doly v Doněcké oblasti a navrhl projekty na chemické využití uhlí.
V roce 1887 Ruská technická společnost navrhla Mendělejevovi pozorovat z balónu úplné zatmění slunce 7. srpna ve městě Klin nedaleko Moskvy. Pro vysokou hmotnost přístrojů mohl balón vzlétnout pouze s jedním člověkem. Vzlétl nakonec pouze Mendělejev sám a později musel vyřešit technický problém odvážnou manipulací v lanoví balónu. Za tento odvážný čin získal diplom a medaili od Francouzské letecké akademie.

### Po opuštění Petrohradské university (1890–1907)
V březnu 1890 se během studentských nepokojů postavil jako vždy na stranu studentů a ministru školství Deljanovovi podal studentskou petici. Po jejím zamítnutí okamžitě odstoupil z univerzity. Nezaměstnaný byl jen krátce a od září 1891 se stal vědeckým poradcem ministerstva námořnictva. Jeho novým úkolem byl vývoj bezdýmného střelného prachu. V roce 1891 podnikl cestu do Velké Británie a Francie, aby se s problematikou seznámil. Po návratu do Petrohradu vybudoval laboratoře a během následujících dvou let se mu podařilo najít recepturu a vyvinout technologii. První zkoušky z roku 1893 potvrdily, že jeho střelný prach, nazvaný pyrocollodion, překonal zahraniční vzorky v celém rozsahu kalibrů.
V roce 1892 na popud ministra financí Witteho přijal funkci správce Hlavní komory pro míry a váhy. Malý úřad přeměnil v jedno z největších evropských metrologických středisek. Vytvořil síť metrologických kanceláří vybavených potřebnými standardy a připravil Rusko k přijetí metrického systému. Navštívil Ural a napsal knihu s podrobným plánem jeho industrializace.
Od roku 1891–1892 se aktivně podílel na tvorbě encyklopedického slovníku Brockhause a Jefrona, což bylo největší encyklopedické dílo Ruska. Do encyklopedie přispíval ve funkci vedoucího přírodovědné a průmyslové sekce. Mezi články, které sám osobně vytvořil, nemohl chybět titul Alexandr Abramovič Voskresenskij.
Spolu s ministrem zahraničí Sergejem Jurjevičem Wittem, pozdějším ministerským předsedou Ruska, se podílel na vývoji celního sazebníku z roku 1891. Mendělejev byl do konce života vášnivým zastáncem protekcionismu a ekonomické nezávislosti Ruska.

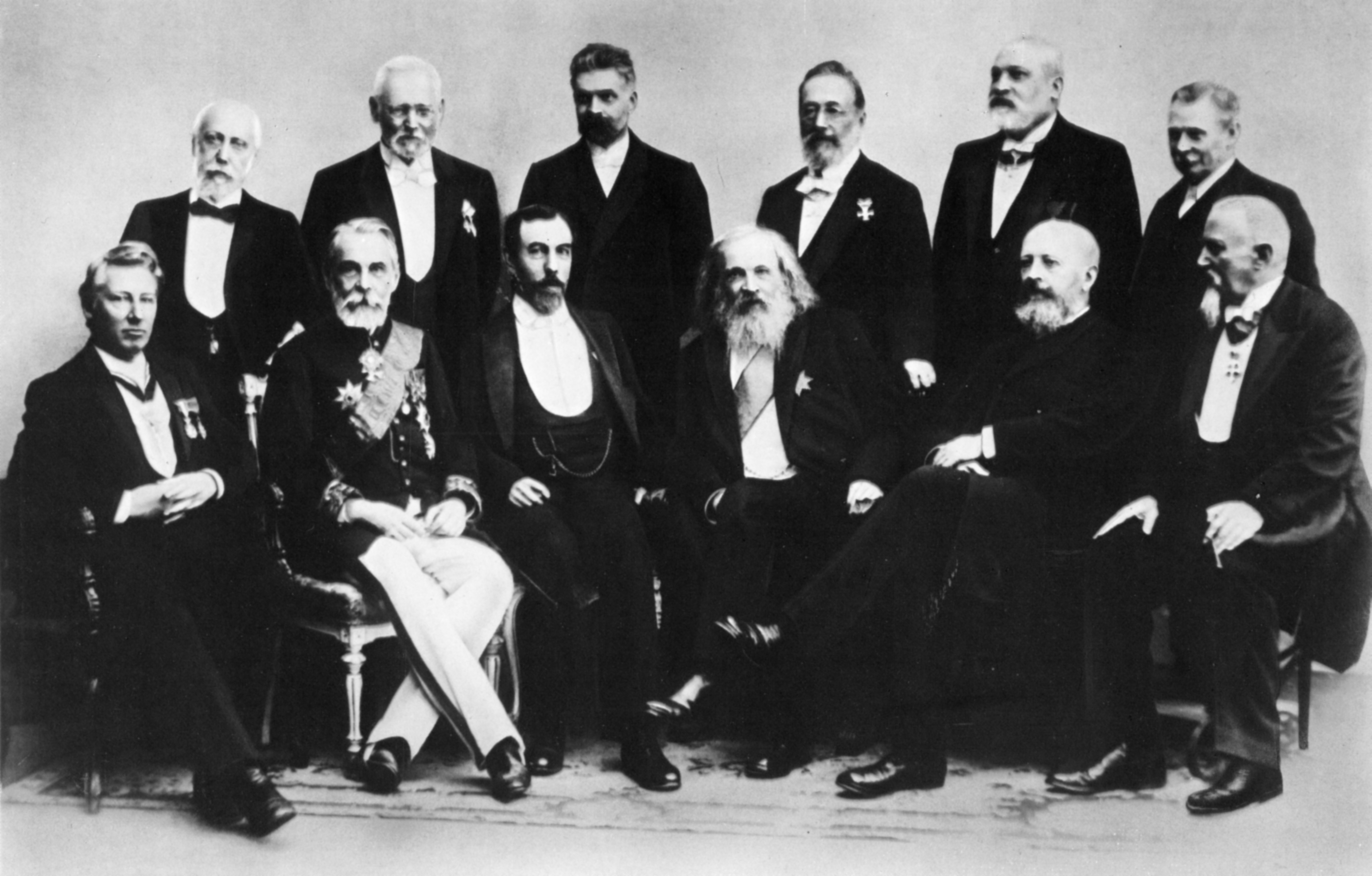
D.I.Mendělejev při oslavách 200 let Berlínské akademie věd

V roce 1894 odjel do Drážďan a Londýna, kde obdržel čestné doktoráty Universit v Oxfordu a Cambridgi. V roce 1895 navštívil Paříž, Londýn, Berlín a Vídeň a v roce 1897 Paříž a Švýcarsko.
29. října 1898 byl v Anglii na vodu spuštěn první ledoborec na světě. Na jeho návrhu se výrazně podílel Mendělejev a loď, která dostala název Jermak se stala účinnou složkou ruské severní flotily až do poloviny 20. století.
V březnu 1900 se setkal s britským chemikem Williamem Ramsayem, objevitelem vzácných plynů. V Berlíně se téhož roku zúčastnil oslav 200letého jubilea Berlínské akademie věd a krátce nato přijel do Prahy, kde se setkal s dlouhodobým přítelem a nadšeným propagátorem periodického systému, profesorem chemie na Karlově Universitě Bohuslavem Braunerem. V roce 1900 se účastnil světové výstavy v Paříži, kde byl členem mezinárodní poroty jako její viceprezident a předseda skupiny pro chemickou výrobu. Po návratu napsal první ruský článek o syntetických vláknech, kde zdůraznil význam nových technologií pro Rusko.
V dubnu 1902 se v Paříží setkal s objevitelem radioaktivity Henrim Becquerelem, doprovázeným Pierrem a Marií Curieovými.
Na konci života upnul své síly k otázkám národohospodářským. Mezi jeho poslední významné dílo patří K poznání Ruska z roku 1906.
Na Nobelovu cenu za rok 1907 byl navržen spolu s Cannizzarem. Datum uzávěrky byl 31. leden. Dva dny před Mendělejevovou smrtí.

### Smrt

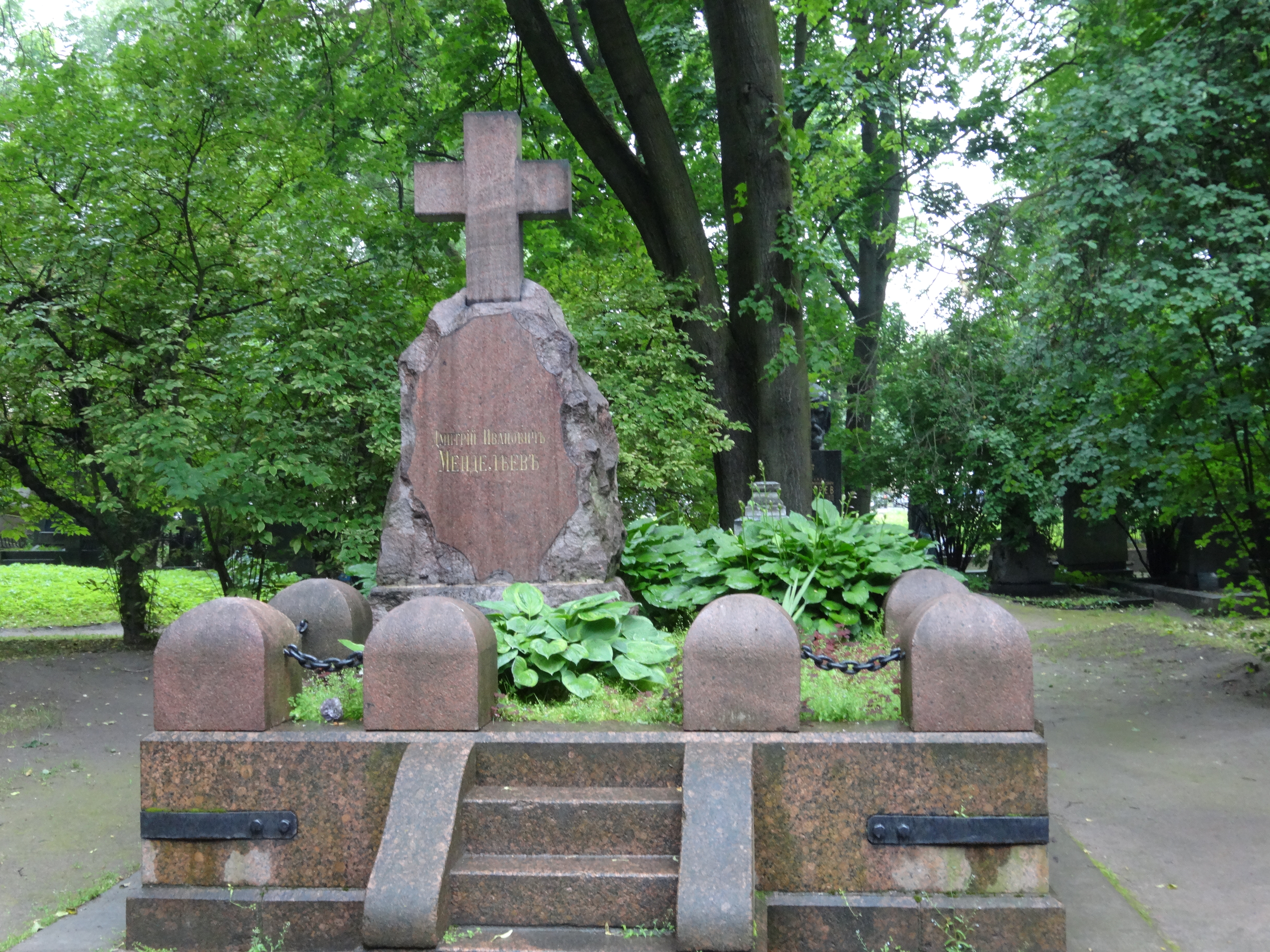
Hrob D.I.Mendělejeva v Petrohradu

23. ledna 1907 přišel Mendělejev předat ministru průmyslu a obchodu Dmitriji Vladimíroviči Filosofovu zprávu Úřadu pro míry a váhy. V mrazivém předsálí ministerského úřadu musel čekat neobvykle dlouho. Mendělejev ještě ten den ulehl na lůžko s projevy banálního nachlazení. Až o několik dní později se u lůžka slavného vědce objevili lékaři. Profesor Teofil Gavrilovič Janovskij z Kyjeva diagnostikoval rozsáhlý zápal plic. V průběhu nemoci se Mendělejev nikdy nezmínil o smrti a s nikým se neloučil. 1. února začal upadat do bezvědomí. Vzpomněl si na své dětské překonávání nemocí, kdy matka udržovala pozornost nemocného dítěte předčítáním. Při poslechu pohádek tehdy ve třech letech překonal neštovice. Vědec, mezi jehož bohatou činnost patřil i návrh ledoborce, si nechal předčítat Cestu na severní pól od svého oblíbence Julesa Verna. Jeho poslední slova zněla: “Proč nečtete, poslouchám…“.
Dmitrij Ivanovič Mendělejev zemřel 2. února 1907, v 5 hodin a 20 minut, šest dní před svými 73. narozeninami. Poslední rozloučení se konalo v sále Technologického institutu. Pohřben byl na Volkovském hřbitově v Petrohradu vedle své matky Marie Dmitrijevny, dcery Marie a syna Vladimíra. V čele smutečního průvodu o účasti přes 30 000 lidí nesli studenti tabuli se zobrazením slavné soustavy prvků. Místní tisk poznamenal, že od pohřbu Turgeněva a Dostojevského neviděl Petrohrad tak výrazný projev obecného zármutku nad úmrtím velikého krajana.

## Osobní život

### Vliv prostředí

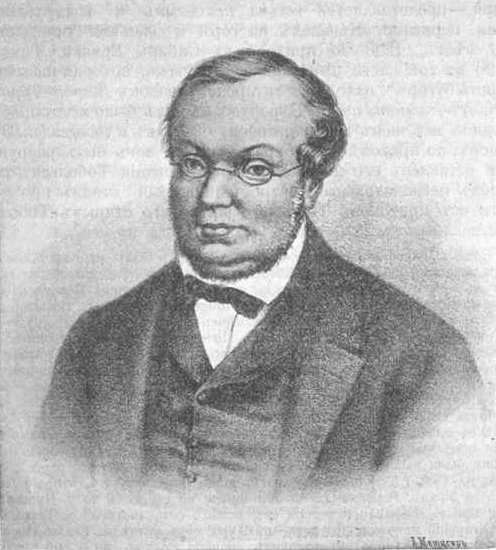
Petr Pavlovič Jeršov (1815–1869)

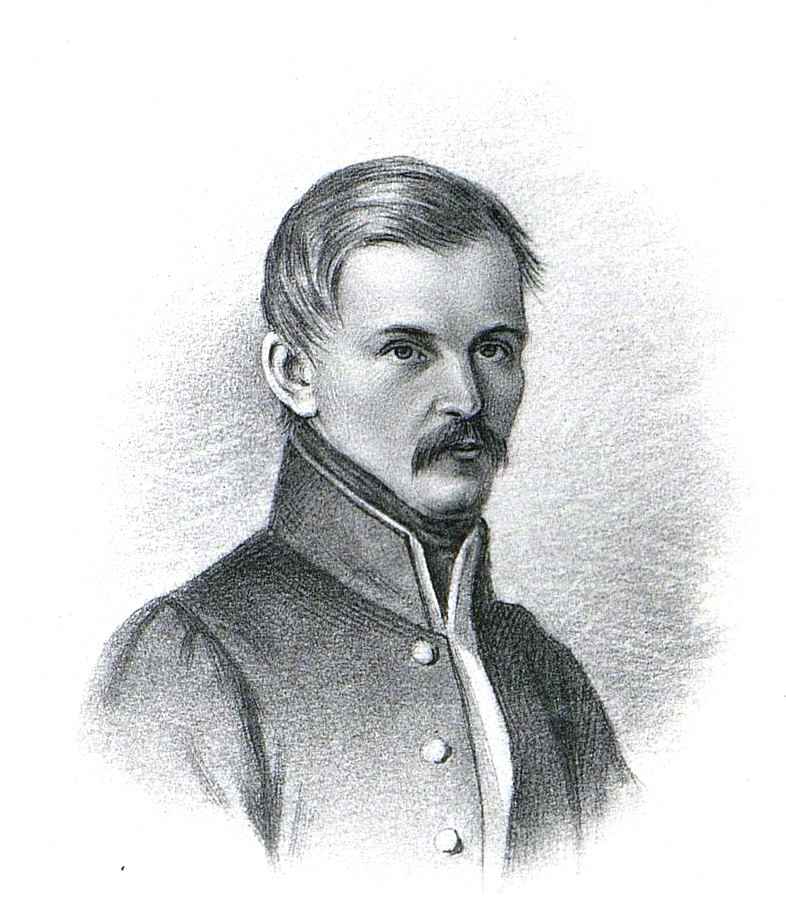
Nikolaj Vasiljevič Basargin (1799–1861)

Rodina Ivana Pavloviče Mendělejeva nejednou využila přímluvy mocného hraběte Arakčejeva, který byl fanatickým autokratem. Tverský kněžský původ otcovy strany měl jistě částečný vliv na osobnost Dmitrije, zásadní vliv však mělo rodné prostředí sibiřské, pro svůj charakteristický kontakt s odpůrci vládnoucích ideologií. Dmitrijovo dětství spadá do období návratu děkabristů ze zabajkalské Čity a Petrovsku zpět do Evropy. Přechodovými zastávkami na daleké cestě byl Tomsk a Tobolsk. Nejstarší Dmitrijova sestra Olga se stala ženou Nikolaje Vasiljeviče Basargina, bývalého člena jižní společnosti děkabristů. Dcera děkabristy A. M. Muravjova se stala ženou nejmladšího Dmitrijova bratra Pavla.
Tobolsk byl hlavním městem Sibiře, po smrti Ivana Pavloviče Mendělejeva se ředitelem gymnázia stal Petr Pavlovič Jeršov, žák Ivana Pavloviče Mendělejeva. Jeršov je autorem slavné veršované pohádky Koníček Hrbáček, která se stala jedním z nejoblíbenějších pohádkových příběhů v Rusku. I tato pohádka byla za carského režimu mnohokrát cenzurována a v roce 1843 na třináct let dokonce zakázána. Později se Petr Pavlovič Jeršov stal Dmitrijovým tchánem.
Velký vliv na Dmitrije měl také jeho strýc Vasilij Dmitrijevič Korniljev, který v Moskvě působil jako správce majetku knížat Trubeckých. Jeho dům byl často navštěvován pokrokovými představiteli kulturního prostředí, po návratu z vyhnanství zde byl přijat Alexandr Sergejevič Puškin. Dmitrij Ivanovič Mendělejev se zde setkal s Nikolajem Vasiljevičem Gogolem. Svoboda projevu a zrušení nevolnictví bylo předmětem vášnivých debat nejen při pořádání literárních večerů. Dmitrij a Pavel Mendělejevovi po matce zdědili nevolnickou dívku Pavlenkovovou a okamžitě se vzdali práv na její vlastnictví.

### Základní profil osobnosti

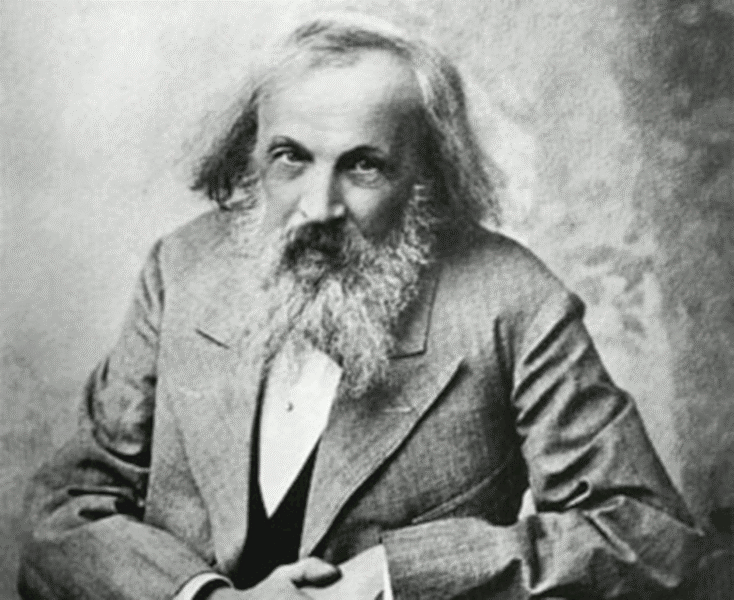
D. I. Mendělejev (1887)

Působením okolního prostředí na vrozené vlastnosti sibiřského mladíka se osobnost Dmitrije Ivanoviče Mendělejeva začala brzy a trvale vyznačovat nízkou autoritou ke světským i církevním autoritám, což po celý život pravidelně dokazoval. Dětství sice prožil jako nejmladší miláček v rodině, nicméně jako běžný člen dětského kolektivu. Syn Dmitrije Ivanoviče, Ivan Mendělejev, vzpomínal, že jednou, když se jeho otec necítil dobře, si postěžoval: „Bolí mě celé tělo jako po naší školní bitvě na tobolském mostě.“ Při přijímacích zkouškách na lékařskou fakultu omdlel po pohledu na mrtvolu. Mezi studenty byl považován za jednoho z nejliberálnějších mužů. Kdykoli došlo ke konfliktům mezi studenty a administrativou, byl Mendělejev na straně studentů. Jako učitel byl také obdivován, přednášel s vášní a jeho třídy byly vždy plné studentů.
Výška 180 cm v 19. století zařazovala Mendělejeva do kategorie lidí výrazně vysokých. Při mírně zakřiveném držení těla byl spolu s mohutným plnovousem vzhledově jedinečný a na společných fotografiích snadno identifikovatelný. Jeho tvář byla výrazná i při řídkém obočí. Vlasy světlé barvy začaly řídnout již v mladém věku v koutech i v temenní oblasti. Základní doloženou charakteristiku doplňuje blankytně modrá barva očí, příjemný barytonový hlas, řeč chvílemi překotná. Vzhledem k životnímu dílu vyniká nad všechny charakteristiky neobyčejná pracovitost, doprovázená talentem analytické rozvahy, trpělivostí a pečlivostí.

### Záliby

#### Šachy

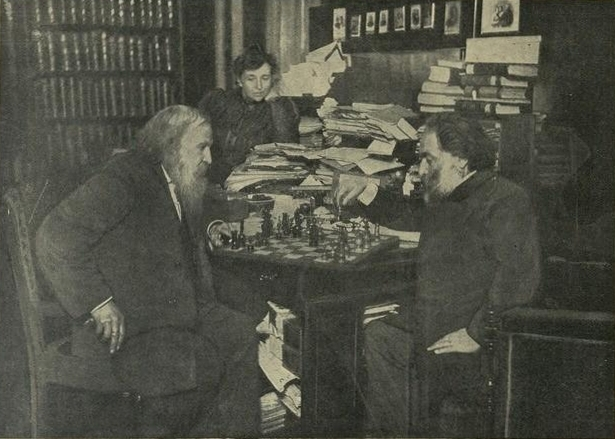
D. I. Mendělejev při hře šachu s malířem Archipem Kuindžim

Se stejným úsilím, s jakým se věnoval práci, věnoval se i svým početným zálibám. Mezi největší vášně patřily šachy. Hře se naučil již jako dítě v Tobolsku. Při studiu na pedagogickém institutu dostala záliba nový impuls. Někdy se mezi studenty odehrávaly vášnivé šachové bitvy přes noc až do rána. Hru Dmitrij Ivanovič miloval, často si však souboj musel odpustit, když si uvědomil, že místo studia, bude v případě porážky uvažovat další celý den nad způsobem hry. V Heidelbergu mezi jeho protihráče patřili nejčastěji Sečenov a Borodin. Po návratu do Petrohradu pravidelně navštěvoval slavnou šachovou kavárnu Dominik. V roce 1862 se stal členem Petrohradského šachového klubu. Zde se však jeho záliba nemohla dlouho rozvíjet, neboť po půlroce byla činnost klubu zakázána jako potenciální shromaždiště revoluční mládeže.
Přesto se časem šachová hra stala pevnou součástí Mendělejevova života. Vědeckou a technologickou činnost přirovnával hře v šachy. Při svém analytickém myšlení byl hráčem úspěšným a úroveň jeho hry byla velmi vysoká. Hrál poměrně emotivně a velmi se před tahem bál, že udělá chybu, často se mu ruce nad šachovnicí třásly vzrušením. První den setkání s druhou manželkou Annou Popovou, pozval dívku na sehrání šachové partie. Později se Anna Ivanovna Mendělejevovi stala i pravidelným partnerem šachovým.
 S rostoucím věkem rostl i zájem o šachovou hru s tím, jak si dokázal zorganizovat čas i zajistit potřebné prostory a spoluhráče. V Úřadu pro míry a váhy se odehrávaly šachové turnaje a noví zaměstnanci, kteří šachovou hru neznali, se museli se základy hry seznámit. Při četných cestách Dmitrije Ivanoviče vždy doprovázely skládací kartonové figurky a přenosný herní stolek.

#### Umění
V mládí psal Mendělejev básně, kreslil a maloval. Plnému rozvinutí talentu zabránilo pohlcení vědou, ale vždy hledal paralelu mezi vědou a uměním.
Miloval knihy od sbírek básní až po encyklopedie. Mezi nejoblíbenější verše patřila díla klasiků Shakespeara, Byrona, Schillera, Goetha. Z domácích básníků měl rád Apollona Majkova a nejvíce Fjodora Tutčeva. Petru Jeršovovi pomohl v roce 1865 s dotiskem slavného Koníčka Hrbáčka. Miloval i ruské klasiky, počínaje A. S. Puškinem, stejně jako ruské pohádky a eposy. Osobně se seznámil s mnoha slavnými literáty své doby, s Ivanem Sergejevičem Turgeněvem, Fjodorem Michajlovičem Dostojevským i Lvem Nikolajevičem Tolstým.

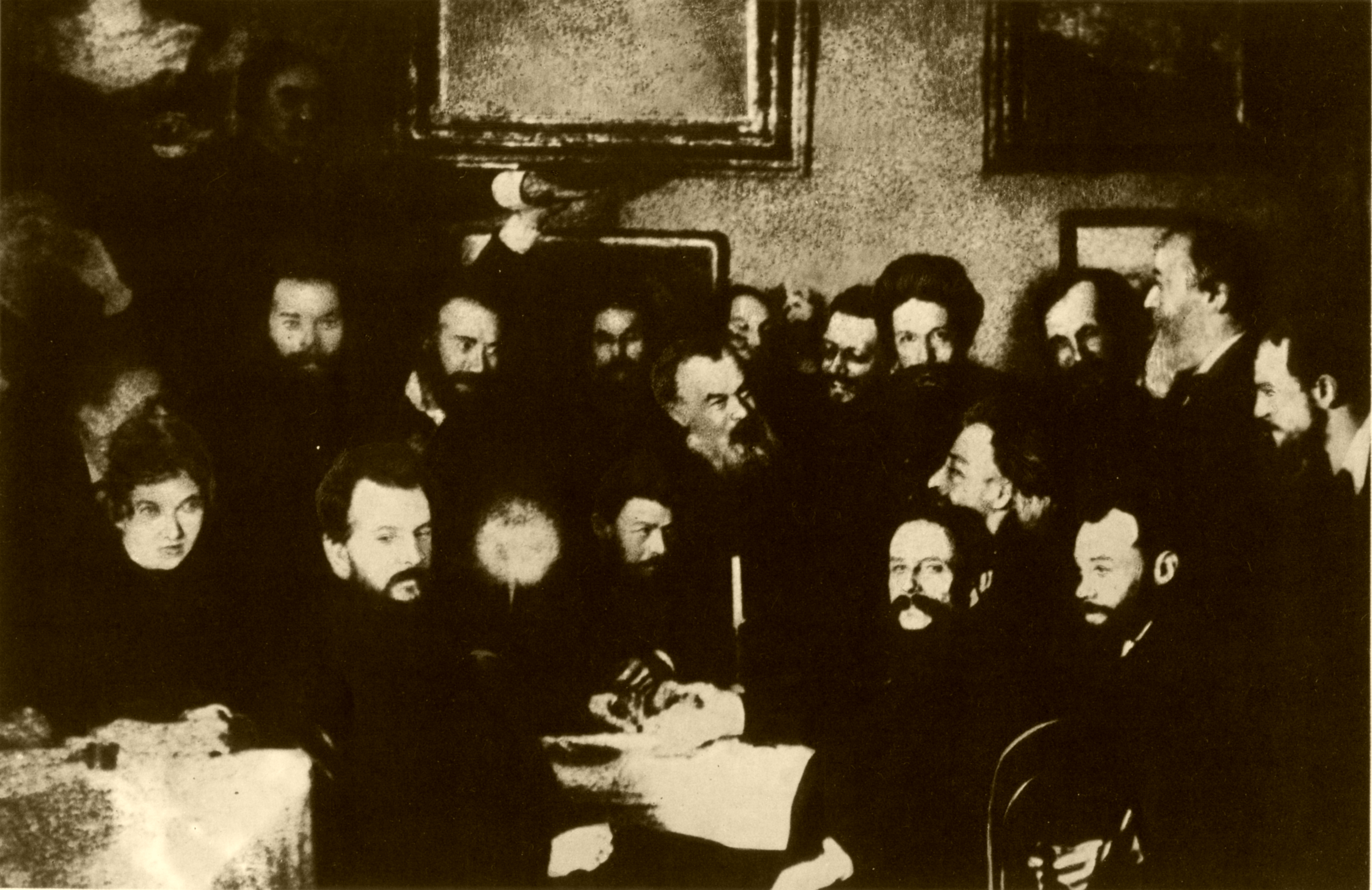
"Mendělejevská středa" v roce 1888

Miloval příběhy se šťastným koncem či vidinou nadějí, nesnášel dekadenci a beznaděj, pro kterou mnohdy kritizoval Dostojevského. Přesto, když se o jeho smrti dozvěděl krátce před přednáškou, nemohl dlouho začít, přecházel tiše před tabulí a nakonec místo přírodních věd přednesl řeč o velkém spisovateli Fjodoru Michajloviči Dostojevském.
Vynikající příležitost k duševnímu odpočinku poskytovala četba literatury dobrodružné. Mezi literární miláčky patřili Tři mušketýři. Jednou po návratu z Paříže, hodnotil Mendělejev zahraniční cestu nadšeným připomenutím zisku kompletního Alexandra Dumase. Láska k dílu Julesa Verna je zcela logická pro člověka Mendělejevova rozhledu a technologické orientace. Verneovu Cestu k severnímu pólu si vědec nechal předčítat před svou smrtí. Za svůj život sestavil obrovskou knihovnu, čítající asi 16 tisíc svazků.
Miloval hudbu, která na jeho pocity měla silný dopad. Během studijního pobytu se setkal s Alexandrem Porfirevičem Borodinem. Oba byli členy hudebního klubu Heidelberg. Jednou na výletu v Alpách zašli na mši do kostele ve městě Freiburg. Dmitrij Ivanovič byl velmi dojatý a do cestovního deníku napsal: "Dodnes jsem si nedokázal představit, že by hudba dokázala duši až natolik vzrušit a že poskytne tolik potěšení, na které nejde zapomenout."
Nejmilovanější uměleckou disciplínou byla kresba a malování. Mezi přátele Mendělejeva patřili malíři skupiny Peredvižniků Ilja Jefimovič Repin, Archip Ivanovič Kuindži, Ivan Nikolajevič Kramskoj, Vasilij Ivanovič Surikov, Nikolaj Alexandrovič Jarošenko, Viktor Michajlovič Vasněcov a Ivan Ivanovič Šiškin. Velké přátelství pak vzniklo mezi Mendělejevem a malířem Archipem Ivanovičem Kuindži. Jeho slavné plátno Měsíc nad Dněprem sám Mendělejev nadšeně hodnotil v tisku. Mezi vědci i umělci byly populární tzv. Mendělejevské středy, konané od roku 1878 pravidelně v domě Mendělejevů, kde Dmitrij Ivanovič přednášel o vlastnostech pigmentů a které většinou končily šachovými souboji. Večery často navštěvoval věhlasný kritik Vladimír Vasiljevič Stasov, takže závěry debatních večerů neměly daleko do nejširších uměleckých kruhů. Neobvyklé přednášky o chemických i fyzikálních vlastnostech barev popisuje Ilja Repin ve svých monografiích. Repin, stejně jako Kramskoj a Jarošenko, malovali portréty vědce a žádný jiný vědec nepřitahoval takovou pozornost portrétních malířů, jako Mendělejev.
Mendělejev se s oblibou věnoval fotografii, mezi jeho žáky patřil například Sergej Prokudin-Gorskij, autor unikátní metody barevné fotografie.

#### Manuální práce
Respekt k manuální práci kombinovaný s úctou ke každému řemeslu Mendělejeva neopouštěl od dětství až do posledních chvil. Zejména práce s hráběmi a vidlemi na statku v Boblovu byly pro vědce velikým potěšením. Při studiu technologie zpracování mléka absolvoval osobně všechny stupně výroby včetně vlastnoručního dojení. Vrozenou řemeslnou zručnost využil již v Heidelbergu při návrhu i konstrukci přesných přístrojů. Schopnost precizní práce byla jedním z důležitých zdrojů vědeckého úspěchu v době, kdy na většinu nápadů potřeboval vytvořit originální aparaturu. Sám si vyráběl skříňky, šuplíky a krabičky. Mimo laboratoře a dílny využíval manuální zručnosti i při výrobě rámů na zakoupené obrazy a kresby i pro organizátory vlastních poznámek i spisů. Tomuto koníčku lze poděkovat za dokonalou archivaci Mendělejevových písemností.
S výjimečnou pečlivostí přistupoval k výrobě kufrů, které si začal sám vyrábět, tak jak rostla jejich potřeba s rostoucím počtem cest. Vznikla i rozšířená legenda o tom, že velký vědec si přivydělával prodejem kufrů. Kufry, na které používal nejkvalitnější materiály a pojiva, stejně jako jiné výrobky, však pouze rozdával přátelům.

#### Alkohol a nikotin
Další rozšířenou legendou o Mendělejevovi, která přežila až do 21. století je osobní účast na vzniku kvality ruské vodky a stanovení její ideální koncentrace alkoholu na 40 procent. Jedná se však o zkomolenou skutečnost, že Dmitrij na zakázku Ministerstva financí vypracoval metodu pro kontrolu obsahu alkoholu za účelem optimálního stanovení spotřební daně. Dva galony čistého etylalkoholu, které na pokusy obdržel, zcela využil k realizaci státní zakázky a zároveň k pokusům pro teorii roztoků. Sám tvrdý alkohol nesnášel. V těsném souladu s výjimečnou pracovitostí a mimořádnými duševními výkony byl pouze příležitostným konzumentem. Anna Ivanovna vzpomínala: "Pil vždy velmi málo, malou sklenku červeného kavkazského nebo bordó."
Zcela opačný vztah měl ke kouření, a to opět v souladu s duševními výkony. Nikotinu jako prostředku pro utřídění myšlenek se nikdy nevzdal a nikdy ani nezkoušel přestat. Do vlastnoručně balených cigár sháněl ten nejlepší tabák.

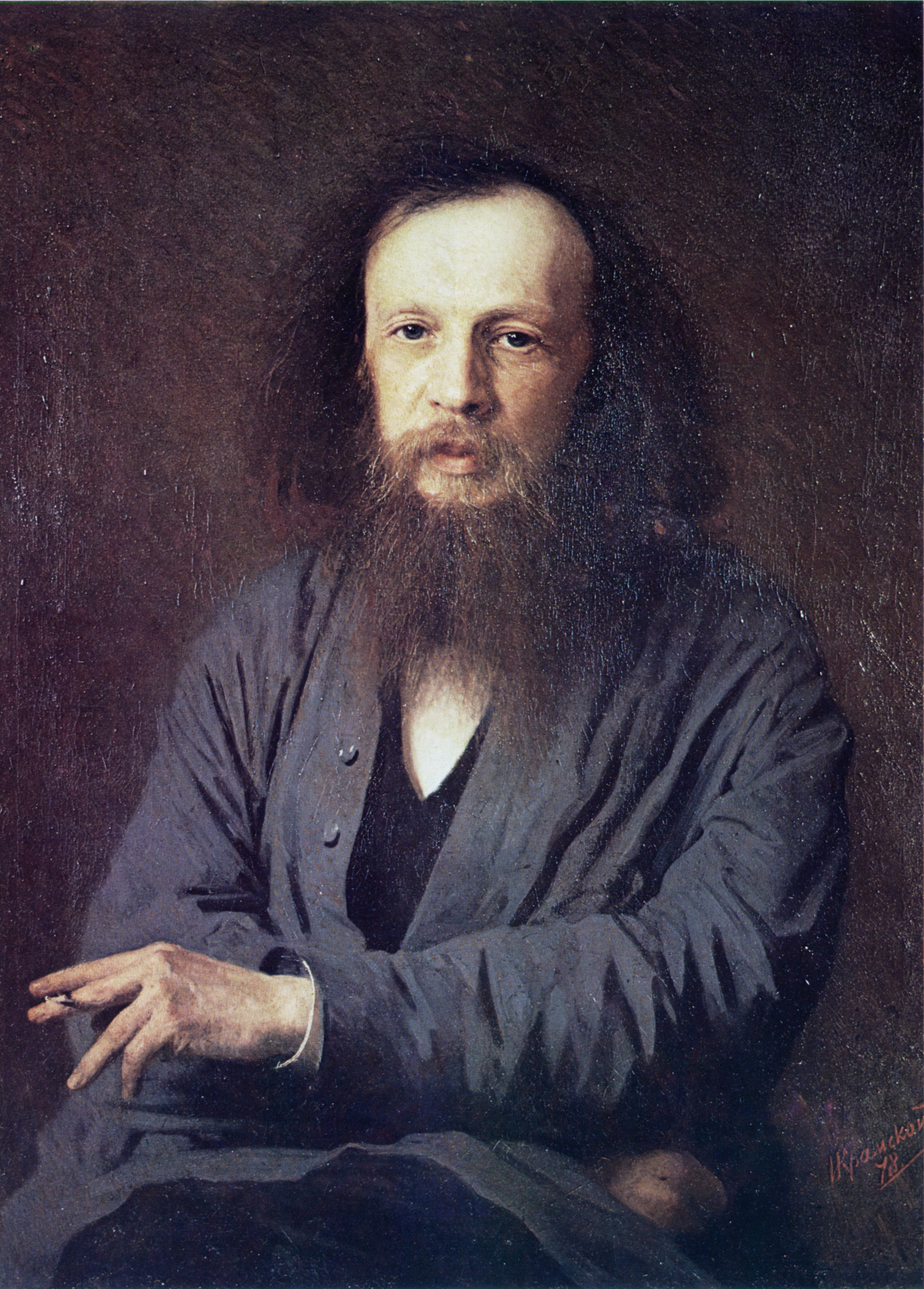
Olej od I. M. Kramského (1878)
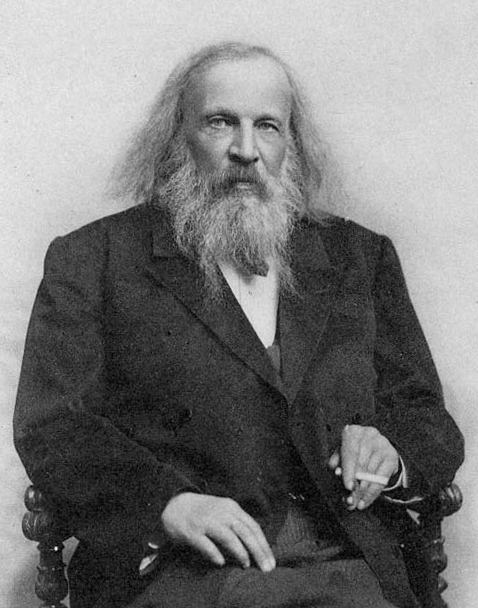
Fotografie 1897
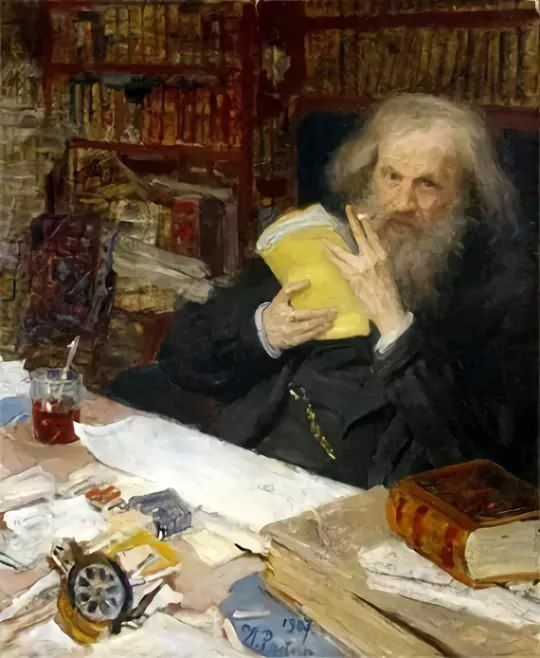
S čajem a cigaretou podle I. Repina
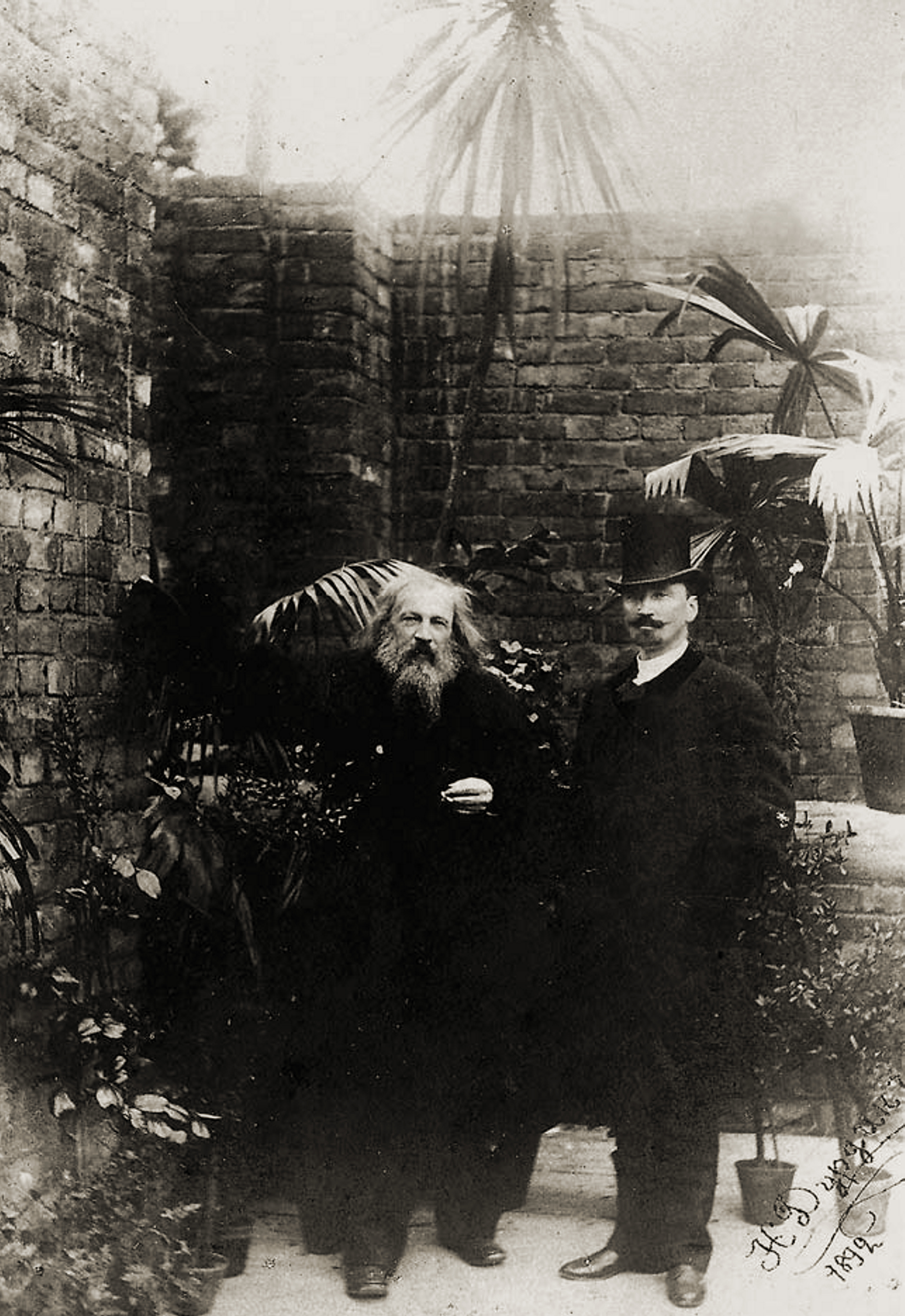
S D. P. Konovalovem při otevření laboratoře
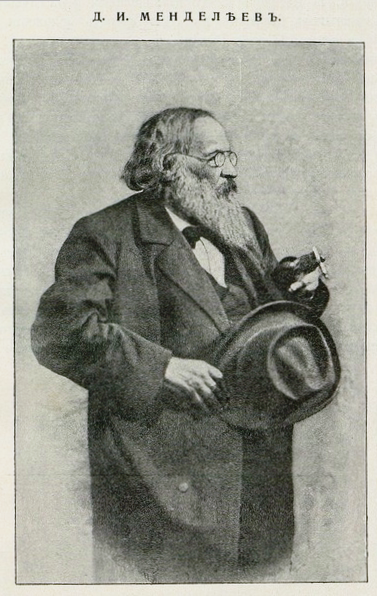
V Berlíně 1905

Za kouření jako za slabost se nikdy nestyděl a rád se nechal s cigaretou v levé ruce fotografovat, kreslit i malovat.

### Ženy
Ivan Dmitrijevič Mendělejev ve svých vzpomínkách na otce uvedl jeho přiznání na konci života: „Měl jsem příliš velikou slabost pro ženy.“ V životopise Dmitrije Ivanoviče Mendělejeva se objevuje něžný romantický příběh s bolestivým zklamáním, bouřlivý vztah s divadelní umělkyní zakončený splácením výživného, chladné manželství z rozumu se ženou o šest let starší i církví neuznané manželství se ženou o dvacet šest let mladší.
Soněčka
První velkou lásku potkal Dmitrij ve čtrnácti letech na tanečních hodinách v rodném Tobolsku. Mezi přátele Mendělejevů patřila rodina lékárníka Marka Genrichoviče Kaše, jehož předkové přišli z Německa za vlády Kateřiny Veliké. Nejstarší dcera Sofie Markovna se narodila v roce 1839 v Tobolsku. Pětiletý věkový rozdíl od Dmitrije ji předurčoval ke snahám rodičů na obou stranách o bližší seznámení. V tanečních hodinách by se však čtrnáctiletý Dmitrij musel věnovat devítileté dívce. Ve svých pamětech Sofie Markovna na tuto událost vzpomínala takto:“ Na taneční lekci v Tobolském gymnáziu jsem byla představena vysokému hubenému chlapci ve věku asi čtrnáct let, který byl nucen se mnou tancovat. Pod nějakou záminkou však tuto čest odmítl. Navzdory svému věku jsem se cítila velmi uražena. Tento mladý muž byl Dmitrij Ivanovič Mendělejev. Toto bylo naše první, ale ne poslední setkání“.
Na jaře 1857 se Dmitrij v pozici soukromého docenta v Petrohradu setkal s osmnáctiletou Soňou a jejím otcem, kteří se přestěhovali z Tobolsku do hlavního města. Na rozdíl od prvního setkání se nyní bezhlavě zamiloval. V muzeu D. I. Mendělejeva v Petrohradu lze nalézt zápisky formou herbáře, které svědčí o síle i romantické úrovni tohoto vztahu, datované do chvil společného výletu v oblasti jezera Sajma v červnu 1857: …. 19. června Nová Kircha, procházka …. (větvička brusinky) – 22. června Imatrovský vodopád ….. (list lesní jahody, větvička břízy) – 23. června 1857 Břeh Saimy a Sajmenského jezera. Kouzelný, nezapomenutelný večer … (polní kvítek).
Po návratu z tohoto výletu Dmitrij požádal o Soninu ruku a v krátké době byl určen termín svatby na břehu Něvy v kostele 2. kadetního sboru. Nadšení Dmitrije i Sonina otce bylo umocňováno v krátké době nadšením příbuzných i tobolských rodáků. Jediným slabým článkem se však stala nevěsta. Mladá dívka ze Sibiře byla zaskočena a polekána rychlostí životních změn. Během posledních dní příprav ke svatbě se svěřila otci, že u oltáře asi řekne ne.
Zoufalý Dmitrij po tři dny nevycházel z domu a nejedl, pil pouze vodu. „Nakonec, čtvrtý den, k nám Mendělejev přišel ... Přistoupil ke mně, vzal mě za ruce a plakal. Cítila jsem, jak vášnivě políbil ruce a jak mokré byly jeho slzy. Nikdy nezapomenu na tento obtížný okamžik našeho odloučení ... Kdo ví, kdyby můj otec na tomto manželství netrval tak úporně, ale nechal by nás vyřešit tuto obtížnou otázku života pomaleji, možná bych byla Mendělejevova manželka“, napsala Sofie Markovna ve vydání svých vzpomínek v roce 1908.
Dobrodružství v cizině
Výraznou příležitost zapomenout na Soněčku poskytoval odjezd do ciziny. S Alexandrem Borodinem využil každé možnosti k cestování v krajině i k návštěvě kulturních akcí. Po návštěvě divadel umocnil Dmitrij výhodu opuštění místa nešťastné lásky ještě novým vztahem. Bouřlivý vztah s provinční herečkou Agnes Feuchtmannovou se nepodařilo udržet mimo pozornost širšího okolí. Milostné dobrodružství se neobešlo bez hlučných a žárlivých scén. Sám profesor Bunsen prohlásil, že divoký život horkokrevného Rusa se neslučuje s obrazem řádného vědce. Když Agnes otěhotněla, Dmitrij o svém otcovství pochyboval, přesto se povinnosti materiálního zajištění dítěte nezřekl. Výživné na Rosu Feuchtmannovou bylo hlavní příčinou Mendělejevových dluhů, kterou odstranilo až obdržení Děmidovovy ceny. Nelegitimní dceru Rosu finančně podporoval až do doby, než se provdala.
První manželství

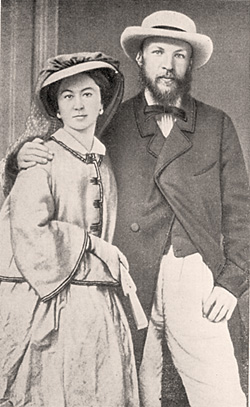
Novomanželé Feozva a Dmitrij Mendělejevovi (1862)

Po obdržení Děmidovovy ceny se Dmitrij při stabilizovaném postavení stal ve věku 28 let atraktivním adeptem manželského stavu. Jelikož po dvou neúspěšných vztazích nijaké významnější aktivity nevyvíjel, rozhodla se zasáhnout jeho nejstarší sestra, o dvacet let starší Olga Ivanovna Basarginová. Ta vsadila opět na rodné prostředí a bratrovi doporučila Feozvu Nikitičnu Leščevovou, se kterou se Dmitrij znal ještě z Tobolska. Feozva (Fiza) byla o šest let starší než Dmitrij, ale vypadala mladě, takže pár vypadal věkově vyváženě. Byla nevlastní dcerou Petra Pavloviče Jeršova, který byl ředitelem Tobolského gymnázia a Dmitrijovým učitelem. Sňatkem s Fízou by se tak Dmitrij stal zetěm jednoho z nejoblíbenějších ruských básníků své doby. Olga byla myšlenkou na spojení rodiny s osobou Petra Pavloviče Jeršova nadšená. Nejen, že byl autorem v Rusku nejčtenější pohádky, ale v dobách po oslepnutí a později i smrti živitele byl rodině Mendělejevů často oporou. Pro manželství hovořily všechny rozumové důvody. Nejslabšími články tentokráte byli oba hlavní účastníci. Pochybnosti byly na obou stranách od počátku. Dmitrij situaci pociťoval jako ztrátu svobody v dobách, kdy se začínal ve velkém světě rozkoukávat, nedokázal se však zbavit ohledů na druhé a absence potřebné sobeckosti mu neumožnila uniknout. Toho, co dokázala osmnáctiletá Soněčka, nebyl osmadvacetiletý Dmitrij schopen.
30. dubna 1862 se Dmitrij Ivanovič Mendělejev oženil s Feozvou Nikitičnou Leščovou. Obřad se konal v kostele Nikolajevské vysoké školy strojírenské v Petrohradu. Na svatební cestu manželé odjeli do Londýna, kde navštívili světovou výstavu. V roce 1863 se jim narodila dcera Marie, která v témže roce zemřela, dále syn Vladimír (1865–1898) a dcera Olga (1868–1950). Sňatek z rozumu nebyl úspěšný. Manželé se začali odcizovat vlivem rozdílného způsobu života. Fiza Dmitrijovi vyčítala především neschopnost udržet peníze. Od roku 1871 již žili odděleně a střídali se na panství Boblovo a v Petrohradu. Fiza s dcerou Olgou a Dmitrij se synem Vladimírem.
Druhé manželství

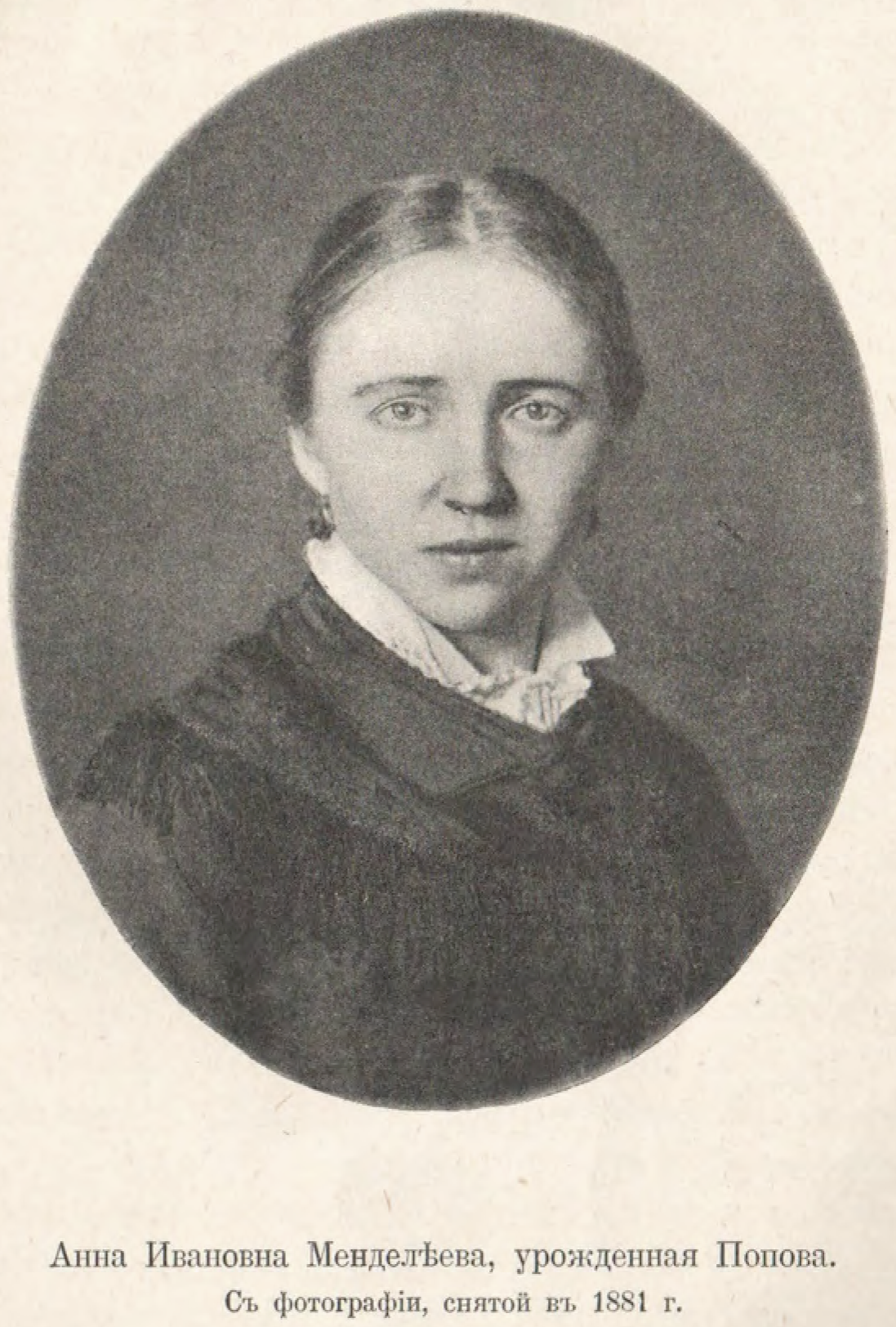
Anna Ivanovna Mendělejevová roz. Popová (1882)

Na zániku prvního a vzniku druhého manželství Dmitrije Mendělejeva měla opět významný podíl sestra Olga, tentokráte nepřímo. Její dcera Káťa, neteř Dmitrije, přivedla v roce 1876 do vzdělávacích kurzů pro ženy, které Mendělejev pořádal, svou přítelkyni Annu Ivanovnu Popovou, studentku výtvarných umění. Ve věku 42 let se Dmitrij Ivanovič opět bezhlavě zamiloval, tentokráte do šestnáctileté dívky. Následný vztah Dmitrije a Anny byl rychle nejbližšími přezdíván Faust a Markétka. Dmitrij Ivanovič se marně pokoušel domluvit s Fizou na rozvodu. V roce 1880 se Anna vydala do Říma, aby se pokusila přerušit vztah odloučením. Dmitrij Ivanovič slíbil, že se s dívkou nebude stýkat, ani jí psát. Každý den však jí psal dopisy, které neodesílal, ale ukládal do skříňky. Jeho zhoršující se zdravotní stav začaly doprovázet psychické problémy a vývoj spěl s vysokou pravděpodobností k celkovému psychickému kolapsu, ne li k sebevraždě. Situaci zachránil Mendělejevův přítel Andrej Nikolajevič Beketov. Navštívil Feozvu Nikitičnu na panství Boblovo a nakonec jí k souhlasu s rozvodem přemluvil. Podmínka Feozvy umožnila Dmitrijovii opět dokázat, jak neschopný je udržet peníze. Feozva byla ochotná dát manželovi svobodu jenom tehdy, vzdá-li se celého svého platu profesora na Universitě ve prospěch první ženy. Další překážkou ve štěstí milenců byl požadavek církve na sedmileté čekání na další sňatek. V tomto případě neschopnost ušetřit peníze projevil Dmitrij Ivanovič znovu. Použil 10 000 rublů k podplacení kněze, který církevní praxi porušil a milence oddal. Jednalo se o obnos, který knězi bohatě kompenzoval vyloučení z církve.
Na počátku roku 1881, ve věku 48 let, se Dmitrij Ivanovič rozvedl s Feozvou Nikitičnou a 22. dubna se oženil s dvaadvacetiletou Annou Ivanovnou Popovou. V manželství, které církev neuznala, se narodily čtyři děti: dcera Ljubov (1881–1939), syn Ivan (1883–1936) a dvojčata, Vasilij (1886–1922) a Maria (1886–1952).
Jelikož nebyl dodržen sedmiletý interval mezi rozvodem a novým sňatkem, stal se Mendělejev v očích pravoslavné církve bigamistou, nehodným zařazení mezi slušné lidi. Když carovi protokoláři zrazovali cara Alexandra III. od poskytnutí audience Mendělejevovi, car odpověděl: “Ano, je pravda, že Mendělejev má dvě ženy, ale já mám jenom jednoho Mendělejeva.“
Manželství s mladou a přitažlivou ženou s uměleckými sklony bylo šťastné. Mendělejev svou ženu nazýval Můj anděl. Přesto i zde se objevily neshody, mladá žena Dmitrijovi vyčítala především množství času i prostředků, věnovaných staré rodině.
Ve svých odkazech dětem, které byly určeny k přečtení až po smrti, se Mendělejev vyrovnává se všemi ženami svého života: „ ... žeňte se a vdávejte se, když zavelí spolu rozum i cit, žeňte se a vdávejte se i když zavelí jenom rozum a když zavelí jenom cit, udělejte to také!“

### Potomci

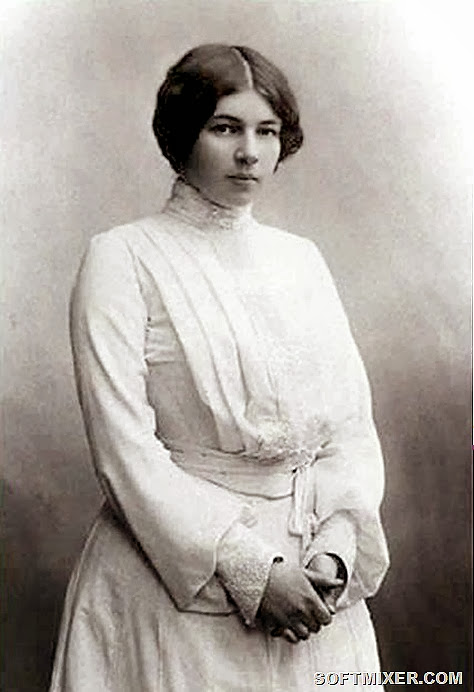
Ljubov Bloková roz. Mendělejevová

Dmitrij Ivanovič Mendělejev měl sedm dětí. Nejmladší Marie (1863–1863) zemřela ještě v kojeneckém věku. Jako druhý se Dmitriji Ivanoviči a Feozvě Nikitičně narodil syn Vladimír (1865–1898) a stal se prvorozeným miláčkem. Vystudoval námořní kadetský sbor a od roku 1884 působil jako důstojník námořnictva. Otec do něj jako do inženýra hydrodynamiky vkládal veliké naděje. Jeho osobní život kopíroval předlohu otce. V roce 1889 utrpěl duševní trauma, když jeho láska nečekaně zrušila zasnoubení. Otec mu na základě vlastních zkušeností zajistil pro zapomenutí práci v cizině. Vladimír jako námořní důstojník odplul na válečné fregatě Pamjať Azova na dálný východ, na palubě spolu s budoucím dědicem trůnu Mikulášem II. I zde šel Vladimír ve stopách svého otce a zanechal v Japonsku nelegitimní dceru. Po návratu z této plavby se v roce 1896 Vladimir Mendělejev oženil s Varvarou Kirilovnou, dcerou slavného pěredvižnika Kirila Lemocha. Měli syna Dmitrije, ale dítě ve čtyřech letech v roce 1900 zemřelo. Vladimír Dmitrijevič nečekaně zemřel na chřipku v roce 1898 věku 33 let. Jeho smrt spolu se smrtí vnuka Dmitrije patřila mezi nejbolestivější části života jeho otce. V roce 1899 Dmitrij Ivanovič Mendělejev publikoval nedokončené dílo Vladimíra pod názvem „Projekt zvýšení hladiny Azovského moře přehrazením Kerčské úžiny“ s předmluvou napsanou týden po smrti syna. V začátku této předmluvy je nejlépe vyjádřen vztah Dmitrije Ivanoviče k prvorozenému synu:" Zemřela má hlavička otevřená, můj milující, mírný, dobromyslný syn prvorozený, se kterým tolik jsem počítal pro předání svých odkazů, pro jeho znalosti neznámých světů, jeho vznešené, pravdivé, skromné a vždy hluboké myšlenky pro potřeby vlasti, kterými byl proniknut."
Dcera Olga Dmitriejvna Mendělejevová-Trirogovová (1868–1950) brzy ovdověla a zdědila po svém manželovi panství v saratovské gubernii. Zajišťovala chod farmy a chovala lovecké psy. Po revoluci se Olga Dmitrijevna přestěhovala do Moskvy, kde pracovala jako konzultant v oboru služební kynologie.
První dítě z druhého manželství, dcera Ljubov (1881–1939), byla jako Krásná dáma zvěčněna ve verších Alexandra Bloka a později se za slavného básníka provdala. Hrála v divadle Vsevoloda Emiljeviče Mejercholda a zemřela náhle během představení v divadelní šatně.

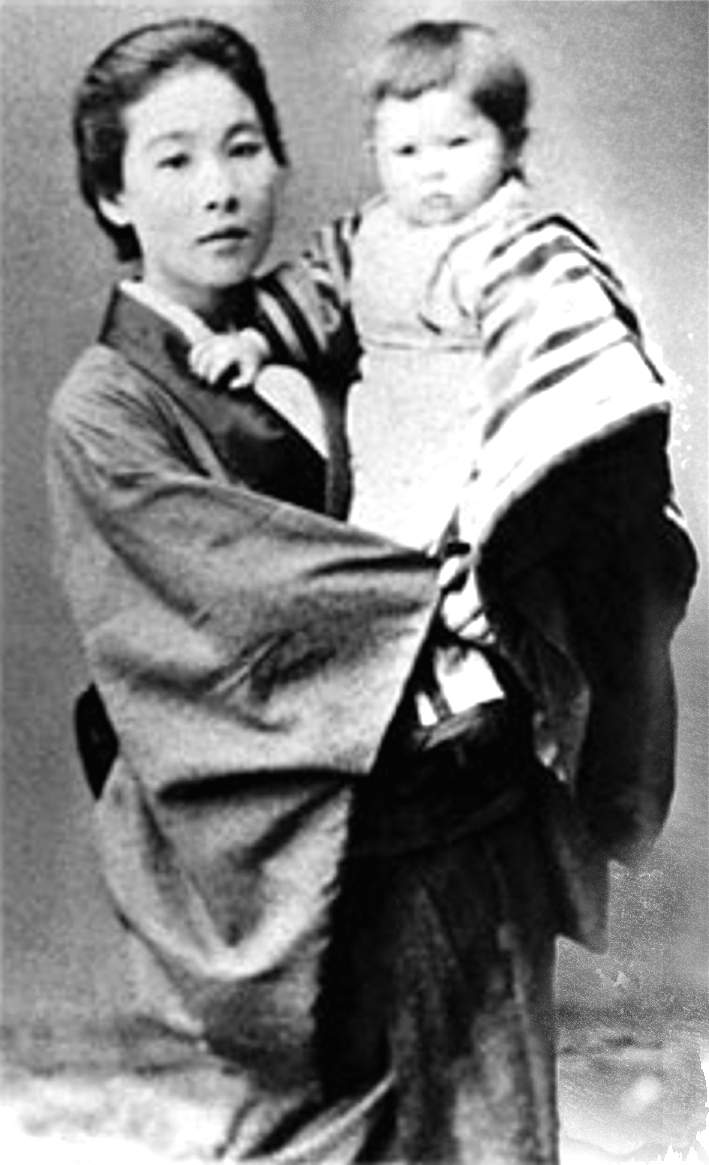
Taka a Ofudži Hidešima

Matematik a filozof Ivan (1883–1930) pracoval v Hlavní komoře pro míry a váhy. Byl otci nejen kolegou, ale pro svou klidnou a citlivou povahu i blízkým důvěrníkem. Později se stal zdrojem cenných svědectví.
Vasilij (1886–1922) vystudoval katedru stavby lodí a pracoval jako konstruktér v petrohradských loděnicích na projektech ponorek a minových polí. Vyvinul prototyp prvního ruského tanku. Vážil 170 tun a byl vyzbrojena 120 mm námořním kanónem a kulometem, chráněn byl pancířem 100–150 mm a vyvinul rychlost 24 km/h. Posádku tvořilo 8 lidí. Vasilij zemřel na břišní tyfus ve věku 36 let a nezanechal potomků.
Nejmladší dcera Marie (1886–1952) byla v předrevoluční kynologii považována za nejlepší odbornicí na stavěcí psy. Po druhé světové válce měla na starosti vědecký archiv D. I. Mendělejeva na Leningradské univerzitě a v roce 1951 se jí podařilo vydat první sbírku „Archiv D. I. Mendělejeva“.
19. března 1884 napsal Dmitrij Ivanovič svým dětem dopisy v podobě duševní závěti. Jeden pro Voloďu a Lolu (Olgu), druhý pro Ljubov a Ivana, které mohly otevřít až po dosažení dospělosti, ale ne dříve než po jeho smrti. Tyto závěti se staly cenným svědectvím lidských vlastnosti vědce. "Mám jen krátký čas jednoho života, abych ovlivňovat svět, protože celé tělo, počínaje očima, oslabuje. Ale duch je stále svěží a inspirovaný zkušenostmi. Nejprve se musím obrátit na své děti a poté na všechny ostatní mladé lidi, kteří nyní více než kdy jindy potřebují přátelskou radu ….“
Mendělejev miloval své děti a našel si při svém pracovním vytížení čas na jejich výchovu. Měl však málo příležitostí těšit se z vnoučat. V archivu D. I. Mendělejeva na Petrohradské univerzitě je zachována korespondence s Takou Hidešimou z Nagasaki, matkou malé Ofudži, kterou Dmitrij Ivanovič bez pochybností považoval za svou vnučku. Dojímavou korespondenci, spojenou se zasíláním materiální podpory přerušila rusko-japonská válka a je možné, že později i zemětřesení. Přesto se nedá vyloučit možnost, že žijí potomci Dmitrije Ivanoviče Mendělejeva, jejichž původ se odvíjí z Japonska stejně jako z Německa.

## Významné objevy a činnosti
Mendělejev publikoval na 400 prací (včetně prací z fyziky a metrologie), např. práce o původu ropy a o jejím průmyslovém zpracování, o roztocích, provedl také například předběžné výpočty ledoborce Jermak. Napsal vynikající učebnici Základy chemie.

### Periodický zákon
Hlavním popudem pro systematizaci prvků byla práce na učebnici chemie. Mendělejev si pro každé prvky vytvořil karty s vyznačením jejich vlastnosti a rozkládal je na stole jako pasiáns. Mezi legendy o Mendělejevovi patří, že se mu periodický zákon zjevil ve snu. Sám Mendělejev však tuto legendu, která vznikla již za jeho života popíral. Mezi další méně známé legendy patří i návrh skutečnosti, že v době, kdy Nikolaj Menšutkin na zasedání Ruské chemické společnosti seznamoval světovou veřejnost s jedním ze základních zákonů vesmíru, Dmitrij Ivanovič Mendělejev na statku dojil svou oblíbenou dojnici Náňku. Tuto informaci Mendělejev nikdy nepopíral. Řešení systematizace prvků využitím periodické závislosti na atomové hmotnosti Mendělejeva napadalo v době, kdy se připravoval na návštěvu experimentální mlékárenské farmy na březích Volhy, kam ho pozval jeho žák Nikolaj Vasiljevič Věreščagin. Po zkušenosti s Andrewsovým přivlastněním objevu kritické teploty sepsal svá poznání nejen do přednášky pro ruskou společnost, ale neprodleně zaslal i všem významným universitám. Když si tak zajistil nezpochybnitelné prvenství, pověřil přednesením zprávy Nikolaje Menšutkina a odejel na farmu, kde pracoval ve všech pozicích mlékárenské výroby tři měsíce. Nikolaj Menšutkin přednesl zprávu o objevu Periodického zákona 18. března 1869, kde byly deklarovány následující hlavní závěry.
Prvky seřazené podle atomové hmotnosti vykazují periodicitu ve svých vlastnostech.
Prvky se stejným chováním mají téměř stejnou atomovou hmotnost (např.osmium, iridium, platina) nebo se atomová hmotnost rovnoměrně zvyšuje (např. draslík, rubidium, cesium).
Nejběžnější prvky mají malé atomové hmotnosti.
Lze očekávat objev dalších prvků, například analogů hliníku a křemíku s atomovou hmotností mezi 65 a 75.
Atomová hmotnost některých prvků může být opravena tímto uspořádáním. Například atomová hmotnost teluru se musí nalézat mezi 123 a 126 (nemůže to být 128).
Některé charakteristické vlastnosti lze předpovědět z atomové hmotnosti.
O rok později Mendělejev předložil tabulku přesnější, doplněnou o další prvky. Práce z roku 1870 měla název Přirozená soustava prvků a její použití k udání vlastností prvků dosud neobjevených.
K nejznámějším objevům předpovězených prvků patřil objev eka-aluminia (gallia), eka-boru (skandia) a zejména eka-silicia (germania), jehož vlastnostem věnoval nejvíce pozornosti. Gallium objevil v roce 1875 Lécoq de Boisbaudran spektrální analýzou ve sfaleritu, skandium roku 1879 Lars Frederik Nilson při studiu sloučenin prvků vzácných zemin a germanium roku 1886 Clemens Winkler při analýze nerostu argyroditu. Objev germania se stal triumfem objevu periodického zákona.

Geniálnost jím objeveného uspořádání chemických prvků, které je projevem pochopení přirozeného vztahu mezi prvky, potvrdilo studium rentgenových spekter a kvantová mechanika. Jen v původní formulaci periodického zákona došlo ke změně: výraz „atomová váha“ byl nahrazen výrazem atomové (nyní protonové) číslo. Podnětem k tomu byly výzkumy radioaktivity a rentgenových spekter, při nichž zjistil britský fyzik Henry Gwyn Jeffreys Moseley vztah mezi vlnočtem spektrální čáry K-série rentgenového spektra a pořadovým číslem prvku v periodické soustavě.

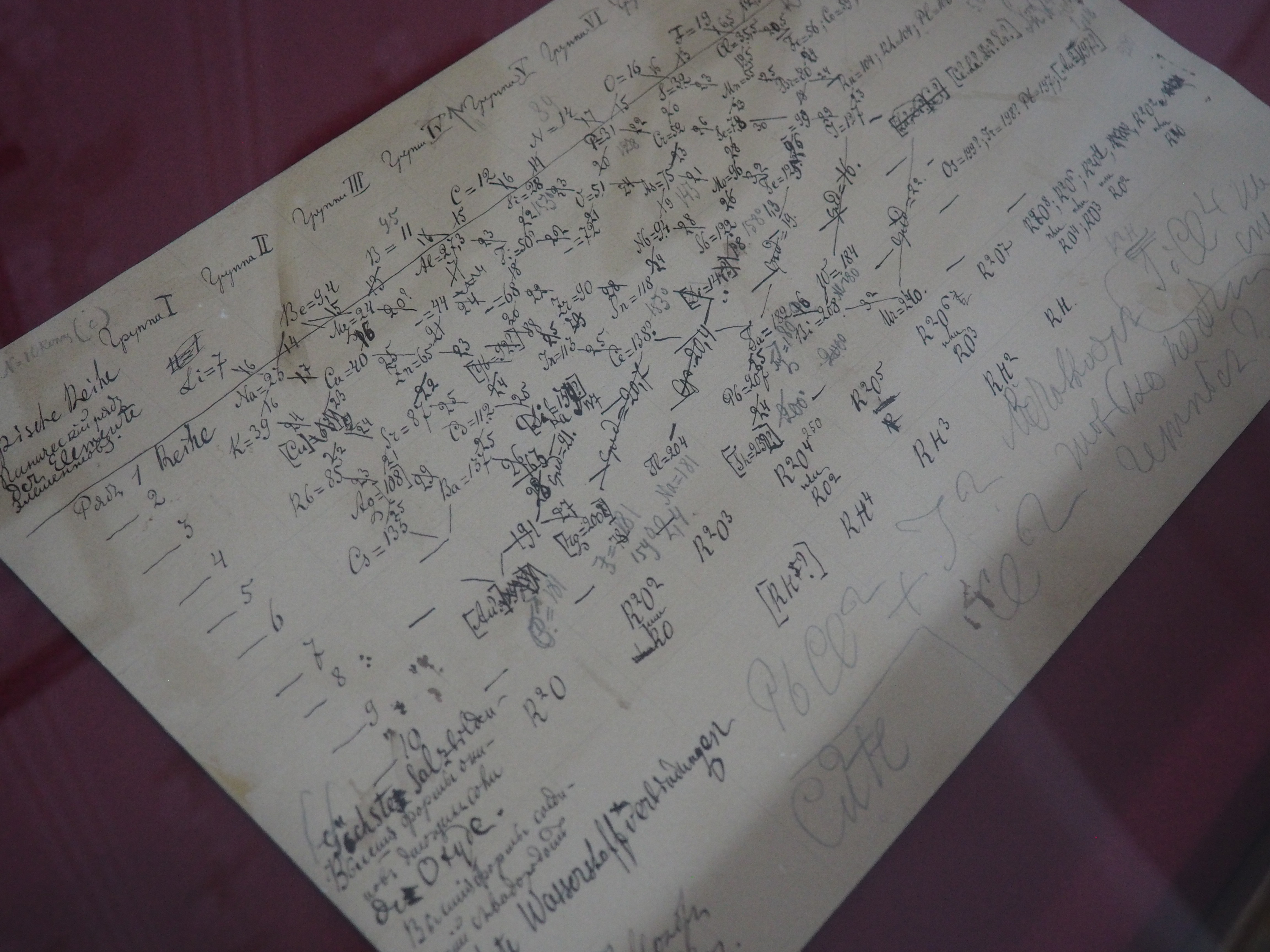
Originální poznámky D.I.Mendělejeva
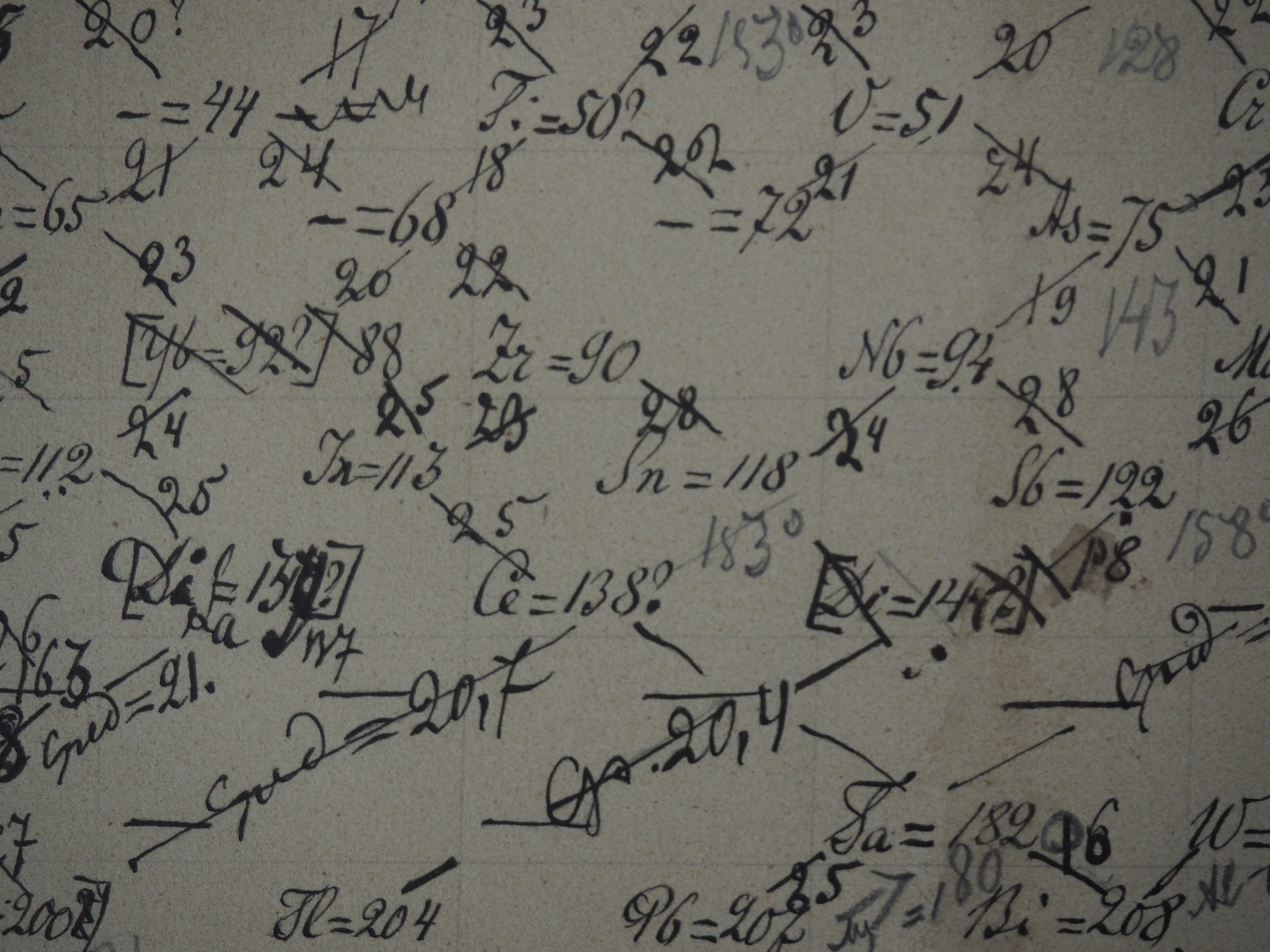
Detail záznamu myšlenek
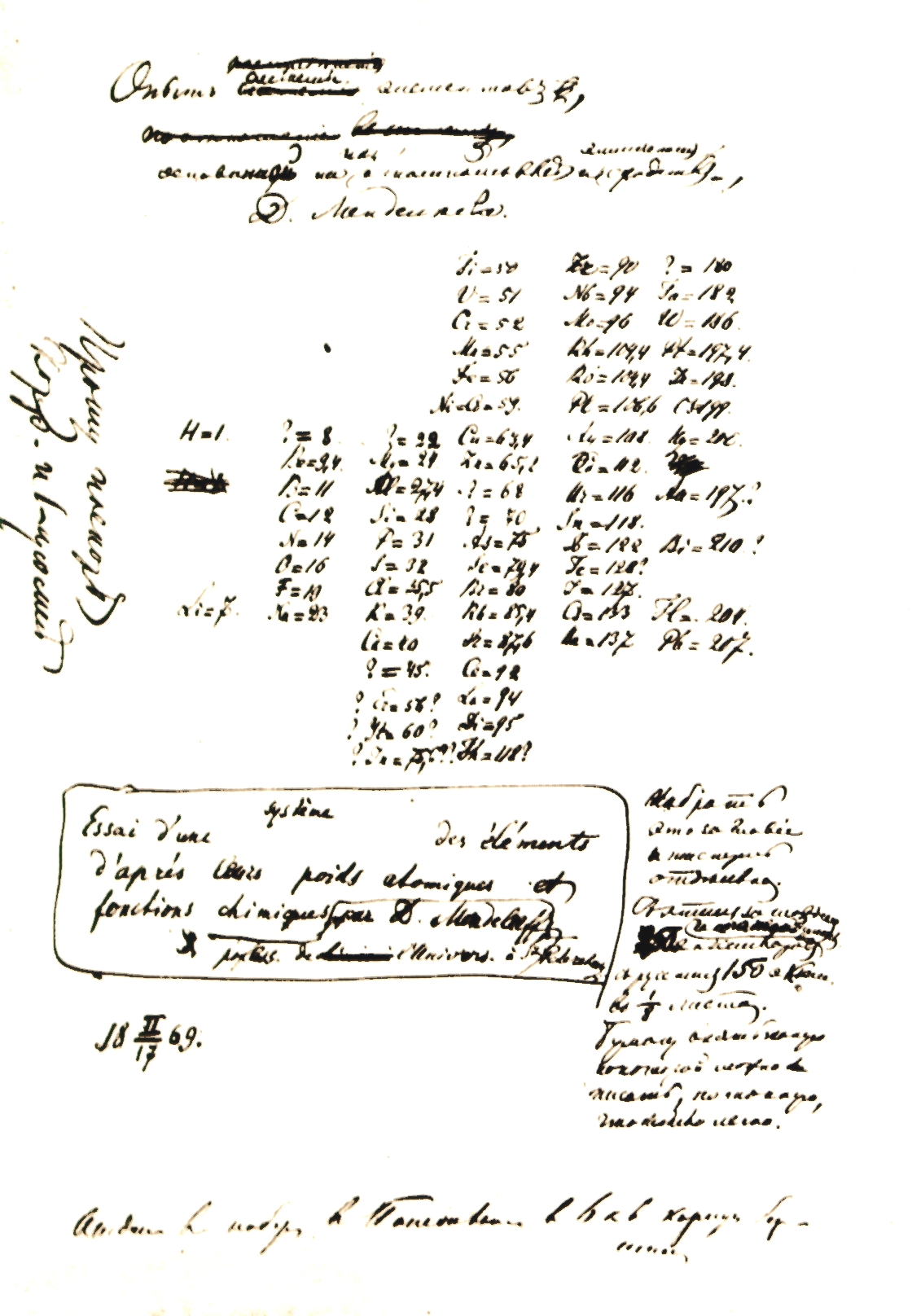
První řešení z roku 1869 s poznámkami ve francouzštině
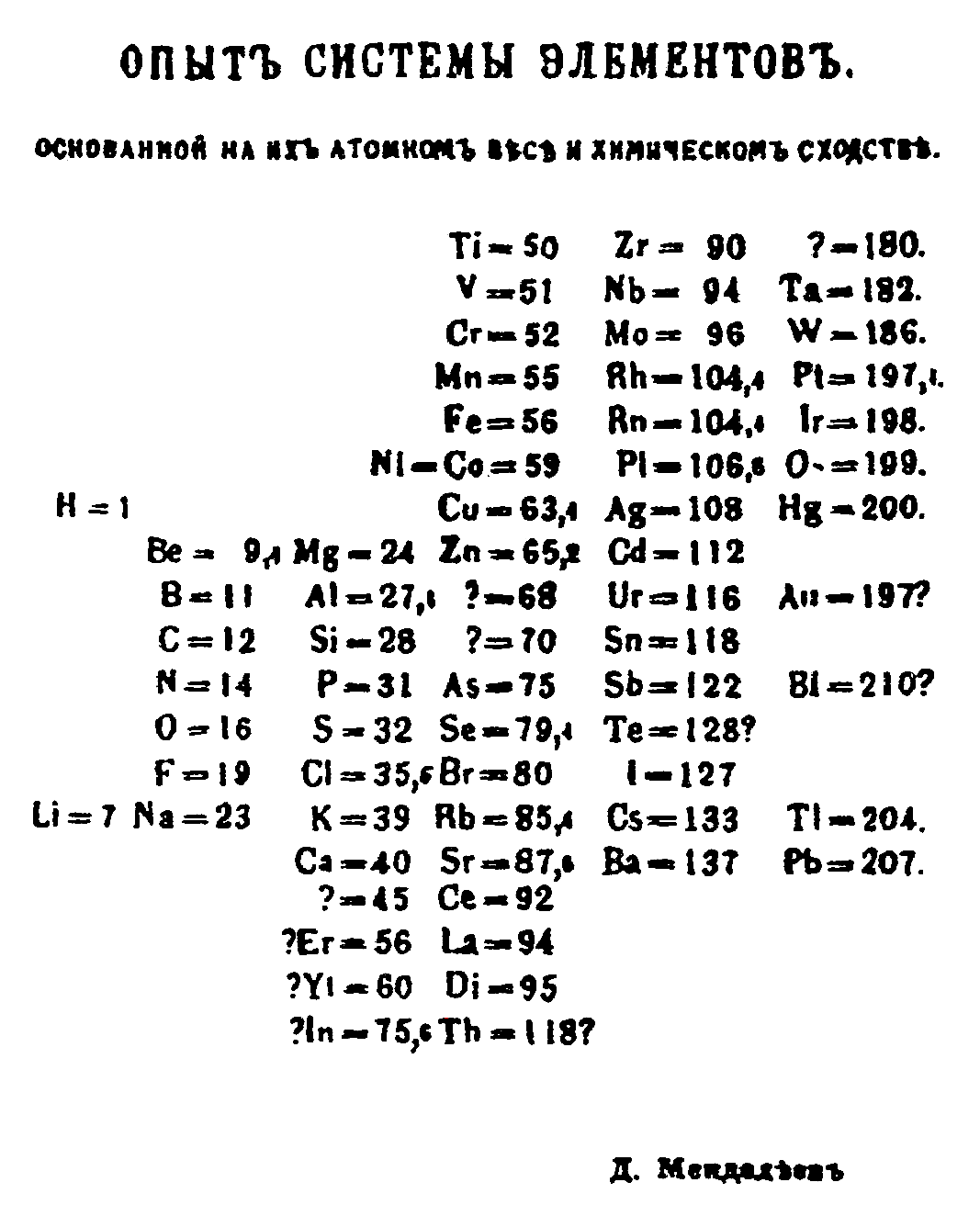
Tabulka ze zprávy Ruské chemické společnosti (1869)
Tabulka z roku 1871
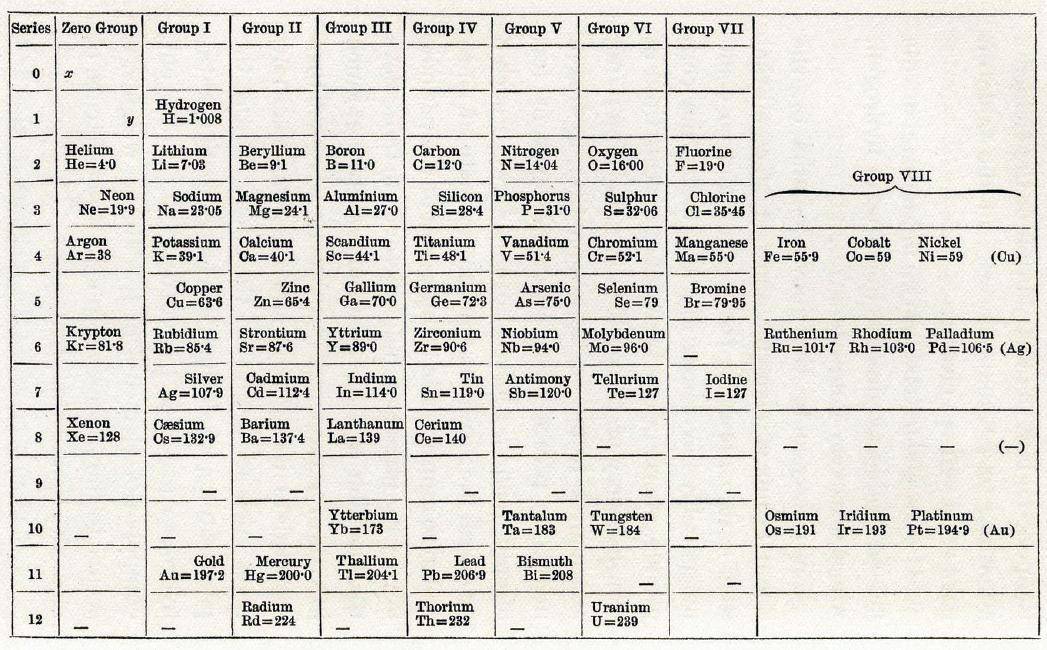
Poslední varianta se vzácnými plyny (1904)
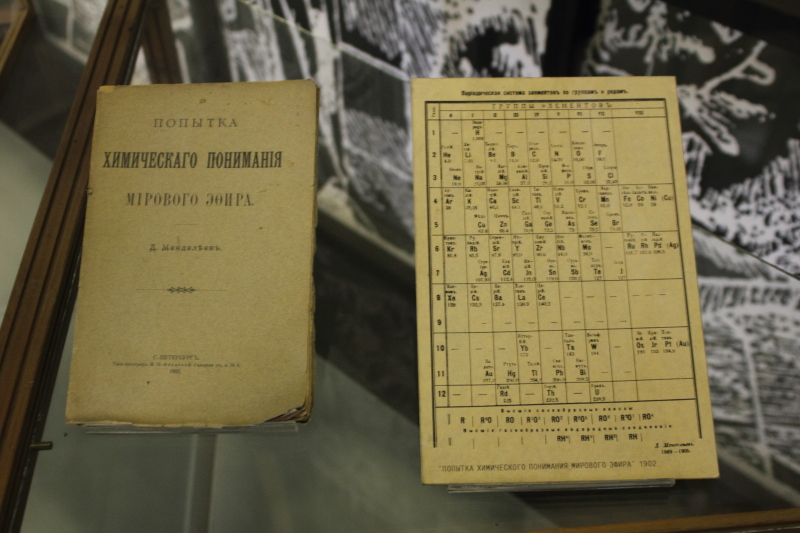
Tabulka jako příloha Pojednání o světovém éteru

Poslední výraznou inovací tabulky prvků bylo zařazení vzácných plynů do samostatného sloupce a zařazení nově objevených lanthanoidů. Na těchto změnách se významnou měrou podílel Mendělejevův přítel, česky chemik Bohuslav Brauner. Začátkem 20. století se stav tabulky ocitl na místě, za které se bylo možno dostat až po objevu elementárních částic. Objev protonu, který na sebe vzal roli atomové hmotnosti byl uskutečněn až po Mendělejevově smrti. Poté se mohly v modelech atomů objevit elektrony, které za chemické chování zodpovídají.

### Výzkum plynů
Ve své laboratoři v Heidelbergu Mendělejev objevil existenci teploty, nad kterou se nemůže tvořit žádná kapalina, bez ohledu na to, jak velký je tlak plynu. Tuto teplotu nazval absolutním bodem varu, později tato veličina dostala název kritická teplota. Tím vysvětlil problém s určitými plyny (dusík, kyslík, vodík, metan…), které nemohly být zkapalněny, přestože byly vystaveny velmi vysokým tlakům. Mendělejev uvedl, že marné pokusy byly prováděny nad absolutními teplotami varu a že kromě zvyšování tlaku na plyn bylo nutné také snižovat teplotu. Své závěry zveřejnil v roce 1861 v práci Ueber die Ausdehnung der Flussigkeiten beim Erwarmen uber ihren Siedepunkt.
Ke studiu plynů se vrátil v roce 1872, kdy začal studovat platnosti Boyleova–Mariottova zákona v oblasti nízkých tlaků. V roce 1874 zobecnil původní Clapeyronovu rovnici ideálního plynu z roku 1834 do podoby {\displaystyle pV=m/M*RT}, kde {\displaystyle m} je hmotnost plynu a {\displaystyle M} jeho molekulová hmotnost. Jednalo se o vztah, který platil pro jakýkoli plyn a jakoukoli jeho hmotnost. Tato rovnice je známa jako stavová rovnice ideálního plynu, v Rusku a v zemích bývalého Sovětského svazu je známá jako Clapeyronova-Mendělejevova rovnice. Díky velikému počtu experimentů s řadou různých plynů (vodík, kyslík, dusík, oxid uhelnatý, oxid uhličitý a vzduch) zjistil, že se hodnoty konstant R nelišily o více než 0,5 %. Prokázal tak jednoznačně její universálnost a stanovil její hodnotu na 845 kp.m.kmol−1.K−1, což v jednotkách SI odpovídá hodnotě 8,287 J.mol−1·K−1. Tato hodnota je pouze o 0,33% nižší oproti hodnotě používané v 21. století.
Ve tvaru {\textstyle pV=nRT} , kde {\displaystyle n} je počet molů plynu, poskytuje jeden z nejužitečnějších nástrojů fyzikální chemie.
Ani kritická teplota nezůstala salónní akademickou veličinou. Chováním plynu za podmínek blízkým jeho kritické teplotě se zabýval od roku 1869 Thomas Andrews a provedl sérii měření s oxidem uhličitých, na něž navázaly další práce za účelem stanovení podmínek pro zkapalnění plynů. Poměry stavových veličin a jejich kritických hodnot, tzv. redukované stavové veličiny poskytují možnost korekce na neidealitu plynů.

### Zemědělství a potravinářské technologie

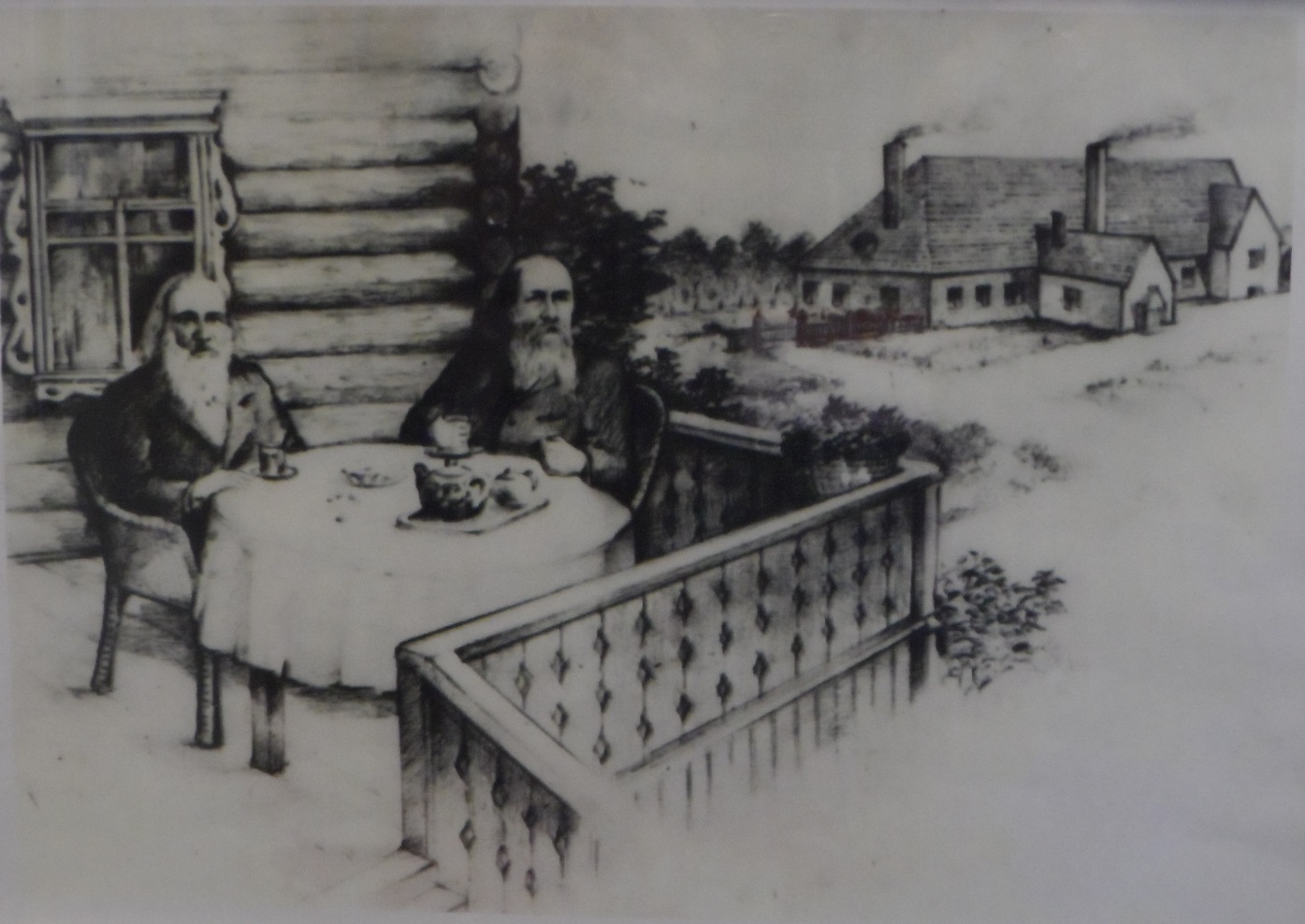
D.I.Mendělejev a N. Vereščagin na farmě v Jedimonovu (1889) Kresba V.I.Blandov

V životopise Mendělejeva se objevuje studium zemědělských procesů pravidelně od 60. let až do posledních chvil. Dmitrij Ivanovič manuální práci v zemědělství miloval jako užitečný způsob pro třídění myšlenek i pro přechod z jedné oblasti výzkumu na druhou. Zájem umocňovala i rolnická reforma z roku 1861, která umožňoval nový přístup k zemědělské výrobě.
Aby provedl své zemědělské experimenty, zakoupil v roce 1865 v Moskvě panství Boblovo s výměrou 60 ha a poté zorganizoval rozsáhlé terénní studie ke studiu vlivu hloubky orby a účinku hnojiv. D. I. Mendělejev je jedním ze zakladatelů moderní ruské zemědělské chemie. Aktivně propagoval myšlenku chemizace zemědělství, používání anorganických hnojiv a zlepšování kvality produktů Pozornost věnoval zavlažování zemí oblasti dolní Volhy a propagoval budování remízků v suchých oblastech.
Nejvíce ho fascinovala proměna hmoty od fotosyntézy v listech rostlin na pastvinách až po mléčné výrobky. O jeho nadšení nejlépe svědčí fakt, že přednesením informací o objevu periodického zákona pověřil jednatele chemické společnosti Nikolaje Menšutkina a sám navštívil svého žáka Nikolaje Vasiljeviče Věreščagina na jeho výzkumné mlékárenské farmě v Jedimonovu na horní Volze. Do Jedimonova zajížděl pravidelně z Boblova až do posledních let.
Rusko, jehož jediným vývozním artiklem před rolnickou reformou v roce 1861 bylo solené přepouštěné máslo, dokázalo díky trojici Mendělejev, Věreščagin a Blandov předvést na Všeruské průmyslové a umělecké výstavě v Moskvě v roce 1882 na 900 domácích mléčných výrobků a Blandovův Žlutý sýr z Kostromy a Věreščaginovo Vologdské máslo získalo zlaté medaile na světových výstavách.

### Meteorologie a vzduchoplavectví

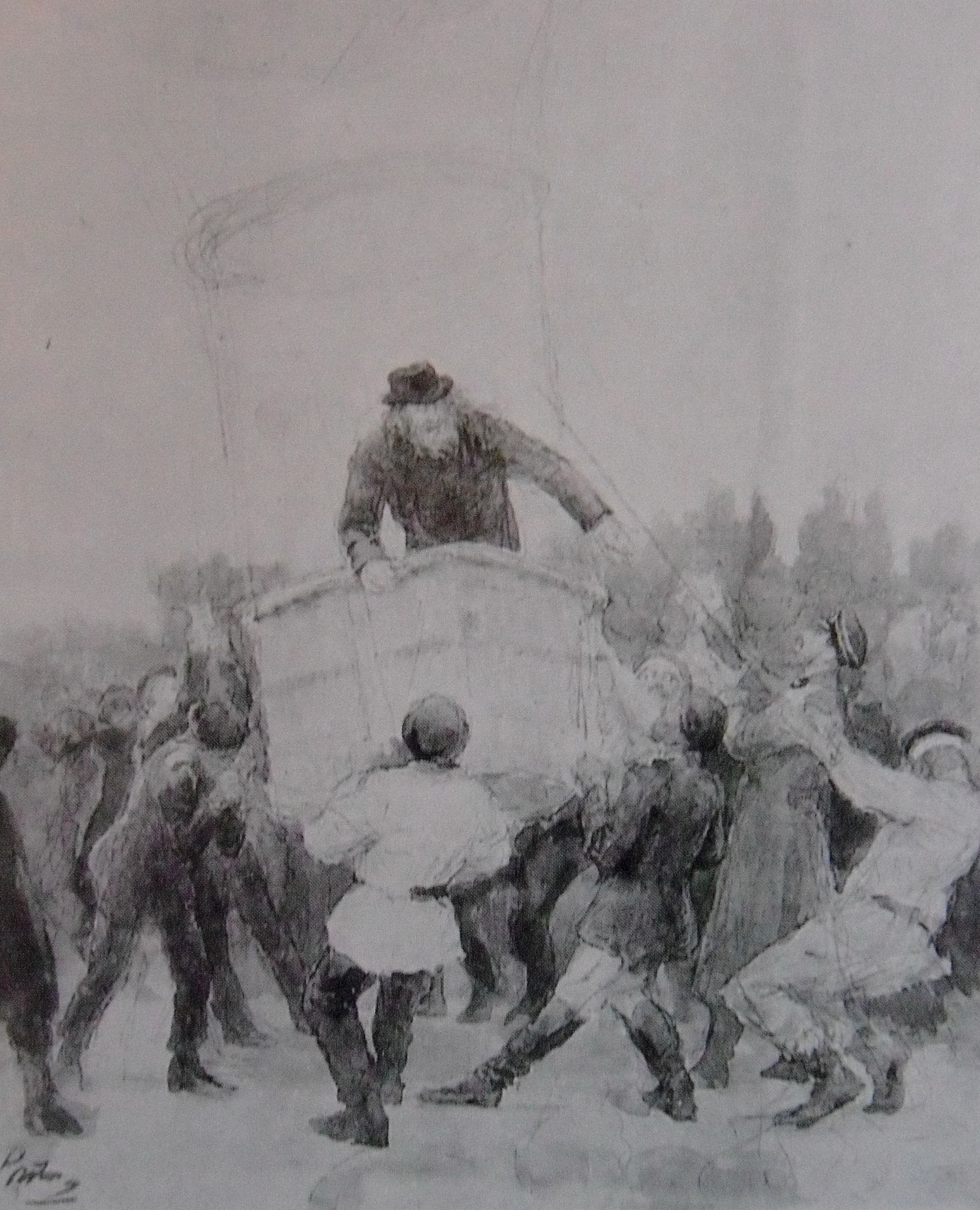
Dramatické chvíle přistání na skice Ilji Repina

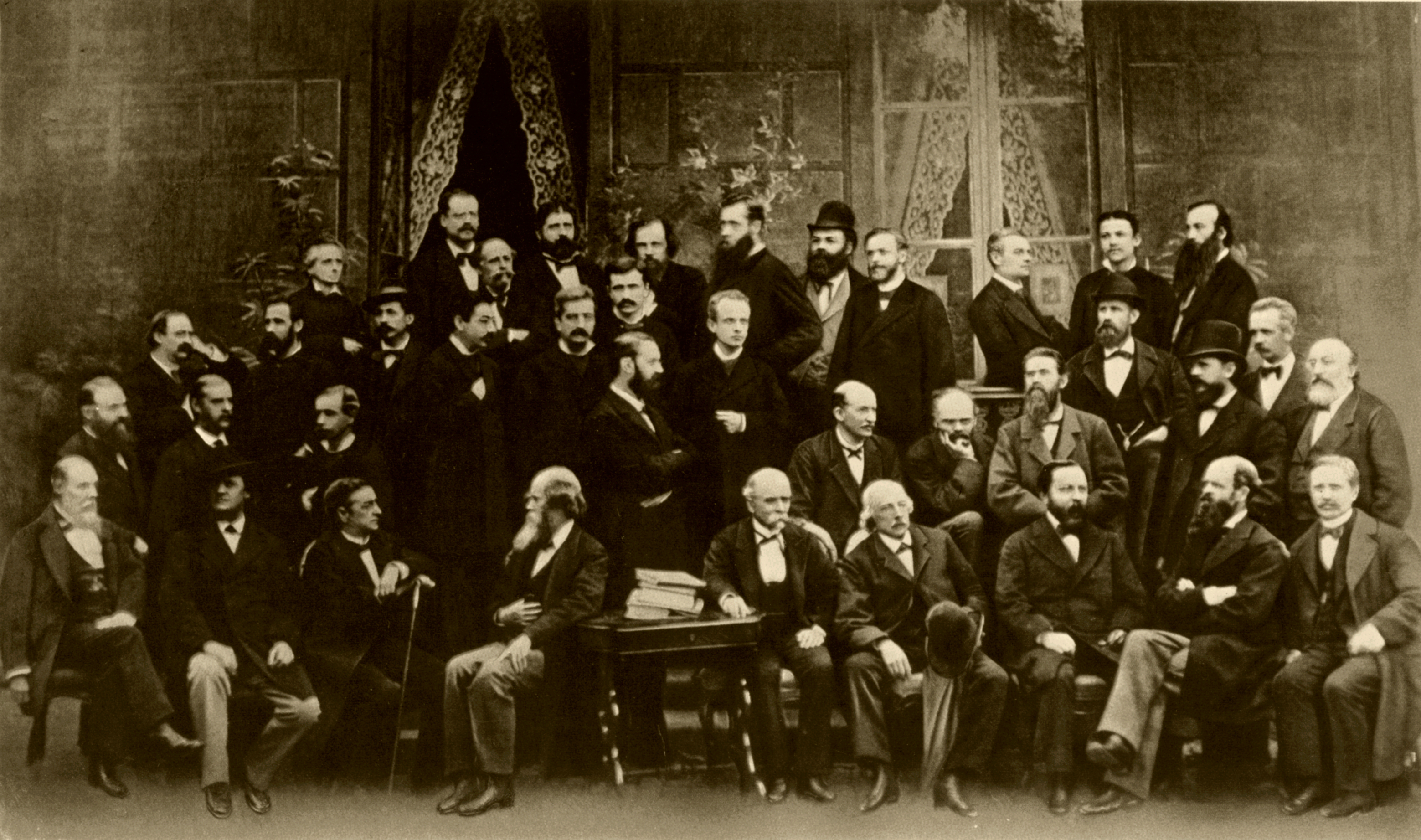
D.I.Mendělejev na II. Mezinárodním meteorologickém kongresu v Římě (1879)

Dmitrij Ivanovič Mendělejev dokázal teoretické i experimentální výsledky své práce přenést z akademického prostředí do terénu i v případě studia vlastnosti plynů a kapalin. Aktivně se účastnil praktických aplikací v oblasti letectví a stavby lodí. Vzrůst zájmu o zkoumání tlakového i teplotního profilu atmosféry spadá právě do období zkoumání chování tekutin na začátku 70. let. V této době zákonitě vzrostl i jeho zájem o nově se rozvíjející obor meteorologii. Od počátku hledal v horních vrstvách atmosféry jádro všech změn počasí. Začal pečlivě studovat práce anglického meteorologa a vzduchoplavce Jamese Glaishera. Nadchl se natolik myšlenkou na pochopení zákonů vrstvení vzduchu v atmosféře, že dočasně upřednostnil meteorologii před ostatními disciplínami a začal studovat aerostatiku.
Na setkání Ruské fyzikální společnosti na Petrohradské universitě přednesl v roce 1875 zprávu O teplotě horní atmosféry a navrhl použít pro výzkum balóny s posádkou s hermeticky uzavřenou gondolou a malé bezpilotní balony. Vytvořil program prozkoumání zvrstvení atmosféry pomocí 20 – 25 měřících letů. Mendělejev navrhl balon o objemu 3 600 m3 s uzavřenou gondolou pro výzkum stratosféry (takovýto let byl uskutečněn až v roce 1924) a řiditelné balony s parními motory. Tyto projekty vzhledem k nedostatku finančních prostředků nikdy nebyly realizovány. Během návštěvy Paříže v roce 1878 využil možnosti vystoupat v koši ukotveného balonu Henriho Giffarda. O devět let později uskutečnil samostatný let, který z něj učinil skutečnou hvězdu své doby.
V roce 1887 nabídla Ruská technická společnost Mendělejevovi možnost pozorování zatmění slunce z koše balonu ruské výroby o objemu 700 m3. Cílem bylo provedení série měření co největší škály veličin. Mendělejev byl proslulý jednak jako konstruktér přístrojů, ale byl znám i svou ochotou k terénní práci. S velkým nadšením se pustil k přípravě letu, který byl i laické veřejnosti pravidelně připomínán v denním tisku. Využil spolupráce s Dmitrijem Alexandrovičem Lachinovem, který v té době úspěšně vyvíjel elektrolytickou výrobu vodíku a navrhl vodík použít místo svítiplynu. Tím získal možnost výrazně vyššího vznosu. K místu vypuštění balónu byla určena oblast na okraji města Klin na sever od Moskvy, kde doba plného zatmění trvala dvě minuty. Místo se nachází v blízkosti statku Boblovo, kde se na událost připravil kompletací měřícího vybavení.

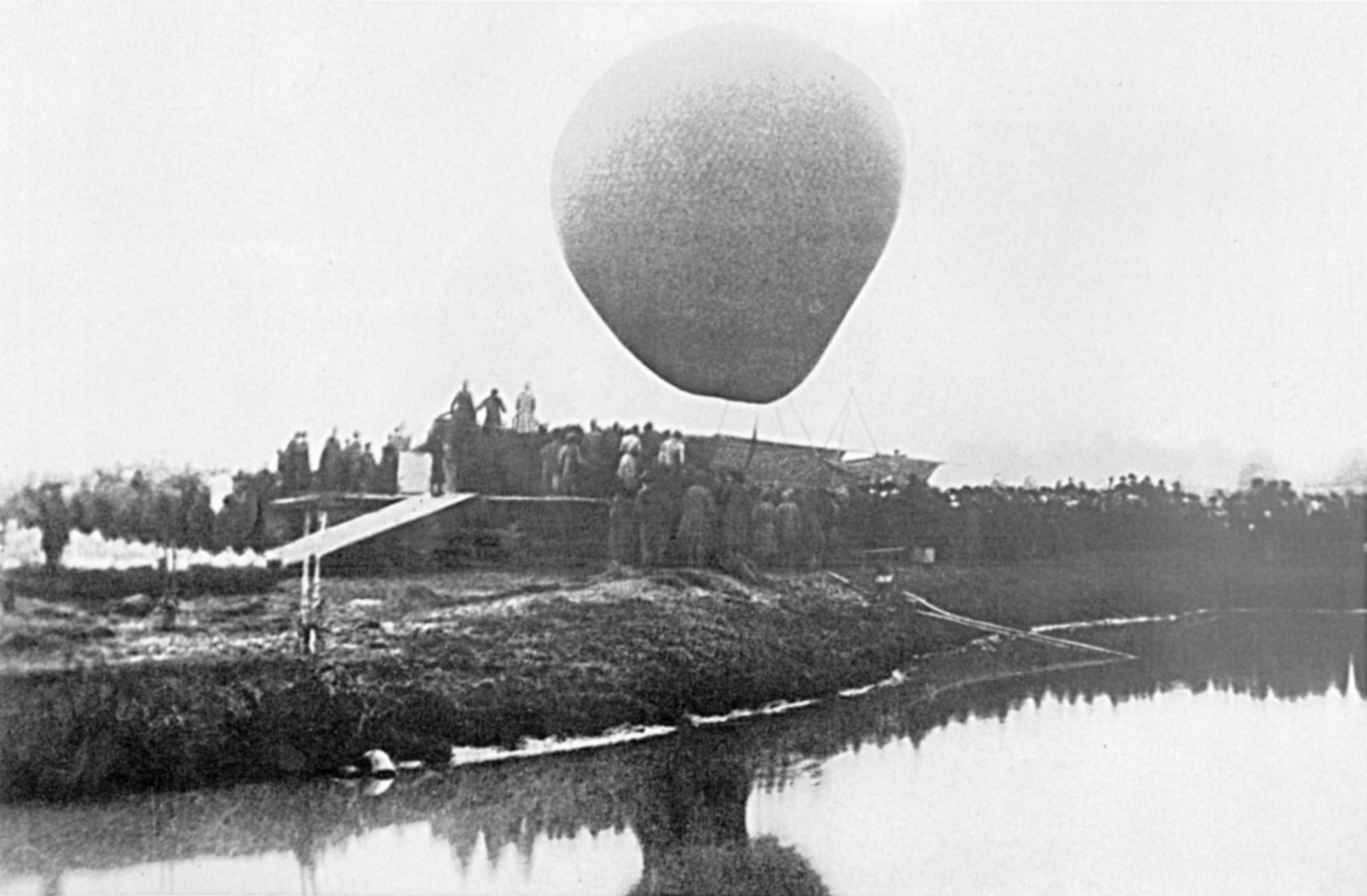
Klin 7. srpna 1887 - Balon "Russkij"

K slavnému letu došlo 7. srpna 1887 za pozornosti široké veřejnosti. Na místě se shromáždil dav lidí, mezi nimiž byl i Ilja Repin, aby událost dokumentoval na skicách. K letu byl Mendělejevovi přidělen pilot, jímž byl vedoucí výcviku balonového létání Alexandr Matvějevič Kovaňko. Po deštivé noci však hmotnost mokrého balonu se zařízením vzrostla natolik, že letu se mohl účastnit jen jeden člověk. Vzlétl pak pouze Mendělejev, který byl v balonovém koši jedinkrát v životě, a to při atrakci na Světové výstavě.
Od země se koš odlepil ráno v 6 hodin 35 minut. Slunce bylo částečně zatemněno, nicméně v době zatmění se balón nalézal na horním okraji mraků. Během startu se však kolem výpustního ventilu omotalo lano a ventil se stal nefunkčním. Ve výšce několika kilometrů se Mendělejev ve věku 53 let vyšplhal lanovím k ventilu a jeho funkci obnovil. Balón vystoupal do výše 3,8 km a uletěl vzdálenost zhruba 100 km. Přistál v 9 hodin 20 minut nedalo vesnice Spas-Ugol v blízkosti panství spisovatele Saltykova-Ščedryna.
Zpráva o neobvykle odvážném letu ruského profesora se brzy stala známou po celém světě. Francouzská akademie meteorologické aeronautiky udělila Mendělejevovi diplom „Za projevenou odvahu při letu za účelem pozorování zatmění slunce “ a zlatou medaili bratří Montgolfierových.

### Ledoborec Jermak

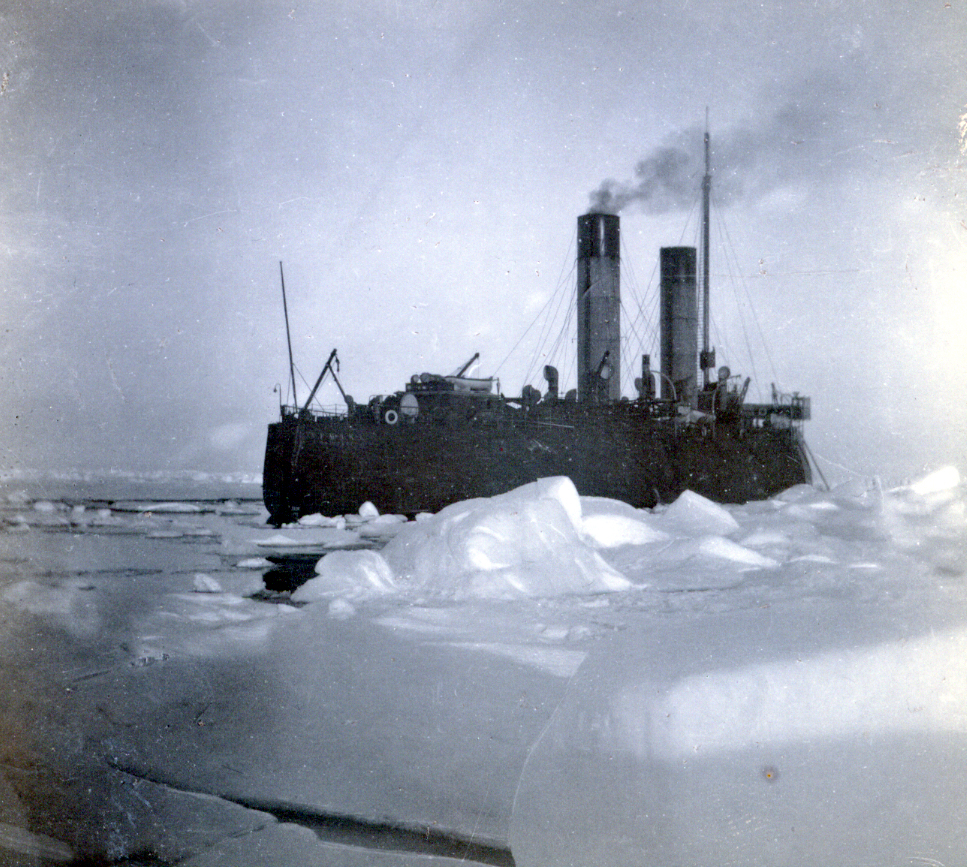
Ledoborec Jermak v Severním ledovém oceánu

V návaznosti na výzkumy v oblasti fyziky tekutin Mendělejev rozvinul v 70. letech své aktivity směrem k meteorologii a vzduchoplavbě, ale i do oblasti pohybu v odporujícím kapalném prostředí. Tehdy vyslovil myšlenku na vybudování experimentálního bazénu pro testování lodí. K výraznějšímu rozvoji aktivit v oblasti hydrodynamiky plavby však došlo až po opuštění university a následné spolupráci se složkami Ministerstva války. Po vyřešení technologie výroby střelného prachu nové receptury se začala rozvíjet spolupráce s Ministerstvem námořní plavby. Na žádost admirála Nikolaje Matvějeviče Čichačova vypracoval Mendělejev projekt výzkumného bazénu, který byl v roce 1894 realizován. V této době se začíná rozvíjet účelná a intenzivní spolupráce s admirálem Stěpanem Osipovičem Makarovem, kterou ukončila až tragická admirálova smrt na palubě bitevní lodi Petropavlovsk v roce 1904.

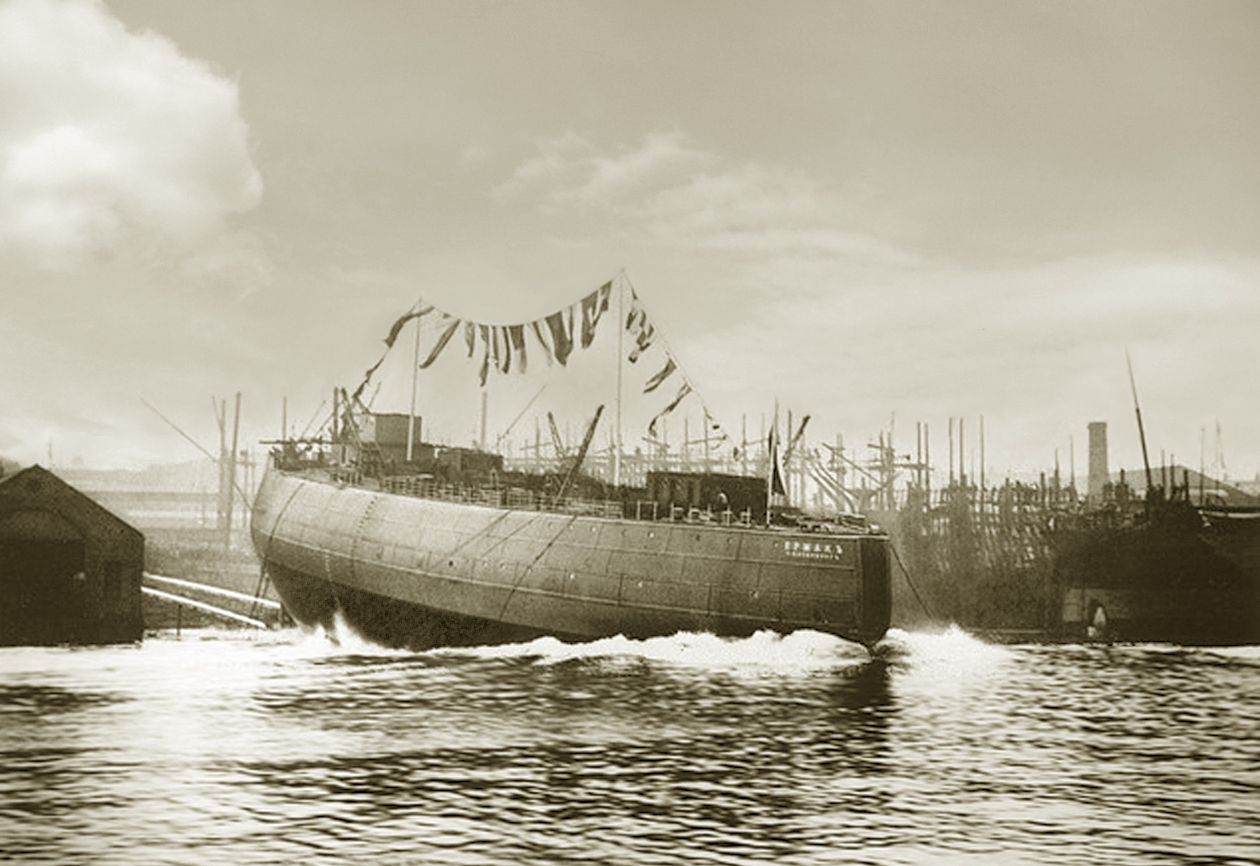
Spuštění ledoborce 29.10.1898

Cenný materiál pro Mendělejeva představovaly Makarovovy experimentální údaje  ze slavné výzkumné plavby korvety Vitjaz. Naprostého myšlenkového souladu Makarova a Mendělejeva dosáhla představa konstrukce ledoborce, celoroční zprovoznění Severní mořské cesty a v konečné fázi i dobytí severního pólu. Ostatně Dobytí severního pólu od Julesa Vernea si Mendělejev nechal předčítat v posledních chvílích života. Myšlenka konstrukce ledoborce získala i podporu ministra financi Sergeje Witteho. Mendělejev pracoval na výpočtech lodě, která byla 29. října 1898, v loděnicích Armstrong Whitworth v Newcastlu v Anglii, spuštěna na vodu jako první moderní ledoborec na světě a dostala název po dobyvateli Sibiře Jermaku Tomofjejeviči.
Dosáhnout severního pólu se lodi nakonec nepodařilo, ale v letech 1899–1911 ledoborec Jermak plul v podmínkách nejtěžšího ledu déle než 1000 dnů a po mnoho let zůstal vlajkovou lodí ledoborecké flotily. Až do roku 1964 Jermak sloužil v různých pobočkách ruského a sovětského vojenského námořnictva a obchodního loďstva a stal se jedním z nejdéle sloužících ledoborců na světě.

### Bezdýmný střelný prach
Jméno Dmitrije Ivanoviče Mendělejeva je i spojeno s úsilím vývoje bezdýmného střelného prachu. V 19. století byly kromě černého prachu jedinými průmyslově využívanými trhavinami nitrocelulóza a nitroglycerin. Touhu armád po střelném prachu bez emisí viditelných částic začala zprvu uspokojovat nitrocelulóza v podobě odparků z roztoků vody a alkoholu. Hmota zvaná pyroxillin byla následně mechanicky upracována do formy drobných šupinek, v případě výplně do výmetných patron děl velkých kalibrů do podoby provázků. Původní produkty vyrobené z nitrocelulózy splňovaly sice požadavky na bezdýmnost, jejich hoření však probíhalo příliš rychle s projevy detonačních fluktuací. To způsobovalo potíže především u největších kalibrů, kde jsou požadavky na rovnoměrnost a rychlost hoření nejpřísnější. Koncem 80. let se v Anglii používal střelný prach na bázi nitroglycerinu, zvaný cordit, ale ani jeho hoření neudělovalo nábojům velkého kalibru rychlost dostatečně plynule. Úkolem vývoje střelného prachu s lepšími vlastnostmi byl Mendělejev pověřen admirálem N. M. Čichačevem 20. května 1890.

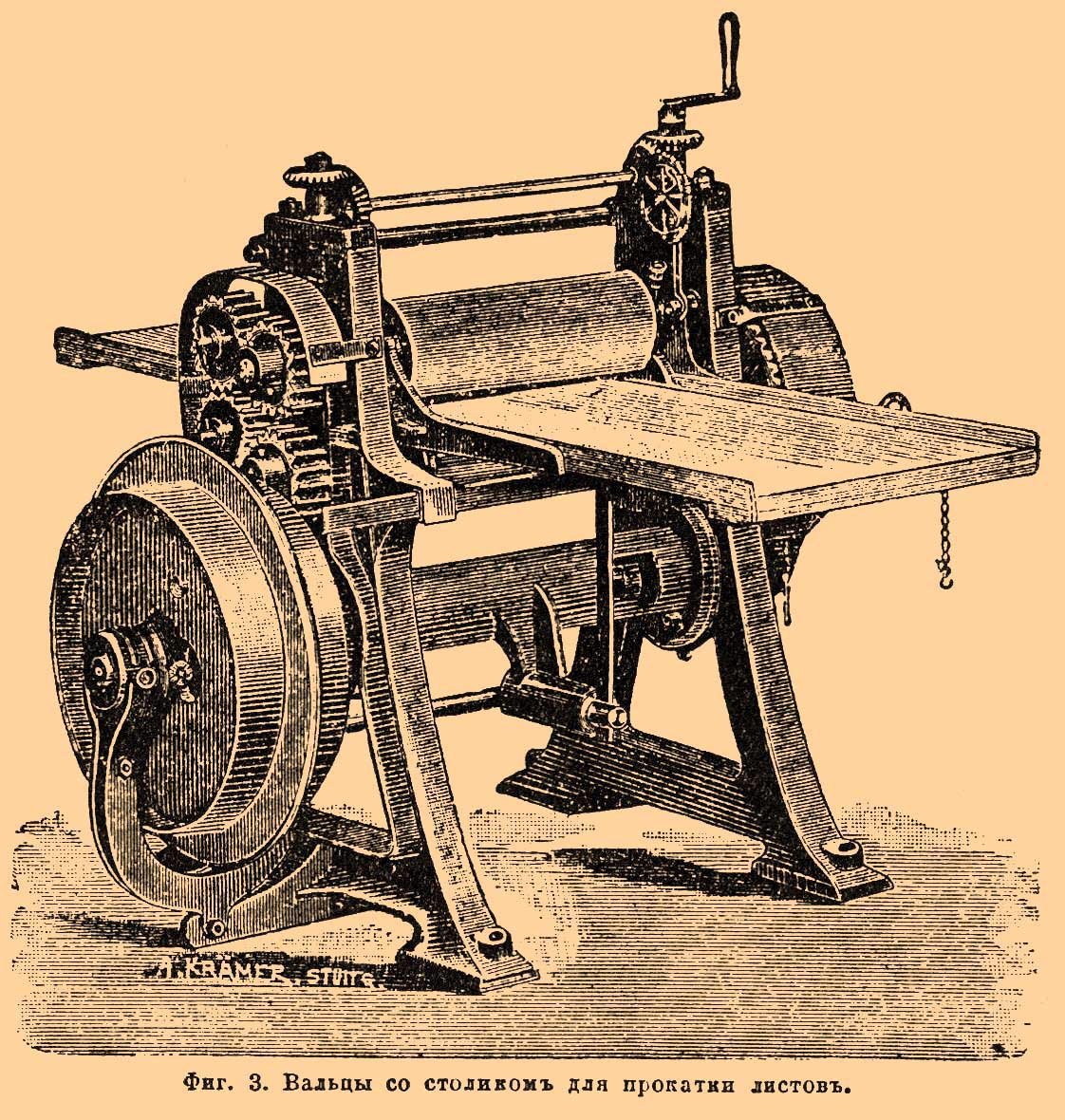
Ruční válcovací stolice na želatinu s nitrocelolózou

7. června spolu s Nikolajem Menšutkinem a experty v oblasti výbušnin odplul z Kronštadtu do Londýna. Zde se setkal s autory corditu Frederikem Abelem a Jamesem Dewarem. 21. června navštívil továrnu rychlých palných zbraní a střelného prachu Nordenfeld-Maxim, kde sám střelný prach testoval. 27. června navštívil ruského velvyslance v Londýně a poslal zprávu N. M. Čichačevovi. Před půlnocí dorazil do Paříže.
V Paříži se setkal mimo obor pracovní cesty s Luisem Pasteurem, Paul-Émile Lecoq de Boisbaudranem, Henrim Moissanem a Henrym Le Chatelierem. 30. června navštívil ředitele Ústřední laboratoře pro výzkum střelného prachu E. Sarra a 6. července požádal francouzského ministra války o povolení k návštěvě laboratoří. Během následné exkurze v laboratořích obdržel vzorek pyroxillinu o hmotnosti 2 gramy. 14. července navštívil ruského velvyslance v Paříži a 17. července se navrátil do Petrohradu.
Přivezený vzorek o hmotnosti 2 g stačil k prokázání následných skutečností. 1. jedná se o směs nitrocelulózy s nízkým a vysokým obsahem dusíku, 2. 1 g směsi uvolní 200 cm3 oxidu dusnatého. V dobách, kdy pracoval na vývoji hydrodynamické laboratoře, intenzivně se věnoval zemědělství a navštěvoval ropná pole v Baku, uskutečnil řadu pokusů za použití různých poměrů kyseliny dusičné a sírové v nitrační směsi při různých teplotách a časech nitrace, a to i za použití různých materiálů (papír, bavlněná příze, bavlněná vlákna ...) .
V prosinci 1890 se mu podařilo vyvinout optimální roztok nitrocelulózy v etheru a alkoholu a 23. ledna 1891 definoval nejlepší produkt, který nazval pyrocolloidion. 5. června admirál S. O. Makarov telegrafoval D. I. Mendělejevovi o úspěšném testu pyrocollodionového střelného prachu, který obstál v celé škále kalibrů. 20. července bylo rozhodnuto o účelnosti použití v pozemních silách.
Přestože všechny armádní testy jasně prokazovaly lepší vlastnosti pyrocolloidinu oproti cizím prachům, nastalo období vleklých jednání o zavedení velkovýroby pro potřeby ruské armády. Výsledkem odporu francouzského vedení Ochtinské prachárny v Petrohradu v kombinaci s tradičně korupčním prostředím ruské administrativy byl nakonec US Patent 2253, odkazující se na Mendělejevovy výsledky. Spojené státy použily pyrocolloidin v úspěšné válce se Španělskem a ruská armáda až do konce první světové války nakupovala obrovská množství doma vyvinutého prachu v Americe.

### Metrologie
Na návrh ministra financí Sergeje Witteho přijal Mendělejev funkci správce Hlavní komory pro míry a váhy. Z této práce byl nadšený, neboť v ní mohl využít všech svých zkušeností s měřením veličin i s konstrukcí měřících přístrojů. Je tvůrcem mnoha zařízení: pyknometr (zařízení pro stanovení hustoty kapaliny), diferenciální barometr (pro měření výšky), dvoustupňové váhy (pro vážení pevných a plynných látek), diferenciální kyvadlo (pro stanovení tvrdosti látky), kyvadlo - metronom (pro studium periodických procesů) a další zařízení.

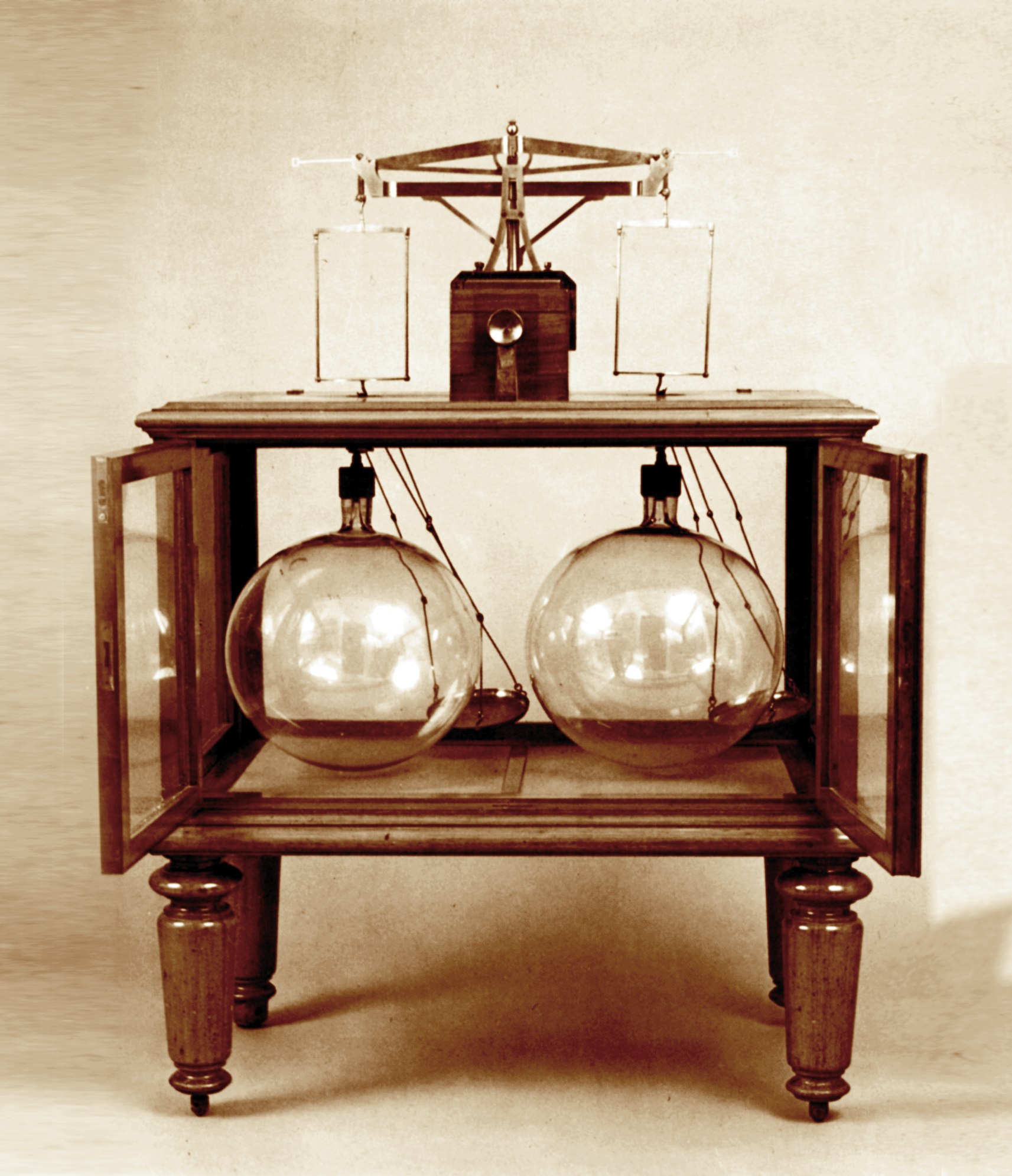
Mendělejevovy váhy

Malý úřad byl brzy přeměněn v instituci světové úrovně, a spolu se středisky ve Francii a Německu představoval špičku svého oboru.
Mendělejev nejprve nechal vyrobit standardy aršinu (krok - 0,711187 m) a pudu (ruská libra - 0,45359237 kg) z platiny a iridia a nechal zkalibrovat v Paříži. Hmotnost standardu pudu byla Mendělejevem zajištěna na přesnost ±0,000072 g.

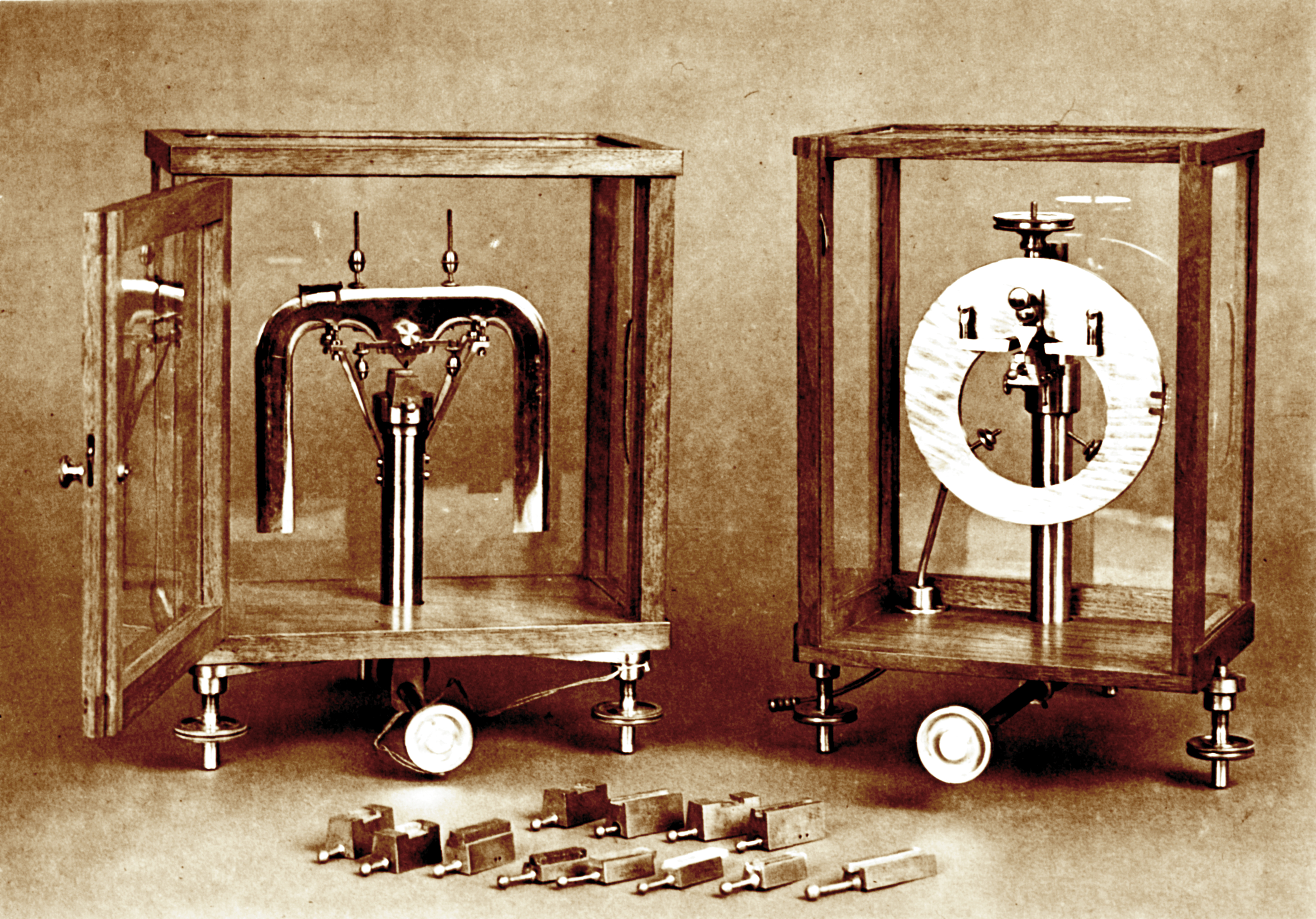
Mendělejevovo kyvadlo

D. I. Mendělejev byl vědcem, který si hluboce uvědomil důležitost a národní význam metrologického výzkumu pro rozvoj země a potřebu reformy podnikání. Navrhl zákon O mírách a vahách, které Rusko přijalo v červnu 1899.
Od roku 1900 začala v Rusku vznikat síť podřízených metrologických středisek, v podobě stanů, postavených ve velkých městech a vybavených odvozenými standardy. První metrologický stan byl postaven a příslušnými standardy vybaven v Charkově. Od tohoto okamžiku se začala rozvíjet nejrozsáhlejší národní metrologická síť na světě. Spolu s tím se rozvinuly i metody represivních prostředků vůči kontrolovaným subjektům, končící zákazem výroby či prodeje.
V roce 1902 byla podle projektu Mendělejeva postavena nová budova Hlavní komory pro míry a váhy. V ní byly umístěny oddělení pro měření plynu a vody vyprojektované Mendělejevem, chemická laboratoř a mechanická dílna, vybavené nejmodernějšími vědeckými a technickými zařízeními své doby. Ve stejné budově byl také vytvořen astronomický pavilon, kde začali určovat přesný čas a poprvé byl vyvinut systém pro přenos přesného času do sekundárních elektrických hodin. V roce 1905 byl na věž budovy nainstalován hodinový mechanismus mnichovské společnosti Niger a Sons. Signály z hodin ve věži byly přeneseny do 12 sekundárních hodin hlavní komory a odtud později do všech ostatních hodin ve městě.
Mendělejev zkoumal způsoby měření a navrhoval sám přístroje s mimořádnou přesností. Jedno takové zařízení podle jeho návrhu je nyní známé jako Mendělejevovy váhy. Mendělejev navrhl harmonizovaný plán přechodu Ruska k metrickému systému a gregoriánskému kalendáři.
V budově Hlavní komory pro míry a váhy žil Mendělejev od října 1897 do své smrti 2. února 1907. Kromě muzea D.I. Mendělejeva se zde nachází Metrologické muzeum Ruska. Muzeum představuje unikátní sbírky měřidel od starověkých měřítek až po přístroje, které vytvořil sám Mendělejev.

Během blokády Leningradu byly věžní hodiny budovy Hlavní komory pro míry a váhy jediné pouliční hodiny ve městě, které se nezastavily na jediný den.

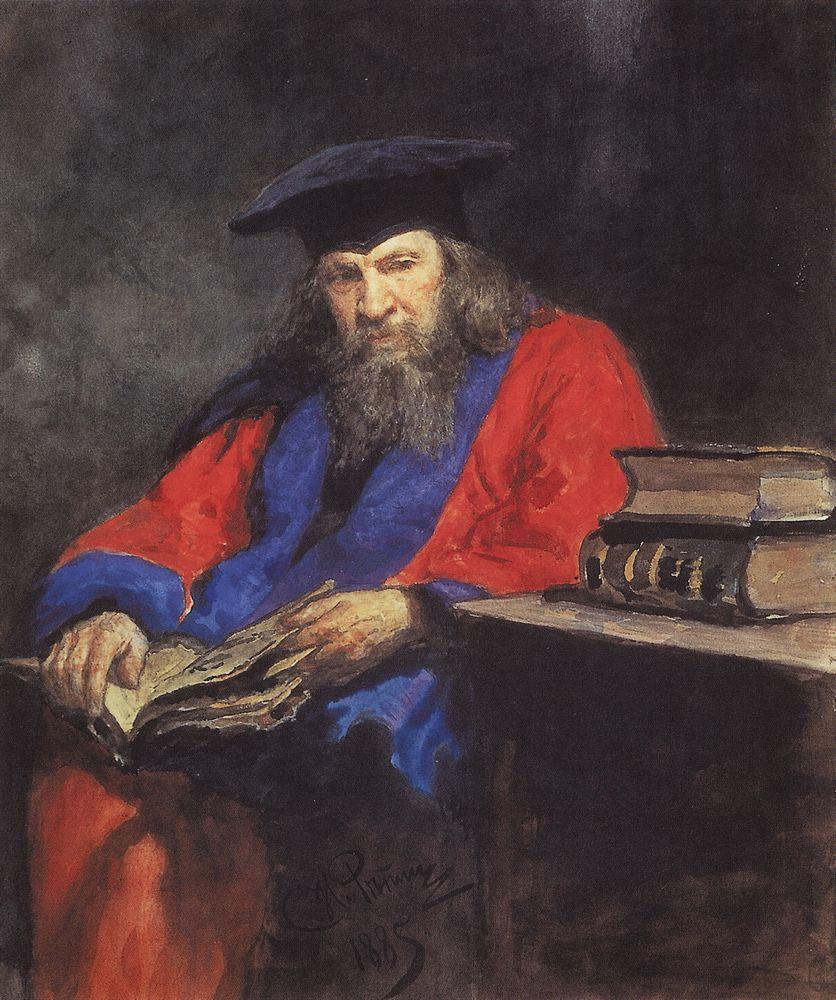
Portrét D. I. Mendělejeva od I. J. Repina

## Ocenění
Přes svůj význam nebyl Mendělejev nikdy členem Ruské akademie věd, pokus o jeho zvolení členem v roce 1880 nebyl úspěšný. Příčinou byly nejspíš politické důvody. Mendělejev byl čestným členem Imperátorské moskevské univerzity, členem Akademie umění a 90 zahraničních akademií věd. V roce 1892 se stal členem Royal Society a v roce 1882 získal Davyho medaili, v roce 1905 Copleyho medaili.
Za učebnici organické chemie získal v roce 1862 Děmidovovu cenu. Nejvyšší vědecké ocenění, Nobelovu cenu, na niž byl v roce 1906 nominován, nezískal. K jejímu udělení chyběl přitom hlas jednoho člena komise. Z odtajněných starších záznamů z jednání výboru se ukazuje, že cenu nezískal pro nepřátelství se Švédem Svante Arrheniem. V roce 1889 byl zvolen členem American Academy of Arts and Sciences.

## Pojmenováno po Mendělejevovi
Prvek mendělejevium, s protonovým číslem 101, bez stabilních izotopů. Poločas rozpadu izotopů 258Md je 51 dní a izotopu 260Md je 28 dní.
Objevili A. Ghiorso, G.R. Choppin, B.G. Harvey, S.G. Thompson a G.T. Seaborf v Berkeley v USA v roce 1955.
Minerál mendělejevit, sumárního vzorce Ca2UTi2Nb2O13 (až 26 % U3O8). Slabě radioaktivní. Tuhost 4 – 5,5; hustota 3,7 – 5 g / cm3 ; Černá barva; velmi vzácné. Popsal geolog K. Jegorov v roce 1912 poblíž jezera Bajkal na Sibiři. Jméno přidělené V. Vernadským v roce 1914.
Asteroid Mendělejev, planetka hlavního pásu. č. 2769, (průměr 21,6 km, oběh 5,55 let) mezi Marsem a Jupiterem byla objevena 1. dubna 1976 astronomem N.S.Černychem z observatoře na Krymu.
Kráter Mendělejev, impaktní kráter Mendělejev na odvrácené straně Měsíce (5°42' s.š., 140°54' v.d.) s průměrem 313,0 km. První snímek pořídila sovětská automatická kosmická lodi „Luna-3“ 7. října 1959 (v 6:30) a fotografie se objevila ve světových novinách 27. října. Jméno bylo přijato 18. března 1960 Mezinárodní astronomickou unií.
Podmořský hřeben Mendělejev, v Severním ledovém oceánu (mezi ostrovy Wrangelovým a Ellesmerovým). Délka ~ 1500 km, šířka 900 km, výška do 3–4 km. Objeven v roce 1948 (později zkoumán v roce 1954) sovětskými polárními výpravami. Expedicí Transarctika-2000 potvrzeno, že je geologicky součástí ruského kontinentálního šelfu.
Horský štít Mendělejev, o nadmořské výše 4122 m v pohoří Ťan-šan poblíž jezera Issyk-Kul, Kyrgyzstán. První vystoupání provedeno v roce 1954.
Sopka Mendělejev na ostrově Kunašir na jižních Kurilských ostrovech (44°0' s.š., 145°7' v.d.) s převýšením 887 m. Jedná se o stratovulkán, který naposledy projevil aktivitu v roce 1880. Pojmenována po roce 1946.
Mendělejevův vodopád, jeden z nejvyšších vodopádů v Ingušsku o výšce 12 metrů a šířce 5 metrů.
Loď Mendělejev, výzkumná loď Sovětské akademie věd, postavená v roce 1968 v Německu. S výtlakem 6840 tun, prostorem pro 77 vědců a 10 laboratoří sloužila vědě 24 let a uskutečnila 50 plaveb po všech světových oceánech. Poté, co byl vyčerpán jeho zdroj, vytvořil z ní soukromý nadšenec muzeum v oceánografickém ústavu.
Mendělejevovo jméno je v jeho vlasti často užíváno. Nese ho například Chemicko-technologický institut v Moskvě, tatarské město Mendělejevsk, četná další sídla, obce a ulice, stejně jako moskevská stanice metra Mendělejevskaja. Ruská akademie věd uděluje na jeho počest zlatou medaili.
Pojmenovat po vědci světového významu ulici využila Ostrava a Ústí nad Labem.